# Universidad Nacional Mayor de San Marcos
La Universidad Nacional Mayor de San Marcos (UNMSM) es una universidad pública ubicada en el distrito de Lima, en la ciudad homónima, capital del Perú. Es la primera universidad establecida en la América continental, la primera universidad en ser fundada oficialmente por real provisión y autorizada por real cédula en las Américas, y la de mayor tiempo en funcionamiento ininterrumpido desde su establecimiento en el continente;  figura en documentos y publicaciones oficiales como «Universidad del Perú, Decana de América».
Si bien la institución tuvo sus inicios en los estudios generales que se brindaron en el convento del Rosario de la orden de Santo Domingo —actual Basílica y Convento de Santo Domingo— hacia 1548, su fundación oficial y real fue gestada por fray Tomás de San Martín y se concretó el 12 de mayo de 1551 con el decreto del emperador Carlos I de España y V del Sacro Imperio Romano Germánico. En 1571 la universidad es reafirmada mediante bula papal de Pío V, adquiriendo también el grado de pontificia. Durante el Virreinato la universidad tuvo bajo tutela un total de cuatro colegios mayores: el Colegio Real y Mayor de San Martín, el Colegio Real y Mayor de San Felipe y San Marcos, el Real Colegio de San Carlos —enfocado en derecho y letras, derivado de la fusión de los dos anteriores— y el Real Colegio de San Fernando —enfocado en medicina y cirugía—. En los tiempos de la emancipación la universidad adquirió un rol principal en la formación de varios líderes gestores de la independencia del Perú y las Américas. Mientras que en la era republicana, la Universidad de San Marcos fue la entidad absorbente de la educación superior ofrecida en aquel entonces también por el Colegio Mayor de la Independencia, el Colegio Mayor de San Carlos y el Colegio Guadalupe. Posteriormente, en 1946, la institución oficializó su nombre actual y denominación como universidad Nacional y Mayor. Los documentos fundacionales y el archivo histórico colonial de la universidad, el cual preserva documentos y escritos de los siglos XVI, XVII, XVIII y XIX, forman parte del Registro de la Memoria del Mundo de la UNESCO, en reconocimiento de su significancia para la memoria colectiva mundial.
En sus más de 470 años de funcionamiento, la Universidad de San Marcos ha pasado y contado con varias sedes y locales, de los cuales mantiene y destacan: la «Casona de San Marcos», parte del área y de la lista de edificaciones del centro histórico de Lima que fueron reconocidas como Patrimonio de la Humanidad por la UNESCO en 1988; el campus de la Facultad de Medicina «San Fernando», inaugurado en 1901 para la primera escuela de medicina del país; y la llamada «Ciudad Universitaria», que desde 1960 es su sede principal, por lo que allí se ubican la mayoría de facultades, la biblioteca central, el estadio universitario y el rectorado. La institución cuenta actualmente con 73 escuelas profesionales, agrupadas en 20 facultades, y estas a su vez en 5 áreas académicas, siendo la universidad peruana con la mayor diversidad de programas de pregrado y posgrado. Cuenta además con dos centros culturales, diez museos, diversas bibliotecas, una clínica y consultorios universitarios, un fondo editorial, entre otros.
La Universidad de San Marcos es actualmente la 1.era institución peruana en producción científica, tanto anualmente como en el acumulado histórico. Así también, ha llegado a posicionarse en el 1.er lugar a nivel nacional en determinadas ediciones de diversas clasificaciones académicas de universidades, siendo una de las tres únicas universidades peruanas que alguna vez alcanzaron tal ubicación, así como la única pública en conseguirlo. Cuenta con licenciamiento institucional de diez años otorgado por la Superintendencia Nacional de Educación Superior Universitaria y con una acreditación institucional internacional. A la fecha, veintiún Presidentes de la República del Perú, siete candidatos peruanos a los Premios Nobel de Física, Literatura y Paz, y el único peruano ganador de un Premio Nobel han sido egresados y/o profesores de esta casa de estudios. Debido a su relevancia histórica y académica, la Universidad de San Marcos es usualmente referida como la institución educativa más importante y representativa del Perú.

## Historia

### Reseña histórica

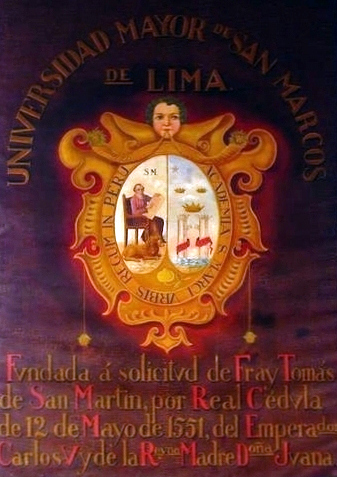
Óleo referente a la fundación de la Universidad de San Marcos, oficialmente la primera universidad del Perú y de América, y a su gestor fray Tomás de San Martín.

El origen de la Universidad Nacional Mayor de San Marcos es también el origen oficial de la educación superior en el Perú y América; este se remonta a los Estudios Generales llevados en los claustros del Convento del Rosario de la Orden de Santo Domingo —actual Basílica y Convento de Santo Domingo—, cerca de la plaza de Armas de Lima hacia 1548. Tenían como objetivo principal formar y educar al clero en los nuevos territorios incorporados al Imperio español. Posteriormente, el cabildo limeño enviaría a España a fray Tomás de San Martín y al capitán Jerónimo de Aliaga, quienes —en gran parte gracias a las gestiones del primero— consiguen la orden de fundación de la universidad por parte del emperador Carlos I de España y V del Sacro Imperio Romano Germánico y la reina Juana I de Castilla, hija de los reyes católicos, mediante la real provisión expedida el 12 de mayo de 1551 en Valladolid; de ese modo se efectuó oficialmente la fundación de la Real Universidad de la Ciudad de los Reyes, también referida como Real Universidad de Lima. La lectura también de la real cédula, que autorizó oficialmente el funcionamiento de la «Universidad de Lima», indicó como misión: «adoctrinar a los vecinos de estas tierras en la fe cristiana y el sometimiento al Rey». Con este principio, la universidad comenzó a funcionar oficialmente el 2 de enero de 1553, en la Sala Capitular del Convento de Nuestra Señora del Rosario de la Orden de Santo Domingo, bajo la dirección de su primer rector fray Juan Bautista de la Roca; la cátedra inicial fue dictada por Andrés de Cianca y Corona Cosme Carrillo, bajo la supervisión del rector.

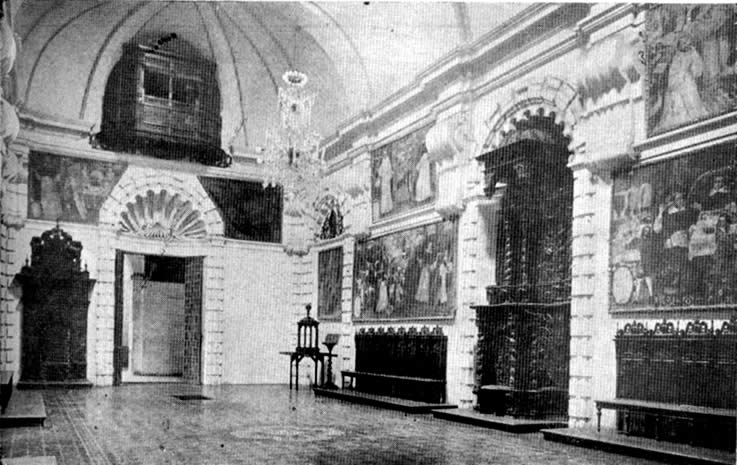
Sala capitular del Convento del Rosario de los dominicos —actual Basílica y Convento de Santo Domingo—, donde comenzó a funcionar la Universidad de San Marcos.

La orientación, en principio estrictamente monástica, así como el exclusivismo y conservación de los dominicos, y la continua disminución de miembros de otras congregaciones dio lugar a que los dominicos perdieran el predominio y generó además una reacción por parte de los profesores laicos; el reclamo de mayor apertura los llevó a solicitar a la Real Audiencia el cumplimiento de la real cédula de 1570, que disponía una libre elección del rector por parte de los docentes del claustro. El reclamo recayó en el virrey Francisco Álvarez de Toledo quien favoreció y dio fin al reclamo con la elección de Pedro Fernández de Valenzuela el 11 de mayo de 1571, el primer rector laico, y el significativo cambio en la orientación de la universidad. La oficialidad de la universidad es reafirmada por la bula papal Exponi Nobis de San Pío V del 25 de julio de 1571, luego de recibir el Pase Regio del Consejo de Indias; en ella sustraía a los tribunales eclesiásticos al declarar que «absuelve a frailes, lectores, maestros, estudiantes y a cualquiera de vosotros de todas y cualesquiera censuras, sentencias y penas eclesiásticas, por cualquier razón y causa contraídas», asimismo la universidad adquiere con esta bula su grado de pontificia, por lo que pasa a denominarse Real y Pontificia Universidad de la Ciudad de los Reyes de Lima. Producida esta primera reforma, la universidad se traslada a su segundo local, cercano a los extramuros de la iglesia de San Marcelo, donde antes había funcionado el Convento de la Orden de San Agustín. El 6 de septiembre de 1574, se elige por sorteo —entre los nombres de los cuatro evangelistas— la denominación oficial de la universidad, resultando finalmente el nombre oficial de Real y Pontificia Universidad de San Marcos y por ende al evangelista San Marcos como patrono de la institución. En 1575, la universidad cambia otra vez de establecimiento y se sitúa en la antigua Plaza del Estanque, después llamada Plaza de la Inquisición, donde actualmente se encuentra el edificio del Congreso del Perú, lugar donde continuaría su funcionamiento durante toda la época del Virreinato del Perú.

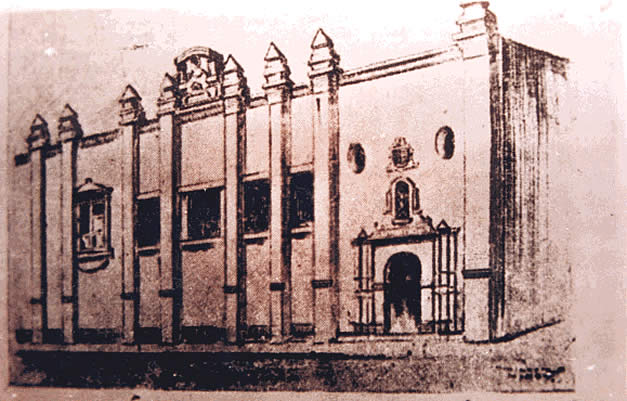
Grabado de la antigua fachada del local donde la Universidad de San Marcos funcionó durante todo el virreinato, posteriormente este local sería cedido al Congreso del Perú.

En 1576 llegó a su término el proceso —iniciado cuatro años antes— a Francisco de la Cruz, quién se había desempeñado previamente como el sexto rector de la universidad. Este había sido apresado por la Inquisición y acusado de ser alumbrado, hereje, falso profeta, promotor de conductas anómalas en un exorcismo y de ideas tildadas de aberrantes como la restitución de tierras a los indígenas. Al ser hallado culpable y no retractarse fue quemado en la hoguera durante un auto de fe el 1 de abril de 1578. En dichos años, la ya oficialmente nombrada Universidad de San Marcos, conocida entonces también como Universidad de Lima, desarrollaba sus labores en la época virreinal con las facultades de Teología y de Artes, a las que posteriormente se sumarían los cánones de Leyes y Medicina. En lo académico, mantuvo las normas que regían en España, es decir desarrollaba sus funciones con la enseñanza de Filosofía como base para cualquier otro estudio superior. El 7 de julio de 1579 la universidad estableció la «Cátedra de la Lengua General de los indios» para el estudio de la familia de lenguas andinas más extendida entre los nativos durante el Imperio incaico y el Virreinato del Perú: el quechua; su primer catedrático fue Juan de Balboa. El 27 de noviembre de 1579, los profesores solicitaron al rey Felipe II la institución de fuero que regía en la Universidad de Salamanca, figura jurídica medieval —antecedente de la actual autonomía universitaria— que facultaba al rector para que, con exclusión de los tribunales ordinarios, tuviera jurisdicción civil y criminal sobre los miembros del claustro. En 1581, y luego de la presencia absoluta de rectores laicos entre 1571 y 1581, el virrey Francisco Álvarez de Toledo autorizó que clérigos y laicos puedan ser elegidos; así ambos sectores gobernaron de manera alternada la Universidad de San Marcos, durante el periodo virreinal, hasta 1820. El 23 de enero de 1639 se da la quema de otro sanmarquino en un auto de fe, esta vez del protomédico y egresado Francisco Maldonado da Silva, luego de ser acusado de judaizante y hereje por la Inquisición. 

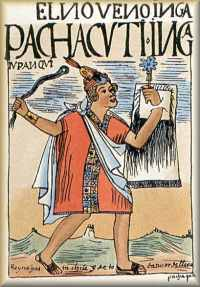
El Hospital Real de San Andrés, donde funcionó en sus inicios la Escuela de Medicina de la Universidad de San Marcos, habría sido también el último lugar que guardó la momia del emperador inca Pachacútec.

El apoyo a la secularización de la Universidad de San Marcos dado por el virrey Francisco Álvarez de Toledo, así como a la institución del fuero que ejercía su rector y el del Real Convictorio de San Carlos —fundado el 7 de julio de 1770—, fueron los factores decisivos que condujeron a la comunidad de estudiantes y profesores sanmarquinos hacia la realización del ideal boloñés que concebía a la universidad como un espacio de libertad. De este modo, empezó a nacer el clima académico que posibilitó el cuestionamiento y las críticas al sistema colonial. En 1811 las cátedras de medicina de la Universidad de San Marcos comenzaron a desarrollarse en el Hospital Real de San Andrés, local que la universidad ya había comenzado a utilizar desde 1792, cuando inauguró allí su primer anfiteatro anatómico. Este recinto que formó parte de la universidad entre fines del siglo XVII e inicios del siglo XVIII es considerado como el hospital más antiguo de Sudamérica, y como el último lugar que —según académicos como Garcilaso de la Vega y José de Acosta— habría albergado un conjunto de momias de la realeza inca, entre estas las del emperador Pachacútec. Por aquellos años, tanto la Universidad de San Marcos como el Colegio de Derecho y Letras de San Carlos y el Colegio de Medicina de San Fernando —incorporados gradualmente a la universidad— comenzaron a ser vigilados cuidadosamente por el Virrey, por el hecho de albergar a profesores y alumnos sospechosos de avizorar y gestionar el fin del régimen colonial y el surgimiento de lo que es hoy la República Peruana. Presumiblemente fueron los privilegios de los que gozaban tanto la universidad y el convictorio, lo que permitió el ingreso del pensamiento de la ilustración en sus claustros, así surgen en su seno los planteamientos doctrinarios teóricos e ideológicos de la emancipación. En 1813, durante la administración del virrey José Fernando de Abascal, fue establecida la Facultad de Medicina «San Fernando» en homenaje al rey Fernando VII de España, en la plaza de Santa Ana —hoy plaza Italia— en el local que ocupó el Ministerio de Gobierno, la facultad se formó tomando como base el Colegio de Medicina del mismo nombre que estuvo ubicado en la plaza del Estanque. De este modo, hasta el pase al sistema de facultades, la universidad tuvo bajo su tutela durante el virreinato un total cuatro colegios mayores: el Colegio Real y Mayor de San Martín y el Colegio Real y Mayor de San Felipe y San Marcos, el Real Colegio de San Carlos —enfocado en derecho y letras, derivado de la fusión de los dos anteriores— y el Real Colegio de San Fernando —enfocado en medicina y cirugía—.

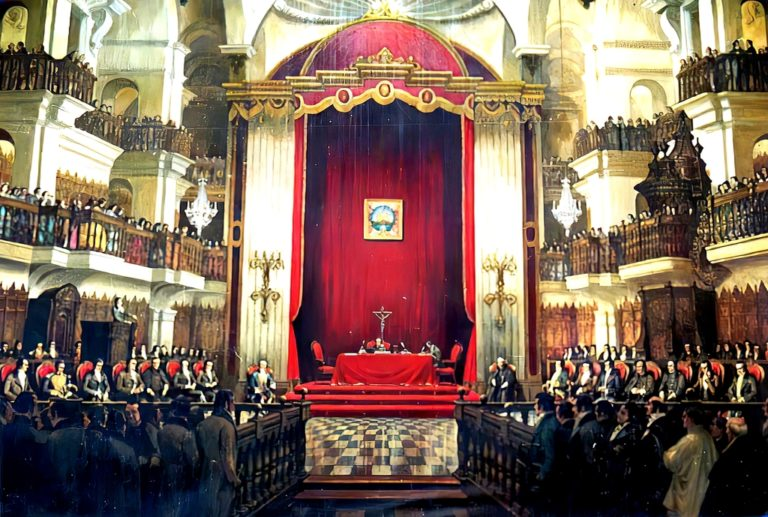
Primer Congreso Constituyente del Perú, presidido por Toribio Rodríguez de Mendoza y llevado a cabo en la capilla de la Universidad de San Marcos el 20 de septiembre de 1822.

En los tiempos de la emancipación la universidad adquiere un rol principal en la formación de varios de los principales líderes gestores de la independencia del Perú. Desde el punto de vista jurídico con relación a la propiedad, la Universidad de San Marcos que perteneció al Estado monárquico, pasó a pertenecer a la joven República del Perú desde su independencia en 1821. En dicho contexto, el Real Colegio de San Fernando adoptó por decreto supremo la nueva denominación de Colegio de la Independencia, preservando su enfoque médico. El Primer Congreso Constituyente del Perú, que definió como realidad y como proyecto a la nueva República Peruana, fue presidido inicialmente por quien fue rector de la Universidad de San Marcos, Toribio Rodríguez de Mendoza; de los 64 diputados constituyentes, eran 54 los sanmarquinos y carolinos; y el local donde se reunía esta magna asamblea era la Capilla de la Universidad de San Marcos. Hoy en día, el Congreso de la República del Perú sigue funcionando en ese mismo local. En 1822, la universidad entrega su colección de 50 000 libros para formar la recién fundada Biblioteca Nacional del Perú. En 1826 la universidad le otorga al Libertador Simón Bolívar el grado de doctor honoris causa, ante lo cual el Libertador declara:

«Señores, al pisar los umbrales de este Santuario de las Ciencias yo me sentí sobrecogido de respeto y de temor y al verme ya en el seno mismo de los sabios varones de la célebre Universidad de San Marcos yo me veo humillado entre hombres envejecidos en las tareas de profundas y útiles meditaciones, y elevados con tanta justicia al alto rango que ocupan en el orbe científico. Desnudo de conocimiento y sin mérito alguno vuestra bondad me condecora gratuitamente con una distinción que es el término y la recompensa de años enteros de estudios continuos. [...] Señores: Yo marcaré para siempre este día tan hermoso de mi vida. Yo no olvidaré jamás que pertenezco a la sabia Academia de San Marcos. Yo procuraré acercarme a sus dignos miembros, y cuantos minutos me pertenezcan después de llenar los deberes a que estoy contraído por ahora, los emplearé en hacer esfuerzos para llegar si no a la cumbre de las ciencias en que vosotros os halláis, al menos en imitaros.»
Simón Bolívar (1826)

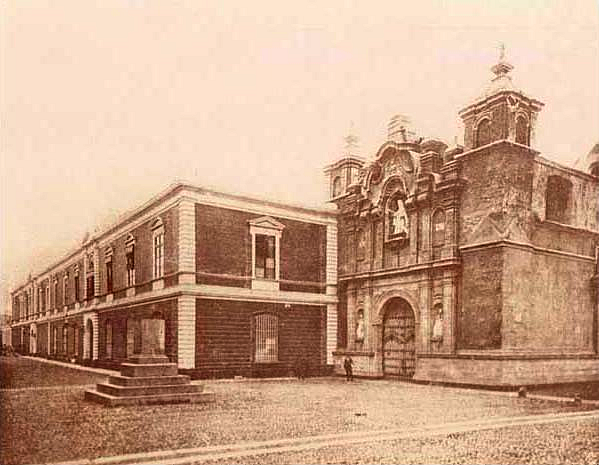
Local de la Universidad de San Marcos a inicios del, la denominada Casona de San Marcos es actualmente el Centro Cultural de San Marcos.

En 1855, bajo el gobierno de Ramón Castilla, se promulgó como decreto supremo el Reglamento de Instrucción Pública, que reorganizó la educación superior ofrecida por la Universidad de San Marcos, el Colegio Mayor de la Independencia, el Colegio Mayor de San Carlos y el Colegio Guadalupe. Esta fusión fortaleció a la Universidad de San Marcos, que absorbió a las otras instituciones, y llevó a que sus facultades de Jurisprudencia, Matemática y Ciencias Naturales funcionaran en el Convictorio de San Carlos, mientras que su Facultad de Medicina lo hiciera en el Colegio de la Independencia. El Colegio Guadalupe, tras la absorción de sus componentes de educación superior, quedó exclusivamente como una institución de educación media. Asimismo, también durante el gobierno de Ramón Castilla, San Marcos fue facultada oficialmente por el presidente para aprobar la creación de nuevas universidades y supervisar las de reciente fundación. A lo largo del siglo XIX, el local de la Universidad de San Marcos fue dejando de lado sus funciones académicas, volviéndose más regular su uso como espacio para las reuniones de la Cámara de Diputados y del Congreso de la República en general. La ausencia de cuidados y el abandono parcial de sus funciones universitarias conllevaron a un gradual deterioro de sus ambientes. Es en este contexto de fines del siglo XIX que la universidad dona totalmente su local al entonces aún joven Congreso de la República del Perú. El crecimiento exponencial de la ciudad durante la revolución industrial del siglo XIX, además de los esfuerzos del entonces presidente del Perú Manuel Pardo por mejorar la arquitectura y la planificación urbana de la ciudad durante 1870, obligó a la universidad trasladarse a un nuevo campus adyacente al antiguo monasterio Jesuita donde residía el Real Convictorio de San Carlos —actualmente este es llamado la «Casona del Parque Universitario» o simplemente la «Casona de San Marcos»—. Por esos años San Marcos ya era considerada el núcleo tutelar de las instituciones científicas y culturales durante el Virreinato y la naciente República; a ello se añadía el hecho de que sus profesores, graduados y hasta alumnos formaron parte de misiones que crearon diversas universidades hispanoamericanas. En 1878, durante el gobierno de Manuel Pardo, se expidió el Reglamento General de Instrucción Pública, instituyéndose el concepto de universidades mayores y menores, correspondiendo a San Marcos el primer título y a las universidades de Arequipa y del Cusco, el segundo. Durante la guerra del Pacífico y específicamente durante la ocupación de Lima por las tropas chilenas, se toman de la universidad objetos y bienes de arte y culturales, con el fin de ser llevados a Chile, vía marítima. A fines del siglo XIX, la Facultad de Medicina «San Fernando», que estaba ubicada en un local en la antigua plaza de Santa Ana —hoy plaza Italia—, se traslada a su ubicación actual, la del histórico local de la avenida Miguel Grau, en el centro histórico de Lima. Una vez finalizada la guerra, por ley de 1901, se señala que la educación universitaria peruana corresponde a la Universidad Nacional Mayor de San Marcos y a las menores de Trujillo, Cusco y Arequipa, a las que se unió posteriormente la Universidad Católica de Lima y las escuelas técnicas.

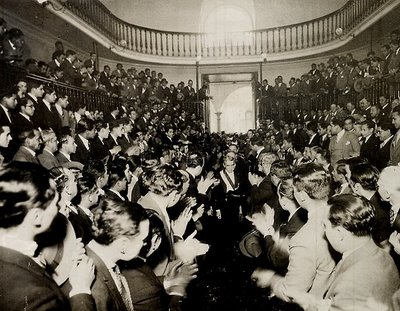
Durante el, los estudiantes de la Universidad de San Marcos tuvieron una activa participación en el acontecer académico, político y social del Perú. En la foto se aprecia al presidente Augusto Leguía luego de un discurso en la universidad.

En los inicios del siglo XX, activistas universitarios promovieron una reforma dentro de la Universidad de San Marcos; este esfuerzo trascendió los límites de la universidad y se convirtió en un reflejo de un gran movimiento social en el Perú. La reforma universitaria planeaba el acceso a la educación de la clase media y popular, que hasta entonces tenía presencia minoritaria en San Marcos. Estos ideales iniciaron una larga tradición de activismo estudiantil en la universidad y alteraron el panorama político peruano. En 1909, los estudiantes de la Universidad de San Marcos tuvieron una activa participación en protestas contra los gobiernos dictatoriales peruanos. En 1916, se constituyó la Federación de Estudiantes del Perú (FEP), liderada principalmente por estudiantes de San Marcos. Las demandas de la FEP incluían reformas universitarias como la actualización de los currículos, la remoción de profesorado no capacitado y la eliminación de la interferencia del gobierno peruano en la universidad. Durante el gobierno del presidente Augusto Leguía, se reorganizó el sistema educativo universitario y se concedió la autonomía universitaria. En 1928, se da la visita al Perú de Herbert Hoover, 31.º presidente de los Estados Unidos. En su discurso durante el banquete que ofreció el presidente peruano Augusto B. Leguía, el presidente estadounidense destacó a Lima como «centro de civilización» y de radiante cultura y a la Universidad de San Marcos como la «decana del saber». En el contexto de la Segunda Guerra Mundial, el médico sanmarquino Ernesto Pinto-Bazurco entonces radicado en Alemania llegó a sufrir persecución por la Gestapo, llegando a estar en prisión política en el castillo de Laufen en 1942. Poco después, al ser excarcelado, asumió el cargo de cónsul de Perú en Alemania, lo cual le permitió expedir documentación y pasaportes que ayudaron a varios judíos a escapar del holocausto fomentado por el régimen nazi. En la actualidad, el castillo de Laufen donde estuvo encarcelado, tiene una placa recordatoria en su memoria.
Desde la época virreinal, pasando por la independencia y la república, hasta 1946 la universidad había sido referida tanto coloquialmente como formalmente —en diversos tratados y documentos históricos— como «Universidad de Lima». Sin embargo, dicho año se oficializa su denominación como Universidad Nacional Mayor de San Marcos, la cual permanece hasta la actualidad. Entre los años de 1950 y 1960, la afluencia de mayor cantidad de alumnos de clase media en la Universidad de San Marcos llevó al gobierno a poner énfasis y crear áreas científicas y de investigación universitaria. En el contexto de las conmemoraciones por los 400 años de fundación de la Universidad de San Marcos, la institución adquirió un nuevo terreno para construir su Ciudad Universitaria, registrándose una grabación a color de Alfred William Gauger de la colocación simbólica de la primera piedra el 12 de mayo de 1551 —registro que fue recuperado en 2011 por el Archivo Peruano de Imagen y Sonido para su preservación—. Ese mismo año e inauguró el Estadio de la Universidad de San Marcos, ubicándose en el centro del nuevo campus sanmarquino. Con motivo del cuatricentenario se realizó también una ceremonia que reunió a los rectores de las principales universidades iberoamericanas, quienes decidieron darle el título y reconocimiento de «Decana de América». Debido a ello —y dada también su primacía en el país— la universidad conserva desde entonces las denominaciones de Universidad del Perú y Decana de América. Finalmente, en el marco de su 400.º aniversario, la Universidad de San Marcos otorgó a Albert Einstein el grado de doctor honoris causa, quien ante ello expresó:

«Constituye un gran placer para mí el dar a mis colegas de la Universidad de San Marcos las sentidas gracias por la distinción que me ha otorgado. Vuestra acción muestra que la más antigua institución americana de alta enseñanza ha preservado el carácter supra-nacional de la Universidad. Ahora más que nunca tenemos razones para apreciar este espíritu. La institución de la universidad se basa en el ideal de universalidad del dominio de la investigación, esforzándose por obtener verdades libres de propósitos, intenciones o prejuicios extraños; esforzándose por lograr universalidad de espíritu sin restricciones por motivos nacionales o políticos, de otra clase. En resumen, lo que interesa es esforzarse por la universalidad de la mente y el espíritu. No es un secreto que hemos obtenido mucho más éxito en el desarrollo de la mente que en el desarrollo de la personalidad. Al parecer, incluso la búsqueda del conocimiento es amenazada por la falta de personas de espíritu verdaderamente universal. Si las universidades se mantienen fieles a su misión fundamental pueden contribuir significativamente a la solución de las crisis que nos amenazan hoy.»
Albert Einstein (1951)

En 1958, ocurre un significativo incidente en la visita del entonces vicepresidente Richard Nixon, quien luego sería el 37° presidente de los Estados Unidos y también el primer presidente en dimitir tras el escándalo Watergate. Nixon tenía programada una conferencia en la Universidad de San Marcos como parte de su visita a Latinoamérica, sin embargo esta no se dio debido a la protesta de sanmarquinos, quienes se manifestaron en contra de la política de Estados Unidos en la región con frases como: Nixon, Go Home!. Dado el incidente la conferencia fue trasladada a la Universidad Católica de Lima, donde Nixon tuvo una recepción particularmente fría. A mediados de la década de 1960, por requerimiento de un espacio aún mayor, varias facultades de la universidad empezaron a trasladarse al terreno de la Ciudad Universitaria, donde actualmente se ubican 17 de las 20 facultades de la universidad. Este nuevo campus se ubicaba en una zona que albergó complejos arqueológicos de la Cultura Maranga, los cuales fueron restaurados y protegidos —como en el caso de la huaca San Marcos—, luego de haber sido parcialmente destruidos durante la construcción de la avenida Venezuela, en la década de 1940. En 1969 se introdujo además el sistema de organización por departamentos académicos —hoy escuelas académicas—. El 22 de septiembre de 1984 fue promulgado el actual estatuto de la universidad. Caracterizada durante gran parte del siglo XX por su activismo político y social, así como por la representatividad de su estudiantado, a finales de la década de 1980 y en el contexto del periodo de violencia que afectó al país, la Universidad de San Marcos —junto con otras instituciones educativas superiores peruanas— tuvo que hacer frente a la expansión de la presencia y violencia generada por grupos subversivos y por el propio gobierno peruano, el cual adoptó una estrategia de represión y militarización en varias instituciones educativas del país —incluso a principios de la década de 1990 cuando la presencia subversiva ya no era predominante—. La eventual captura de los principales líderes militantes de los grupos subversivos en el país y los subsiguientes acuerdos de paz posibilitaron el retorno de las universidades del país afectadas a sus actividades habituales durante la década de 1990.

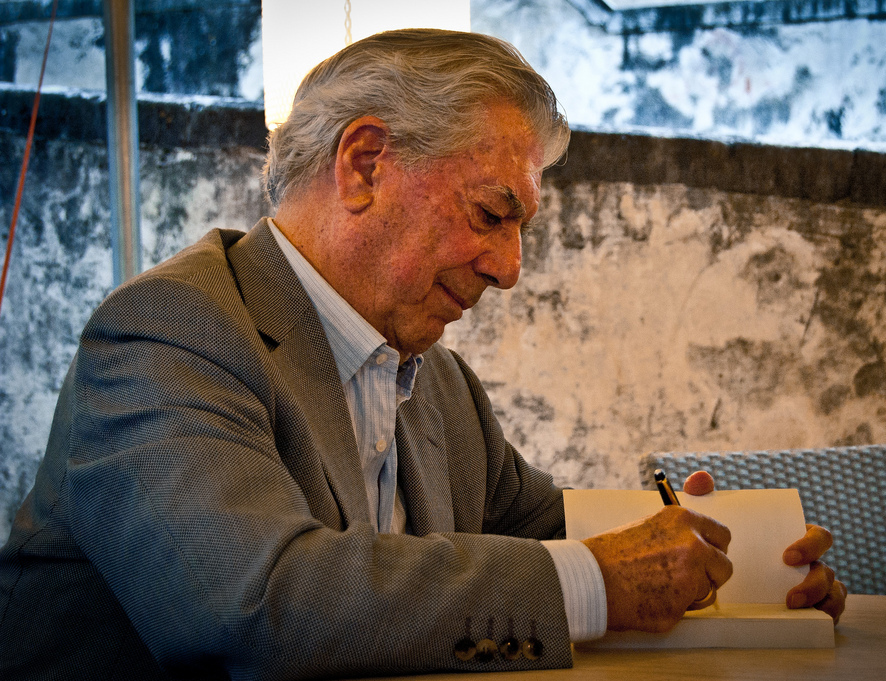
El escritor peruano Mario Vargas Llosa, premio Nobel de Literatura 2010. En 2011, su alma mater lo distinguió con la máxima condecoración: la «Medalla de honor sanmarquina» en el grado de Gran Cruz.

Dado que tanto sus avances como vicisitudes han ido de la mano con el devenir nacional a través de la historia, la Universidad de San Marcos ha sido referida muchas veces como un «reflejo del Perú». Así también, dada la diversidad y representatividad de su alumnado, algunos autores han referido a la institución como una «muestra del Perú». Asimismo, los diferentes peruanos y latinoamericanos destacados que han salido de las aulas sanmarquinas han usualmente reconocido y valorado a la universidad como principal ente educativo del país, así como resaltado la activa y relevante participación académica y política que ha tenido la institución y su alumnado a través de la historia del Perú. Uno de ellos ha sido el escritor samarquino Mario Vargas Llosa, quien en 2010 obtuvo el Premio Nobel de Literatura, siendo la primera —y hasta la fecha única— vez que un peruano ha recibido un Nobel. Siendo Vargas Llosa uno de los egresados más destacados que ha tenido la institución, la universidad le había otorgado ya previamente el título de doctor honoris causa en el 2001. Dado ello, y como homenaje por la obtención del Premio Nobel, el 30 de marzo del 2011 en el marco de las celebraciones por su 460.º aniversario, la Universidad de San Marcos distinguió a Vargas Llosa con su máxima condecoración: la «Medalla de honor sanmarquina» en el grado de Gran Cruz; creando además una cátedra a su nombre e inaugurando una sala museo sobre el escritor y sus años en su alma mater. La ceremonia se realizó en la «Casona de San Marcos» y contó con la participación de académicos sanmarquinos quienes también fueron compañeros, amigos y profesores sanmarquinos. En dicho reconocimiento, Mario Vargas Llosa, premio Nobel de Literatura 2010, declaró lo siguiente respecto a su institución:

«Los años sanmarquinos fueron para mí fundamentales desde el punto de vista intelectual, desde mi formación literaria y también desde mi formación cívica. Nunca me he arrepentido de haber ingresado a la Universidad de San Marcos y haber pasado aquí seis años. [...] San Marcos había sido a lo largo de su historia una institución inconforme, rebelde, donde se había soñado con un porvenir distinto para nuestro país. De esta universidad, no hay que olvidarlo, han salido las grandes figuras intelectuales del Perú, figuras que tanto en los dominios científicos como en las humanidades han representado la flor y nata de nuestro país. [...] San Marcos es una institución antigua, como decía Arguedas, la antigüedad es un valor, y pues uno de los valores peruanos es esta universidad, la más antigua de América, siempre un foco extraordinario de ciencia, de trabajo intelectual, de investigación, de creación, y también una institución que ha luchado incesantemente por la libertad, por un mundo mejor que el que tenemos, por un mundo de mayor igualdad, de mayores oportunidades, de mayor tolerancia, un mundo sin violencia, sin represión, un mundo que esté de alguna manera a la altura de las mejores cosas que ha dado a lo largo de la historia nuestro país.»
Mario Vargas Llosa (2011)

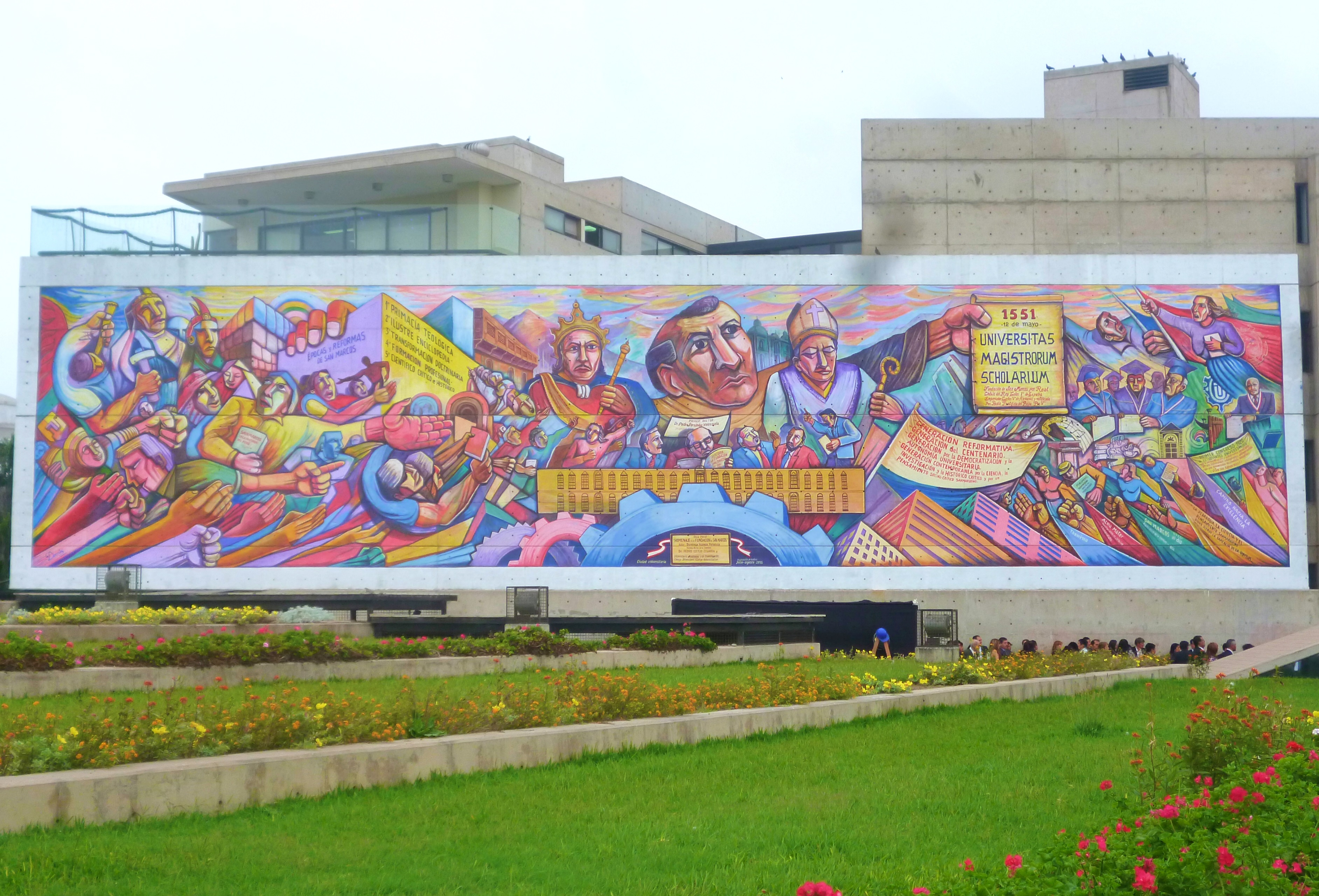
Mural dedicado a la fundación e historia de la Universidad Nacional Mayor de San Marcos, ubicado en la sede central del rectorado «Jorge Basadre». Elaborado por el muralista peruano Domingo Huamán Peñaloza.

Entrado el siglo XXI se originaron diversas clasificaciones académicas de universidades para evaluar bajo distintas metodologías el desempeño anual de las instituciones educativas superiores del mundo. En dicho contexto, el primer ranking académico de universidades que evaluó universidades peruanas fue el desarrollado en 2007 por la entonces Asamblea Nacional de Rectores del Perú, bajo el auspicio de la UNESCO, donde la Universidad de San Marcos obtuvo la 1.era posición. Posteriormente, con la expansión de las clasificaciones académicas internacionales que gradualmente fueron incorporando la evaluación de más universidades peruanas, la Universidad de San Marcos ha logrado posicionarse usualmente dentro de los tres primeros lugares a nivel nacional. Asimismo ha sido una de las tres únicas universidades peruanas que han llegado a ocupar la 1.era posición a nivel nacional en determinadas ediciones de las clasificaciones académicas internacionales, tales como en los QS World University Rankings de Quacquarelli Simonds, el University Ranking by Academic Performance del URAP Research Laboratory, el Webometrics Ranking of World Universities del Consejo Superior de Investigaciones Científicas y el University Web Ranking de 4 International Colleges & Universities; siendo a la fecha la única universidad pública peruana en haber alcanzado en determinadas ocasiones dicha ubicación. Adicionalmente, en cuanto a producción científica, la Universidad de San Marcos se ha ubicado en la 1.era posición a nivel nacional en los últimos años, así como en el acumulado histórico.

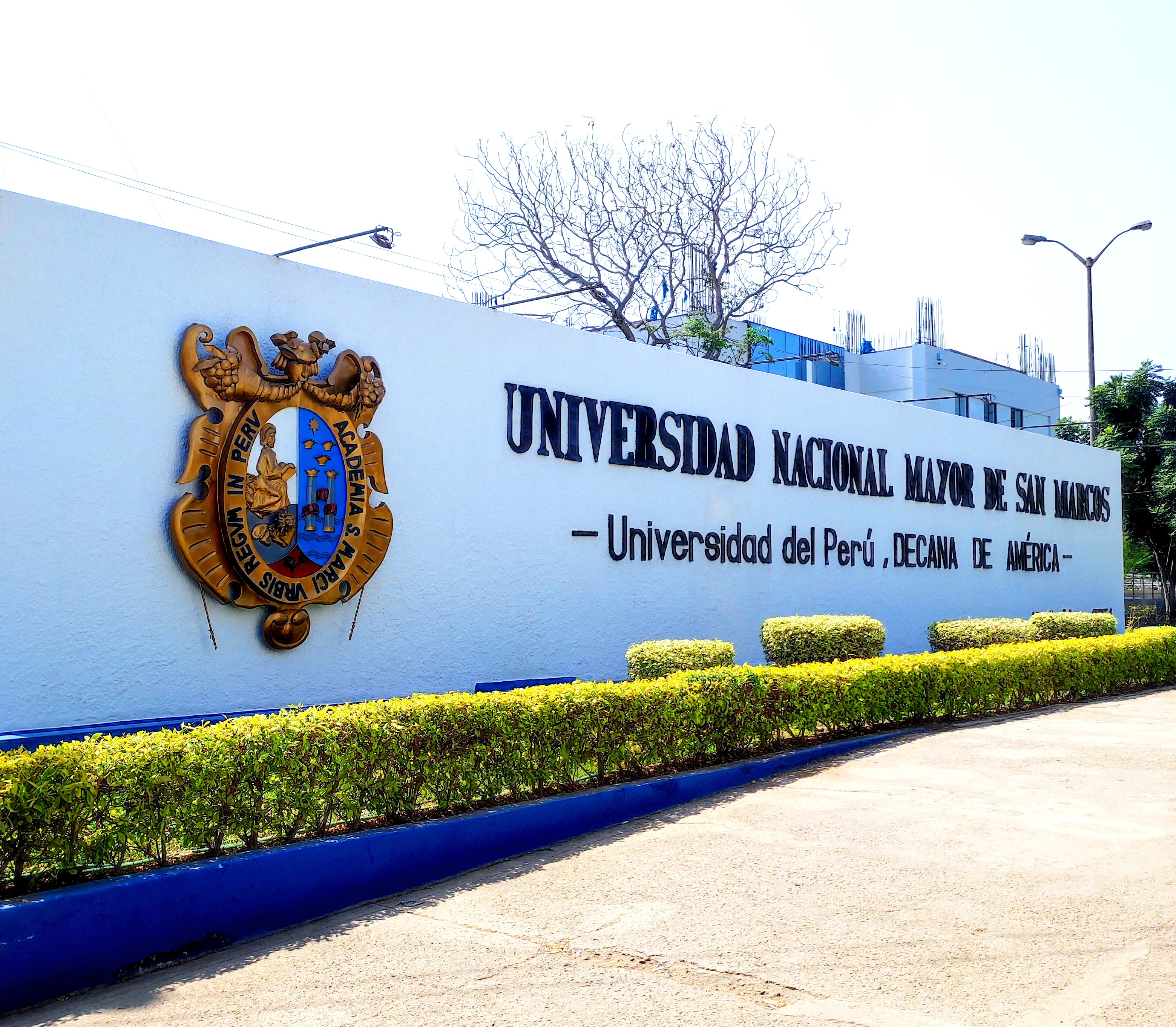
Mural de bienvenida de la Universidad Nacional Mayor de San Marcos, en él se menciona la fecha de su fundación oficial por real cédula: 12 de mayo de 1551.

La Universidad de San Marcos obtuvo su primera acreditación internacional en el 2011. Posteriormente, la universidad se convirtió en embajadora y licenciataria de la Marca Perú al recibir de PromPerú la licencia de uso de la marca país peruana en el 2017, esto en reconocimiento de su significancia histórica y académica para el país y el continente americano. Un año después, en el 2018, la universidad obtuvo su licenciamiento institucional de 10 años brindado por la Superintendencia Nacional de Educación Superior Universitaria. Ese mismo año, la Benemérita Sociedad Fundadores de la Independencia reconoce a la Universidad Nacional Mayor de San Marcos como institución Benemérita en virtud de su participación, valor y trascendencia histórica en la construcción y defensa del Perú, colocándose además el estandarte de la universidad en su Salón de los Héroes. Al año siguiente, en 2019, la universidad otorgó por primera vez en su historia moderna un grado de doctorado con base en una tesis elaborada y defendida enteramente en quechua.

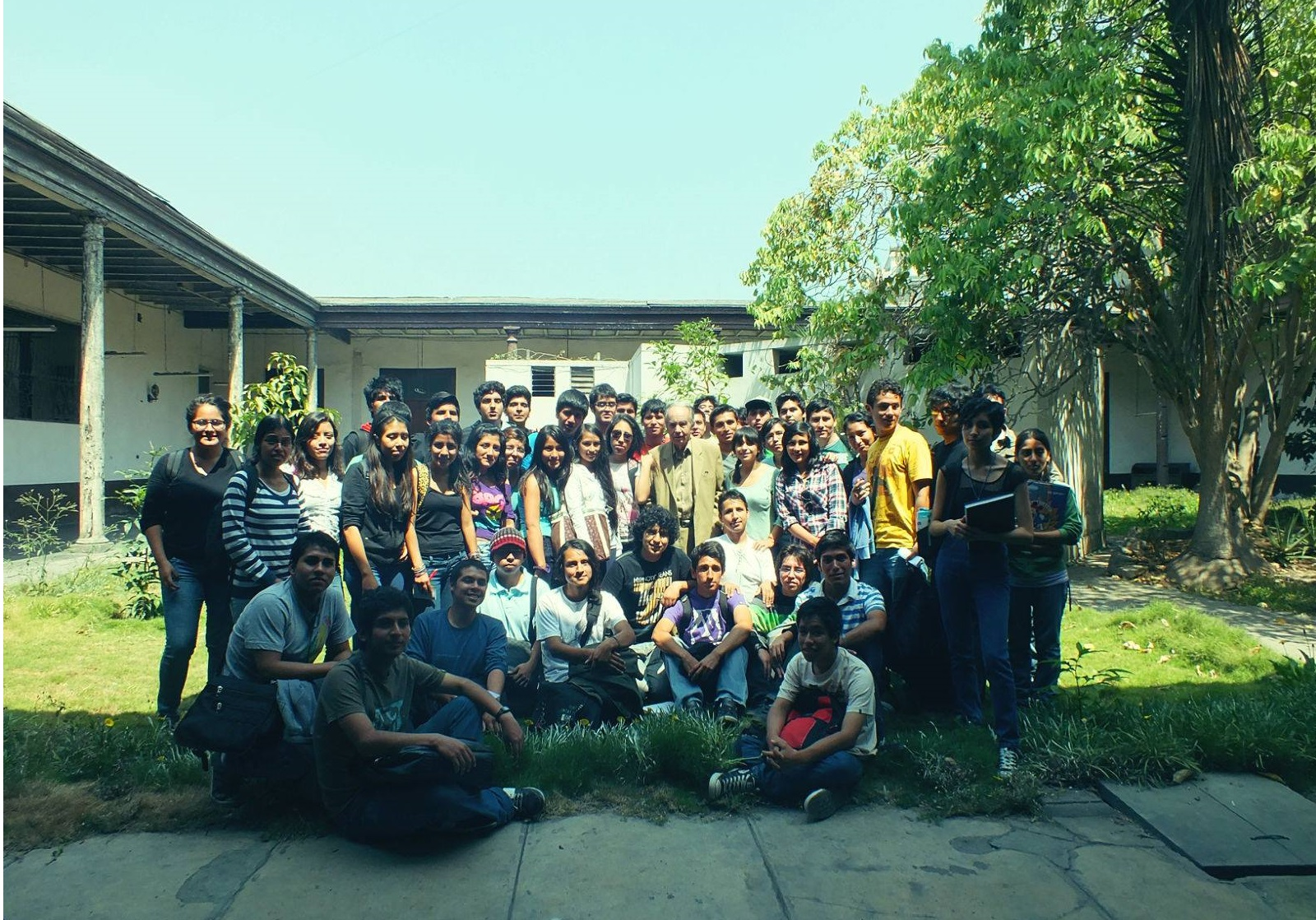
Pablo Macera al lado de jóvenes estudiantes sanmarquinos en el local del Seminario de Historia Rural Andina, ubicado dentro del Colegio Real de la Universidad Nacional Mayor de San Marcos.

En la actualidad y con alrededor de 45 000 estudiantes y 3000 docentes, la universidad ofrece estudios de pregrado en 66 áreas, maestrías en 77 y doctorados en 27, siendo hoy en día la mayor oferta académica del país. La institución cuenta hoy en día con 20 facultades agrupadas en 5 bloques principales, las cuales cuentan con departamentos académicos publican varias revistas especializadas y operan diez museos, así como varios institutos de investigación. Según los criterios e indicadores de la UNESCO, la Universidad de San Marcos es a la fecha la única universidad peruana que cubre el total de principales áreas del conocimiento tales como ciencias puras, ciencias humanas, ciencias histórico-sociales, ciencias de la salud, ciencias económico-empresariales y técnicas e ingenierías. Por toda su relevancia histórica y académica a lo largo de la historia del país, la Universidad de San Marcos es usualmente considerada la institución peruana de educación superior más importante y representativa. Ello se ha manifestado en diversas publicaciones, encuestas y estudios recientes realizados en Perú por empresas investigadoras de mercados y medios de comunicación, tanto nacionales como internacionales, los cuales han identificado a la Universidad de San Marcos como la más representativa del país, así como la opción preferida por los jóvenes peruanos para sus estudios universitarios y por los empleadores nacionales para sus contrataciones.

### Primera y más antigua universidad de América

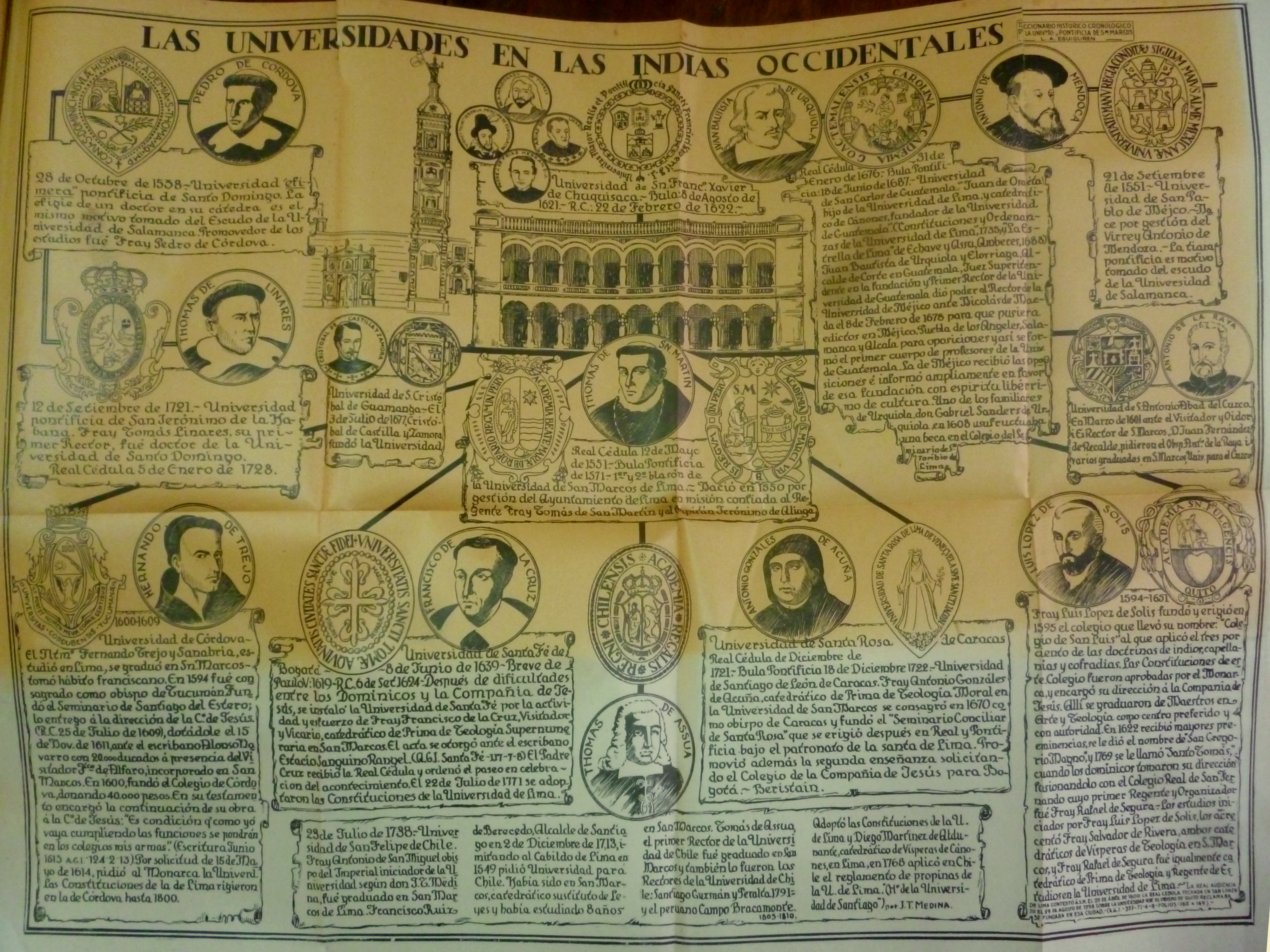
Ilustración sobre las primeras universidades en las Indias Occidentales, con la Universidad de San Marcos descrita como la primera en ser fundada oficialmente por real cédula.

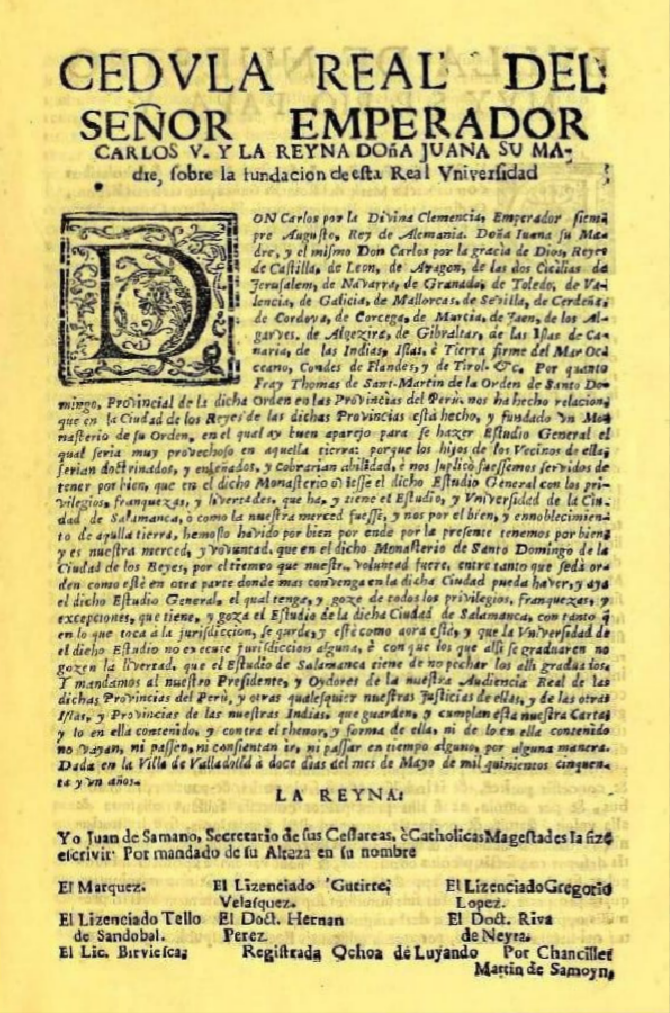
Real cédula en la que el emperador Carlos V autorizó la creación de la Universidad de San Marcos, entonces Real Universidad de Lima, el 12 de mayo de 1551.

La Universidad Nacional Mayor de San Marcos, fundada oficialmente el 12 de mayo de 1551, es usualmente referida como la universidad más antigua de las Américas, al ser la universidad americana que más tiempo ha funcionado ininterrumpidamente desde su fundación, y la única de las fundadas durante el siglo XVI en permanecer en operación sin ser clausurada permanentemente. Dada su antigüedad y continuidad, contrastando con los casos de otras universidades fundadas en la época virreinal que fueron clausuradas durante las guerras de independencia hispanoamericanas o debido a conflictos internos, y con motivo del cuatricentenario de su fundación, en 1951 se realizó una ceremonia que reunió a los rectores de las principales universidades iberoamericanas, quienes decidieron darle la denominación de «Decana de América».
Respecto a la primera universidad en las Américas, son dos las universidades que usualmente han recibido esta denominación:
- La Universidad Nacional Mayor de San Marcos, al ser la primera universidad americana fundada oficialmente por real provisión y autorizada por real cédula, el 12 de mayo de 1551.[5][6][8][10][11][110] Siendo así la primera universidad constituida por la Monarquía Española en las Américas cumpliendo todos los requerimientos reales y canónicos de la época.[109] Debido a ello, el Archivo General de Indias, que cuenta con documentos del período colonial español entre el siglo XVI hasta el siglo XVIII, no contiene documentos oficiales previos a 1551 que reconozcan a una universidad o institución de educación superior anterior a la Universidad de San Marcos.[14]
- La Universidad de Santo Tomás de Aquino, al ser la primera universidad americana que habría sido establecida mediante bula papal, específicamente la in apostolatus culmine de Paulo III, de fecha 28 de octubre de 1538.[111] Sin embargo, al no contarse en la actualidad con el documento original, existen debates histórico-jurídicos respecto a la autenticidad y alcance de la citada documentación.[112][113][114][115] Adicionalmente, otro punto de debate histórico-jurídico ha sido la validez de la instituación como universidad, dado que esta no contó con una fundación por real provisión ni con autorización de la bula mediante pase regio por el entonces rey Carlos I de España, como debió corresponder según los requerimientos de la época para dar legitimidad a la emisión de sus grados.[113][116] Por el contrario, el 23 de febrero de 1558, otra institución dominicana denominada la Universidad de Santiago de la Paz y de Gorjón, sí sería establecida en la ciudad mediante real cédula de Felipe II.[109] Posteriormente, cuando esta institución se transformó en un seminario en 1602, la Universidad de Santo Tomás de Aquino invocó para sí misma la aplicación de dicho documento al considerarlo genérico y aplicable a la ciudad de Santo Domingo.[12][116] Tras varios debates entre las dos instituciones dominicanas respecto a cual le correspondía la documentación real de fundación, el 2 de agosto de 1758, el rey Fernando VI de España emitió una real cédula con la posición de la Monarquía Española, prohibiendo a la Universidad de Santo Tomás denominarse primada de América, al no corresponderle tal atribución por encima de las universidades de San Marcos, México y otras de América.[12] Años después, la Universidad de Santiago de la Paz y de Gorjón desapareció en 1767 con la expulsión de los jesuitas que administraban la institución. Por su parte, la Universidad de Santo Tomás de Aquino desapareció en los inicios del siglo XIX con la entrada de los haitianos a Santo Domingo, en el contexto de las guerras internas acontecidas en República Dominicana.[117][118]

### Símbolos
Desde su fundación en 1551, la Universidad de San Marcos ha tenido diversos símbolos institucionales, entre los cuales destacan los siguientes:

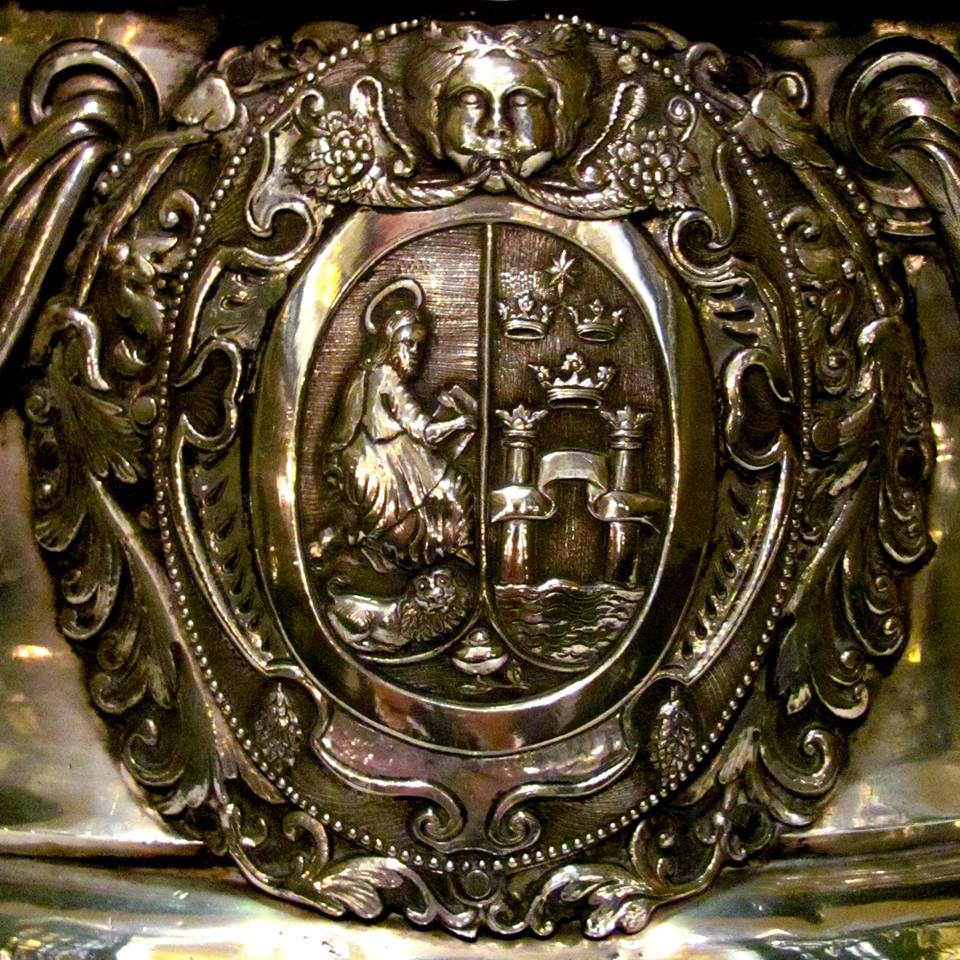
Escudo de plata de la Universidad de San Marcos, ubicado en el interior de la Catedral de Lima.

- Escudo: Desde su fundación hasta 1574, el primer escudo oficial mostraba una imagen de la Virgen del Rosario, considerada patrona de los frailes dominicos; a la derecha, una representación del Océano Pacífico y abajo una lima —fruta, en referencia a la ciudad de Lima—. El escudo fue aprobado por el rey Carlos I de España en 1551. Para fines de 1570, después de la bula papal de Pío V, el escudo fue modificado, reemplazando la imagen de la Virgen del Rosario con la del nuevo patrón de la universidad, el apóstol San Marcos. Se ignoran los colores que fueron usados en ese escudo, ya que los documentos en el siglo XVI estaban únicamente en blanco y negro. No fue sino hasta 1929 que los colores: azul para el océano, negro o marrón para la imagen del santo, celeste para el fondo y plateado para las columnas, se difundieron. El segundo escudo original con la imagen de San Marcos ha sido el símbolo de mayor duración de la universidad: se usó por casi cuatrocientos años. En 1929 se introdujeron oficialmente los colores originales mencionados en los textos antiguos: azul para el océano, negro o marrón para la imagen del santo, celeste para el fondo y plateado para las columnas, etc. Esta última actualización del escudo es la que hoy en día se utiliza, siguiendo una tradición que data de mediados del siglo XVI. A continuación se cita la descripción original que da sobre el escudo la Constitución de la Universidad de San Marcos de 1578:[120]

«Primeramente se estatuye y manda que esta universidad tenga sello mayor y menor con que selle los títulos de los graduados en ella y los editos y cartas, los quales estén en poder del rector que fuere, en un cofrecillo debajo de dos llaves que la una tenga el rector y la otra el secretario, porque no se pueda sellar nada sin ambos. [...] Yten que los dichos sellos tengan esculpidas las armas e insignias desta universidad de manera que se puedan imprimir en lo que se sellare que son un escudo metido en una tarja partido por medio de arriba a bajo y que en lo bajo haga un cornejal al modo del de las armas reales en que esta la garanada, en el qual este una lima al lado derecho en la mitad del escudo estará un San Marcos escribiendo y el león junto con él que es patrón de esta universidad, elegido por suerte entre otros muchos santos y doctores de la iglesia, y en la otra mitad de la mano izquierda, estará al mar en lo bajo y que della nascan las dos columnas con el plux ultra que son la divisa del nuevo mundo y en cima de ellas las tres coronas y estrella de los reyes magos que son las armas de esta ciudad, y encima de todo el escudo, este una cabeca laureada, con una guirnalda, de la cual salga de la boca dos cornucopias por cada lado el sayo, al tamaño de lo alto del escudo y alrededor de la tarja este un letro que diga: Academia Sancti Marci Urbis Regum in Peru; en letras góticas.»

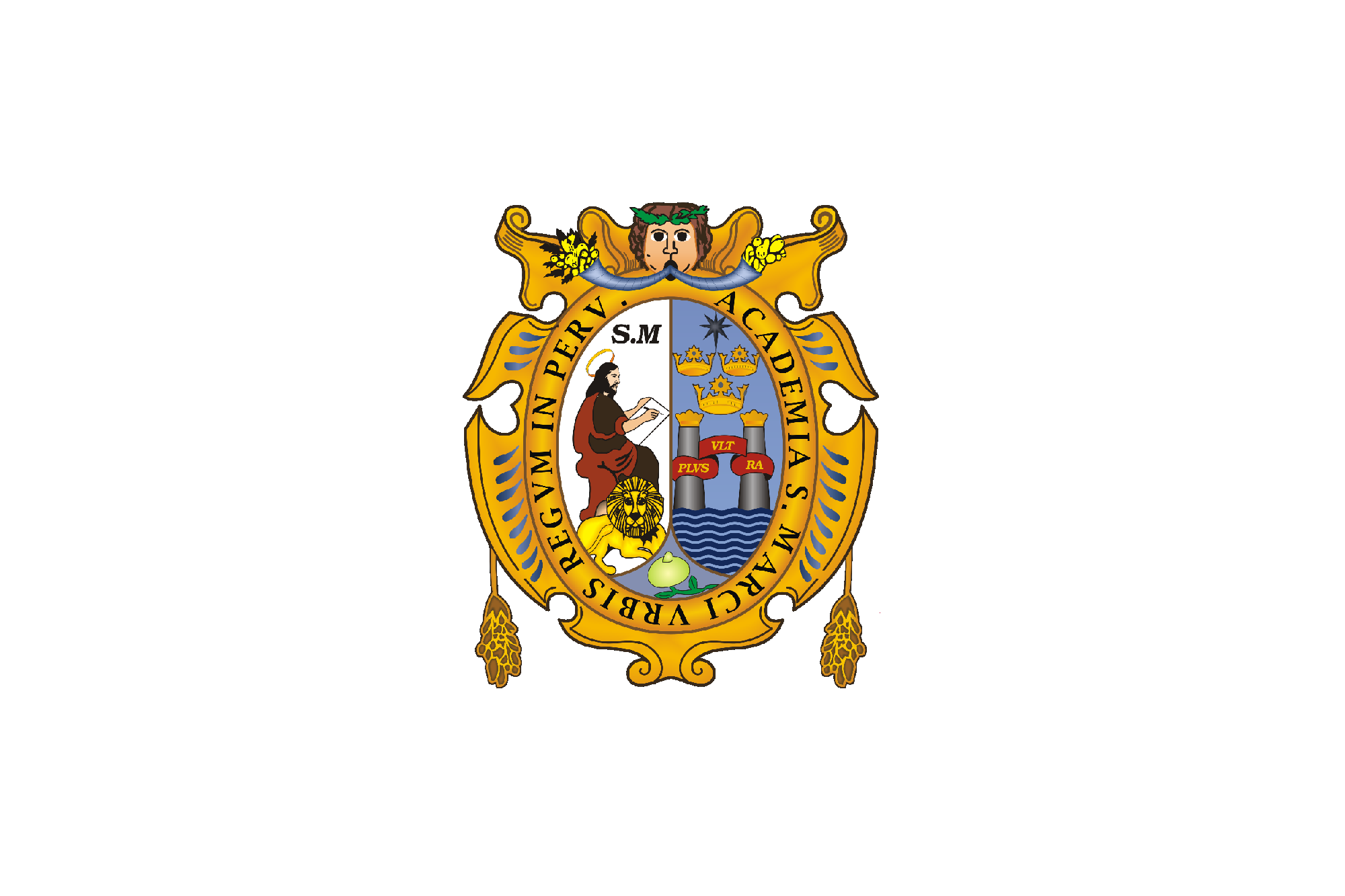
Bandera de la Universidad de San Marcos, el escudo representa la institución, y el fondo blanco la variedad de colores académicos de cada facultad.

- Bandera: En manuscritos antiguos se encuentran referencias a un estandarte oficial de la Universidad de San Marcos, se indicaba que estaba compuesto por el escudo mayor de la universidad centrado en un fondo blanco; esta descripción dio lugar a la aparición de estandartes y banderas de la universidad que siguieron dichos patrones durante el siglo XVII, XVIII y XIX. Durante el siglo XX surge la preocupación por oficializar el uso de una bandera institucional única para la universidad. Si bien ya se había generalizado el uso de una bandera blanca con el escudo de la universidad en el centro, recién se oficializa su uso mediante resolución rectoral el 14 de junio del 2010, indicando que por razones históricas se decide ubicar el emblema oficial: escudo de la universidad, sobre un fondo blanco que contiene todas las posibilidades cromáticas del espectro de luz, al hacer referencia a la variedad de colores que distinguen individualmente a cada facultad en las actividades académicas y deportivas.[121]

- Himno: El himno universitario es regularmente interpretado en ceremonias especiales y aniversarios de la Universidad de San Marcos, principalmente por el Coro universitario. La letra del himno fue compuesta por Manuel Tarazona Camacho y la música por Luis Craff Zevallos.[119]

La Universidad Nacional Mayor de San Marcos menciona también otros documentos simbólicos para la universidad. Entre ellos destacan la  real provisión  y la  real cédula con las cuales el rey Carlos I de España fundó la universidad el 12 de mayo de 1551, y el quipu hallado en la huaca San Marcos, ambos permanecen bajo custodia de la universidad como documentos y materiales de alto valor histórico.

## Organización

### Gobierno
La Universidad de San Marcos fue originalmente gobernada por clérigos de órdenes monásticas; durante el periodo de la Ilustración, las reformas Borbónicas la transformaron en una institución secular, que mantiene continuidad hasta hoy en día.
Actualmente, los órganos de gobierno de la universidad son:

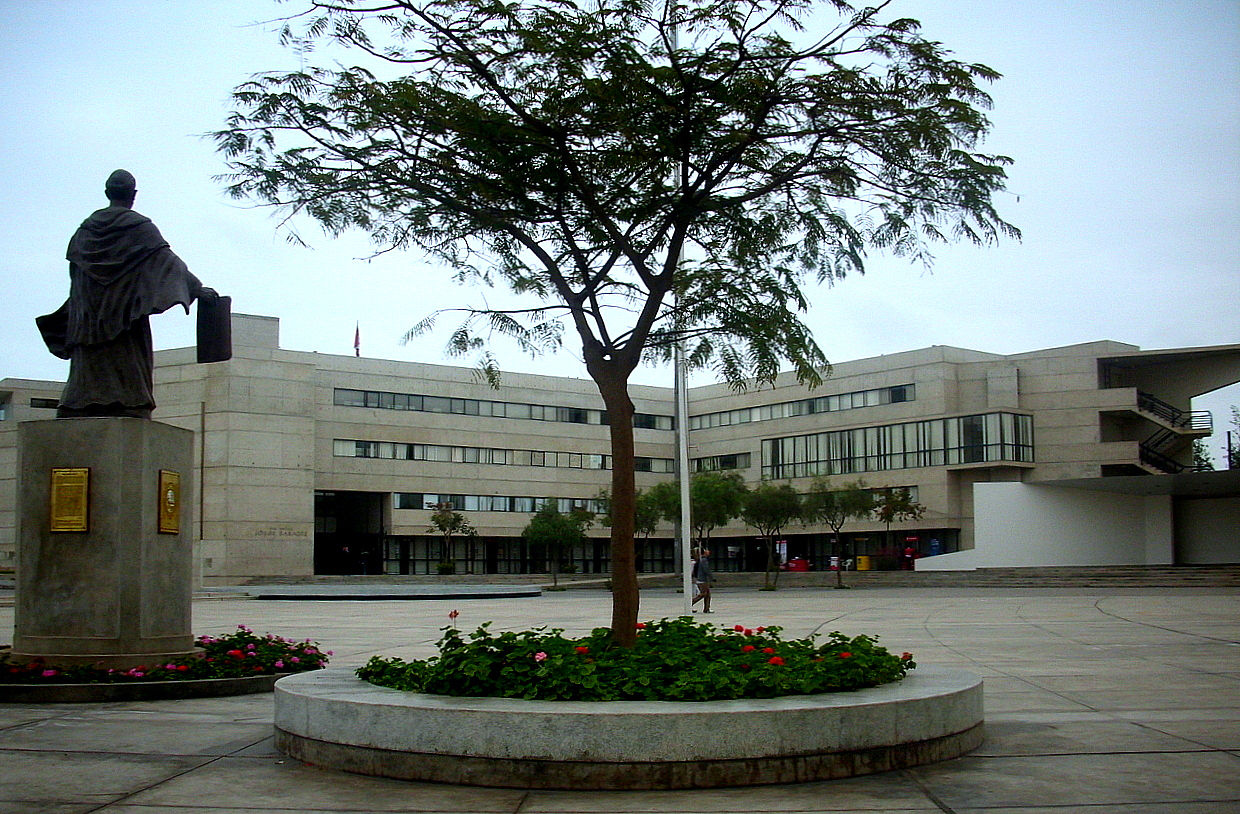
Sede central del rectorado «Jorge Basadre», allí se desarrolla la actividad administrativa principal de la Universidad de San Marcos.

- Asamblea universitaria: Es el máximo órgano de gobierno en la universidad.[123] La conforman: el rector y los dos vicerrectores, los decanos de las facultades, el director de la escuela de postgrado, representantes de los docentes, representantes de los estudiantes —que constituyen un tercio del número total de integrantes de la asamblea—, representantes de los graduados, y el presidente de la Federación de estudiantes de la Universidad de San Marcos con derecho a voz, sin voto. También pueden asistir a la asamblea funcionarios administrativos del más alto nivel, cuando son requeridos como asesores, sin derecho a voto.[123] Las principales atribuciones de la asamblea universitaria son: la modificación del estatuto de la universidad, requiriendo en tal caso la mayoría de sus miembros hábiles; aprobar el Plan general de desarrollo y funcionamiento de la universidad y realizar su evaluación anualmente; pronunciarse e intervenir en los asuntos de interés general de la universidad y en los casos especiales que solicite el consejo universitario; del mismo modo, se encarga de la elección del rector y vicerrectores, así como declarar la vacancia de estos cargos.[123]
- Consejo universitario: Es el órgano encargado de la dirección y ejecución de la universidad.[124] Está integrado por el rector —quien lo preside—, los dos vicerrectores, los decanos de las facultades, el director de la escuela de postgrado, representantes de los estudiantes —un tercio del total de miembros del consejo—, un representante de los graduados y el presidente de la Federación de estudiantes de la universidad con derecho a voz, sin voto. Así como en la asamblea universitaria, funcionarios administrativos de más alto nivel pueden asistir al consejo cuando estos son requeridos como asesores, sin derecho a voto.[124] Son atribuciones del consejo: formular el plan general de desarrollo y funcionamiento de la universidad, así como establecer sus políticas; formular y aprobar el reglamento general de la universidad, el reglamento de elecciones y otros reglamentos especiales y presentarlos a la asamblea universitaria para que esta los ratifique, conferir grados académicos y títulos profesionales aprobados por las facultades, otorgar distinciones honoríficas, reconocer y revalidar los estudios y reconocer grados y títulos de universidades extranjeras cuando la universidad esté autorizada para hacerlo.[124]
- Rectorado: El rectorado es el órgano de gobierno universitario constituido principalmente por el rector. El rector es la primera autoridad ejecutiva de la universidad, así como su representante legal y la imagen institucional de ella. La Universidad de San Marcos ha tenido 215 rectores desde su fundación, diversos personajes han asumido el rectorado de la universidad a lo largo de la época virreinal y republicana del Perú, es así que el rector magnificus es también símbolo de la continuidad institucional desde la fundación hasta el presente.[122] Desde el 2021 la actual rectora es Jeri Ramón Ruffner, quien tiene designado ocupar el cargo hasta el 2026.[1]
- Vicerrectorado: Lo componen dos vicerrectores: uno académico de pregrado y otro de investigación y postgrado. Los actuales vicerrectores de la Universidad Nacional Mayor de San Marcos son: Carlos Cabrera Carranza como vicerrectora académica de pregrado,[2] y José Niño Montero como vicerrector de investigación y postgrado.[3]

El gobierno y administración de las facultades y escuelas está a cargo de los Decanos y Directores de Escuela, respectivamente. Además, las unidades de posgrado de cada facultad están a cargo sus respectivos directores, siendo el Director de la Escuela de Posgrado el director general.

### Áreas, facultades y escuelas
La Universidad de San Marcos cuenta con 20 facultades agrupadas en 5 áreas académicas, en las cuales se ofrece 65 programas de pregrado, 77 maestrías y 27 doctorados; siendo así la universidad que cuenta con mayor cantidad de programas de estudio, tanto para pregrado como posgrado, en el Perú. En la actualidad, la organización de la universidad por áreas académicas es supervisada por su Vicerrectorado Académico de Pregrado.

#### Ciencias de la salud
El área de Ciencias de la Salud está compuesta por las siguientes facultades:

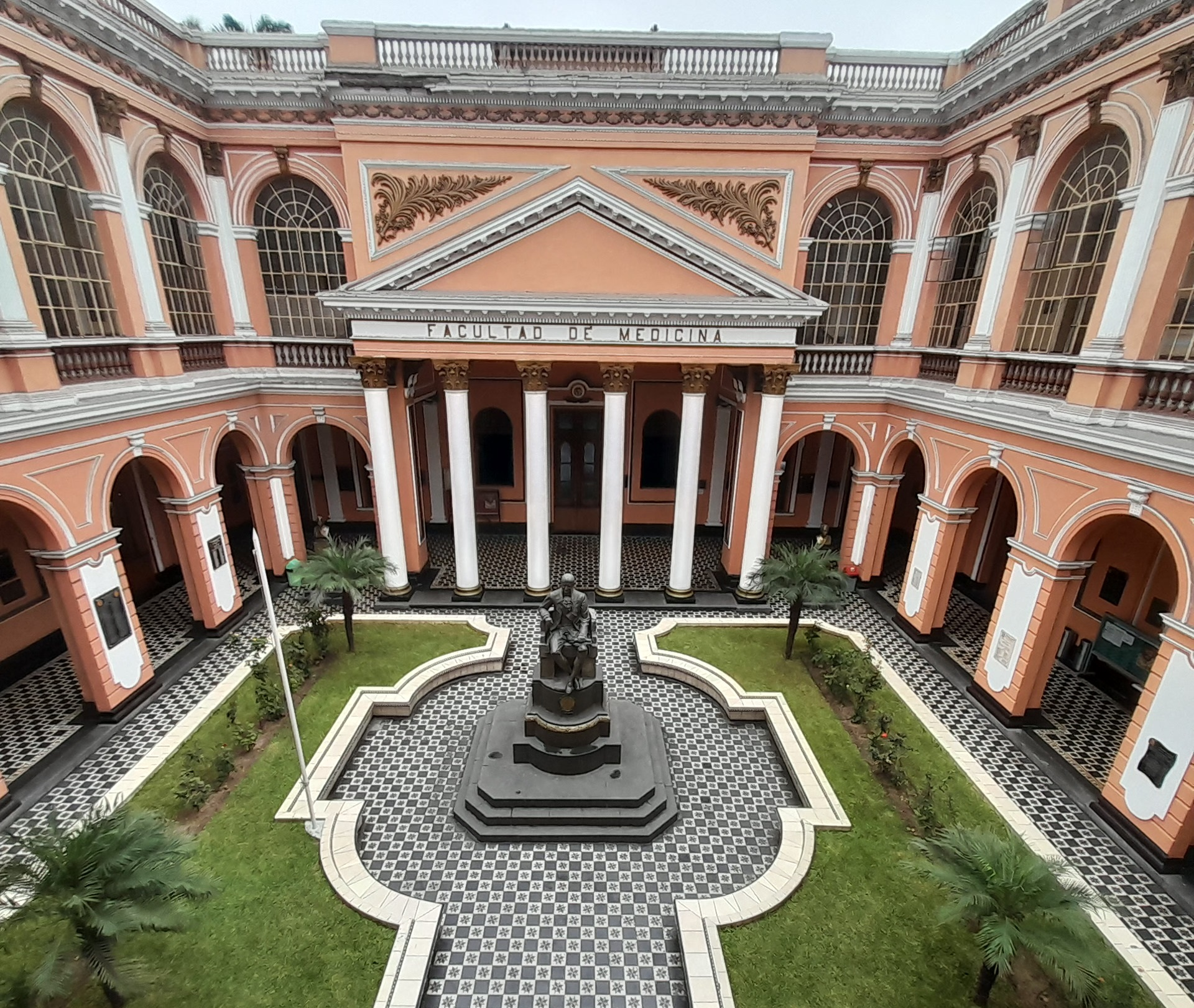
Vista del patio central de la Facultad de Medicina «San Fernando» de la Universidad Nacional Mayor de San Marcos, de ella derivarían la mayoría de actuales facultades de ciencias de la salud en el Perú.

- Facultad de Medicina «San Fernando» (FMSF): Es la Facultad de Medicina de la Universidad de San Marcos, llamada también Facultad de Medicina «San Fernando», es la primera facultad de medicina del Perú. Su historia se remonta a las primeras cátedras de medicina esbozadas entre las primeras dictadas en la Universidad de San Marcos en el siglo XVI, luego de la creación del Real Colegio de Medicina y Cirugía de San Fernando en 1811, y finalmente a su instalación oficial como facultad el 6 de octubre de 1856 por Cayetano Heredia. La facultad también recibe coloquialmente el nombre de Facultad de Medicina de Lima.[58] En la actualidad ofrece estudios de: pregrado, especializaciones y posgrado; en sus escuelas profesionales de: medicina humana, obstetricia, enfermería, tecnología médica y nutrición.[127] En los exámenes nacionales de medicina (ENAM) y enfermería (ENAE) realizados anualmente en el Perú, «San Fernando» y sus estudiantes han obtenido en numerosas oportunidades el 1.er lugar.[128][129]
- Facultad de Farmacia y Bioquímica (FFB): Es la primera institución a nivel universitario en formar químicos farmacéuticos en el Perú. Sus orígenes se remontan a la creación del Protoboticario en 1808 y a la inclusión de la enseñanza de farmacia en el cuadro sinóptico del plan de estudios del Colegio de Medicina, Farmacia y Cirugía. En 1931 se crea la escuela de Farmacia. Sería recién el 29 de octubre de 1943 que la ley aprueba la creación de la Facultad de Farmacia y Bioquímica.[58] La facultad brinda en la actualidad estudios de: pregrado, especializaciones y posgrado; en sus escuelas profesionales de: farmacia y bioquímica, ciencias de los alimentos y toxicología.[130]
- Facultad de Odontología (FO): La odontología nace como profesión a nivel nacional como una sección de la Facultad de Medicina de la Universidad de San Marcos en el año de 1868. Sería recién en 1920 que estos estudios se independizan con la creación del Instituto de Odontología. El año siguiente este instituto se incorpora a la universidad y de manera oficial se crea la Facultad de Odontología.[58] En la actualidad el local de la facultad se ubica en el campus universitario y brinda la enseñanza de estudios de: pregrado, especializaciones y posgrado; en su escuela profesional de: odontología. Cuenta además con clínicas odontológicas al servicio de la comunidad.[131]
- Facultad de Medicina Veterinaria (FMV): La enseñanza de la medicina veterinaria en el Perú se inicia con la Escuela Nacional de Agronomía. Por otro lado, en 1940 se crea la Sección de Veterinaria en la Escuela Militar de Chorrillos que en 1943 se convertiría en la Escuela Militar de Ciencias Veterinarias. En 1944 las dos escuelas mencionadas se juntan, naciendo la Escuela Nacional de Ciencias Veterinarias, la cual en 1946 se transformaría en la actual Facultad de Medicina Veterinaria, dando inicio en el Perú a la enseñanza de la medicina veterinaria a nivel universitario.[58] En 1956, la facultad se traslada a su actual local en San Borja. Siendo la facultad pionera en la enseñanza de medicina veterinaria en el Perú, ofrece actualmente estudios de: pregrado, especializaciones y posgrado; en su escuela profesional de: medicina veterinaria. Cuenta además con una clínica veterinaria al servicio de la comunidad.[132]
- Facultad de Psicología (FPSI): El primer antecedente del estudio de la psicología en el Perú es la creación de la Sección de Psicología en 1955 como parte de la Facultad de Letras de la Universidad de San Marcos. Ya en 1963 se creó el departamento de Psicología y a partir de entonces, y a la par con el desarrollo de la psicología experimental a nivel mundial, se comienza a gestar la creación de la Facultad de Psicología, iniciativa promovida por el psicólogo alemán Walter Blumenfeld; la cual es creada oficialmente en 1988, siendo la primera del Perú.[58] Actualmente la facultad ofrece los estudios de: pregrado, especializaciones y posgrado; en su escuela profesional de: psicología, con pre-especialidades en psicología clínica, organizacional, social-comunitaria y educacional, y en su escuela profesional de: psicología organizacional y de gestión humana. Cuenta con diversos laboratorios psicología de experimental, una ludoteca, una clínica docente, consultorios psicológicos al servicio de la comunidad, entre otros.[133]

El siguiente cuadro recoge las facultades que componen el área A, así como las escuelas profesionales que las conforman:
| Área académica          | Facultades                            | Escuelas profesionales | Pregrado  | Pregrado     | Posgrado  | Posgrado   | Otros      | Otros          |
| ----------------------- | ------------------------------------- | --- | --------- | ------------ | --------- | ---------- | ---------- | -------------- |
| Área académica          | Facultades                            | Escuelas profesionales | Bachiller | Licenciatura | Maestrías | Doctorados | Diplomados | Especialidades |
| A: CIENCIAS DE LA SALUD | 01. Facultad de Medicina              | 01.1. Medicina Humana | ✔         | ✔            | ✔         | ✔          | ✔          | ✔              |
| A: CIENCIAS DE LA SALUD | 01. Facultad de Medicina              | 01.2. Obstetricia | ✔         | ✔            | ✔         | ✔          | ✔          | ✔              |
| A: CIENCIAS DE LA SALUD | 01. Facultad de Medicina              | 01.3. Enfermería | ✔         | ✔            | ✔         | ✔          | ✔          | ✔              |
| A: CIENCIAS DE LA SALUD | 01. Facultad de Medicina              | 01.4. Tecnología Médica 01.4.1. Área: Laboratorio Clínico y Anatomía Patológica 01.4.2. Área: Terapia Física y Rehabilitación 01.4.3. Área: Radiología 01.4.4. Área: Terapia Ocupacional | ✔         | ✔            | ✔         | ✔          | ✔          | ✔              |
| A: CIENCIAS DE LA SALUD | 01. Facultad de Medicina              | 01.5. Nutrición | ✔         | ✔            | ✔         | ✔          | ✔          | ✔              |
| A: CIENCIAS DE LA SALUD | 04. Facultad de Farmacia y Bioquímica | 04.1. Farmacia y Bioquímica | ✔         | ✔            | ✔         | ✔          | ✔          | ✔              |
| A: CIENCIAS DE LA SALUD | 04. Facultad de Farmacia y Bioquímica | 04.2. Ciencias de los Alimentos | ✔         | ✔            | ✔         | ✔          | ✔          | ✔              |
| A: CIENCIAS DE LA SALUD | 04. Facultad de Farmacia y Bioquímica | 04.3. Toxicología | ✔         | ✔            | ✔         | ✔          | ✔          | ✔              |
| A: CIENCIAS DE LA SALUD | 05. Facultad de Odontología           | 05.1. Odontología | ✔         | ✔            | ✔         | ✔          | ✔          | ✔              |
| A: CIENCIAS DE LA SALUD | 08. Facultad de Medicina Veterinaria  | 08.1. Medicina Veterinaria | ✔         | ✔            | ✔         | ✔          | ✔          | ✔              |
| A: CIENCIAS DE LA SALUD | 18. Facultad de Psicología            | 18.1. Psicología | ✔         | ✔            | ✔         | ✔          | ✔          | ✔              |
| A: CIENCIAS DE LA SALUD | 18. Facultad de Psicología            | 18.2. Psicología Organizacional y de la Gestión Humana | ✔         | ✔            | ✔         | ✔          | ✔          | ✔              |

#### Ciencias básicas
El área de Ciencias Básicas está compuesta por las siguientes facultades:

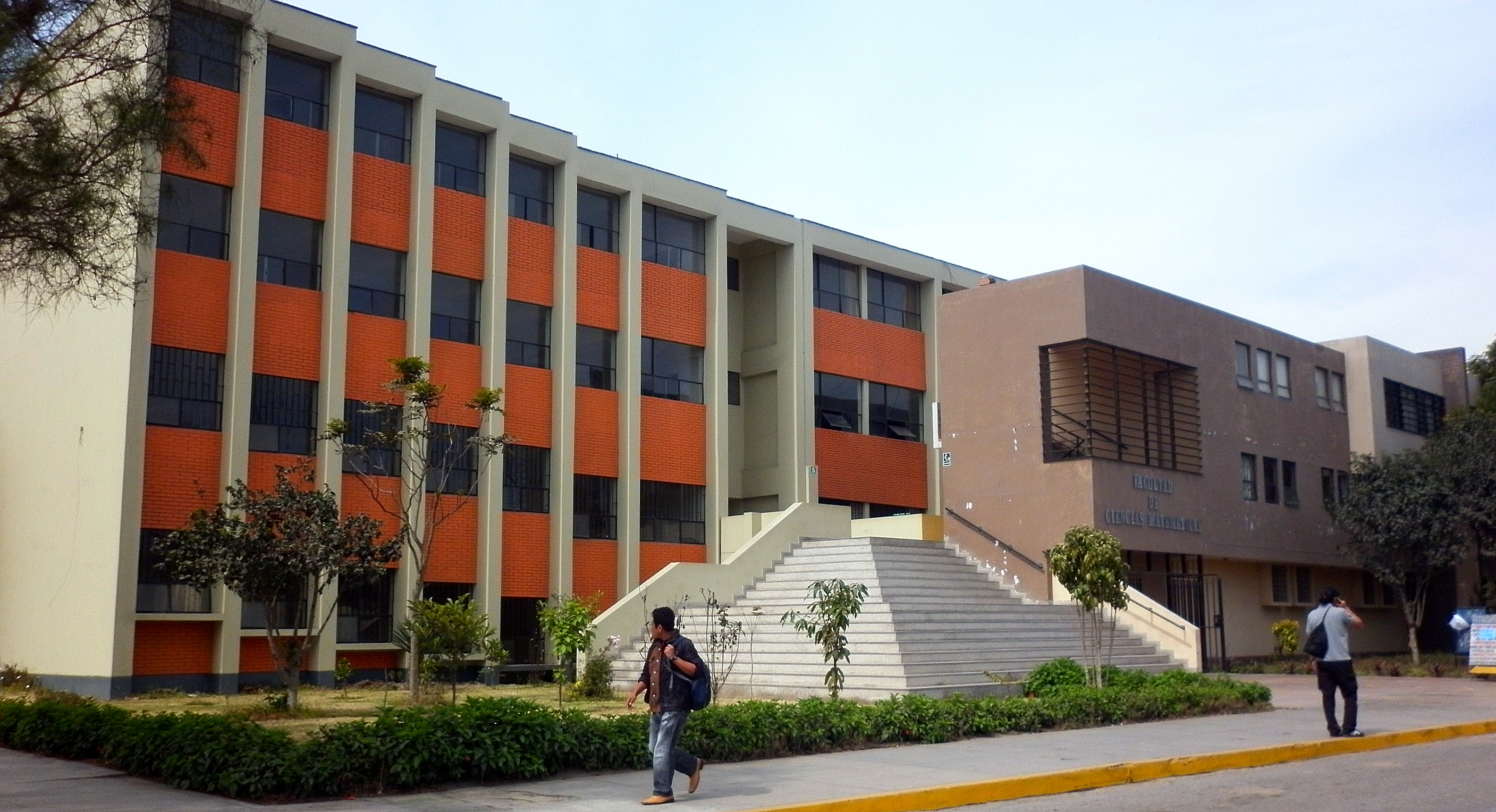
Pabellón principal de la Facultad de Ciencias Matemáticas de la Universidad Nacional Mayor de San Marcos, se ubica dentro de la Ciudad Universitaria.

- Facultad de Ciencias Biológicas (FCB): Tiene sus antecedentes en la creación de la Facultad de Matemáticas y Ciencias Naturales, el 28 de agosto de 1861, que incluía la cátedra de historia natural. El 15 de marzo de 1866, se independizó como Facultad de Ciencias; incluía entonces el área de historia natural, las asignaturas de mineralogía, geología, botánica y zoología. El primer decano fue Antonio Raimondi, estudioso italiano de las ciencias naturales del Perú. Desde los inicios del siglo XX tiene a su cargo el Museo de Historia Natural de Lima y otros institutos de investigación. A mediados del siglo XX hubo una reforma del programa de estudio de las ciencias biológicas y se dispuso el otorgamiento del título profesional de biólogo.[94] Actualmente brinda estudios de: pregrado, especialización y posgrado; en sus escuelas profesionales de: ciencias biológicas, genética y biotecnología y microbiología y parasitología.[134]
- Facultad de Ciencias Físicas (FCF): Los estudios de la física clásica se iniciaron en la Facultad de Ciencias Matemáticas de la Universidad de San Marcos a mediados del siglo XIX. Sin embargo, el estudio de la física moderna no fue instituido oficialmente sino hasta 1966, con la creación de la Facultad de Ciencias Físicas.[94] Actualmente brinda estudios de: pregrado, especializaciones y posgrado; en sus escuelas profesionales de: física, e ingeniería mecánica de fluidos. Tiene a su cargo el Museo Histórico de Ciencias Físicas de la universidad y el Instituto de Investigaciones Físicas.[135][136]
- Facultad de Ciencias Matemáticas (FCM): La Facultad de Ciencias Matemáticas inicia su funcionamiento en el año 1850. En 1862 se le denominó facultad de Ciencias Naturales y Matemáticas, posteriormente en 1876 toma el nombre de Facultad de Ciencias. De esta facultad saldrían reconocidos científicos y matemáticos como Federico Villarreal y Santiago Antúnez de Mayolo. A fines del siglo XX surgiría de esta facultad la iniciativa de crear la actual Universidad Nacional de Ingeniería.[94][137] Hoy en día, a la facultad se le denomina Facultad de Ciencias Matemáticas, y está ubicada en la Ciudad Universitaria. Brinda estudios de: pregrado, especializaciones y posgrado; en sus escuelas profesionales de: ciencias matemáticas, estadística, investigación operativa y computación científica.[138][139]

El siguiente cuadro recoge las facultades que componen el área B, así como las escuelas profesionales que las conforman:
| Área académica      | Facultades                           | Escuelas profesionales               | Pregrado  | Pregrado     | Posgrado  | Posgrado   | Otros      | Otros          |
| ------------------- | ------------------------------------ | ------------------------------------ | --------- | ------------ | --------- | ---------- | ---------- | -------------- |
| Área académica      | Facultades                           | Escuelas profesionales               | Bachiller | Licenciatura | Maestrías | Doctorados | Diplomados | Especialidades |
| B: CIENCIAS BÁSICAS | 10. Facultad de Ciencias Biológicas  | 10.1. Ciencias Biológicas            | ✔         | ✔            | ✔         | ✔          | ✔          | ✔              |
| B: CIENCIAS BÁSICAS | 10. Facultad de Ciencias Biológicas  | 10.2. Genética y Biotecnología       | ✔         | ✔            | ✔         | ✔          | ✔          | ✔              |
| B: CIENCIAS BÁSICAS | 10. Facultad de Ciencias Biológicas  | 10.3. Microbiología y Parasitología  | ✔         | ✔            | ✔         | ✔          | ✔          | ✔              |
| B: CIENCIAS BÁSICAS | 13. Facultad de Ciencias Físicas     | 13.1. Física                         | ✔         | ✔            | ✔         | ✔          | ✔          | ✔              |
| B: CIENCIAS BÁSICAS | 13. Facultad de Ciencias Físicas     | 13.2. Ingeniería Mecánica de Fluidos | ✔         | ✔            | ✔         | ✔          | ✔          | ✔              |
| B: CIENCIAS BÁSICAS | 14. Facultad de Ciencias Matemáticas | 14.1. Matemática                     | ✔         | ✔            | ✔         | ✔          | ✔          | ✔              |
| B: CIENCIAS BÁSICAS | 14. Facultad de Ciencias Matemáticas | 14.2. Estadística                    | ✔         | ✔            | ✔         | ✔          | ✔          | ✔              |
| B: CIENCIAS BÁSICAS | 14. Facultad de Ciencias Matemáticas | 14.4. Investigación Operativa        | ✔         | ✔            | ✔         | ✔          | ✔          | ✔              |
| B: CIENCIAS BÁSICAS | 14. Facultad de Ciencias Matemáticas | 14.5. Computación Científica         | ✔         | ✔            | ✔         | ✔          | ✔          | ✔              |

#### Ingenierías
El área de Ingenierías está compuesta por las siguientes facultades:

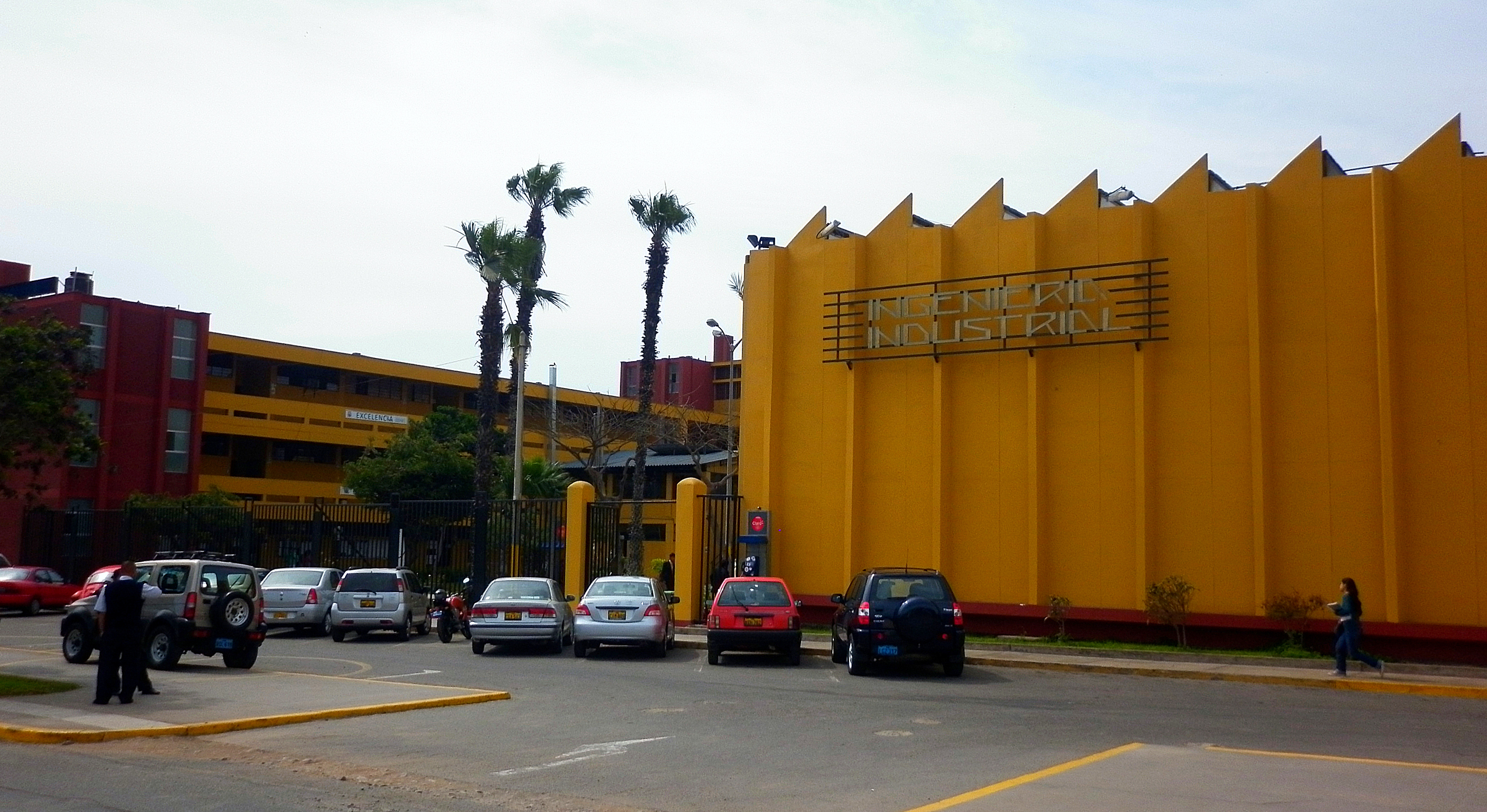
Pabellón principal de la Facultad de Ingeniería Industrial de la Universidad Nacional Mayor de San Marcos, se ubica dentro de la Ciudad Universitaria.

- Facultad de Química e Ingeniería Química (FQIQ): Tiene sus antecedentes en la Facultad de Ciencias en la Universidad de San Marcos, creada el 7 de abril de 1855. En esa fecha se iniciaron formalmente los estudios de química en San Marcos a cargo los doctores italianos Antonio Raimondi y José Eboli. En 1935 se crea la especialidad de química en la universidad. En 1946, el entonces presidente José Luis Bustamante y Rivero promulga la Ley 10555, que crea la facultad de Química de la Universidad de San Marcos. El 24 de abril de 1964, se introdujo el estudio de la ingeniería química con lo cual la facultad adquiere la denominación actual de Facultad de Química e Ingeniería Química.[94] Brinda estudios de: pregrado, especializaciones y posgrado; en su escuelas profesionales de: química, ingeniería química, ingeniería agroindustrial, e ingeniería del agua y tecnologías de tratamiento.[140]
- Facultad de Ingeniería Geológica, Minera, Metalúrgica y Geográfica (FIGMMG): La enseñanza de la ingeniería geológica se inicia cuando se crea la especialidad de geología en 1935, posteriormente en 1968 se crean los programas académicos de geología e ingeniería geológica.[141] En 1971 se crea la Escuela académico-profesional de Ingeniería metalúrgica.[142] La Escuela de Ingeniería de minas se creó el día 5 de noviembre de 1980.[143] La Escuela de Ingeniería geográfica se creó al día siguiente, el 6 de noviembre de 1980.[144] En 1983, la asamblea universitaria aprueba la creación de la Facultad de Geología, Minas, Metalúrgica, Ciencias geográficas y Mecánica de fluidos que integraban dichas escuelas profesionales. En 1991, se reestructura la facultad y la escuela de mecánica de fluidos pasa a integrar a la Facultad de Ciencias Físicas. En 2009 y 2014 se crea la Escuela de Ingeniería civil y la Escuela de Ingeniería ambiental respectivamente; siendo esta la conformación final de la actual Facultad de Ingeniería Geológica, Minera, Metalúrgica y Geográfica.[94] Actualmente brinda estudios de: pregrado, especializaciones y posgrado; en sus escuelas profesionales de: ingeniería geológica, ingeniería minera, ingeniería metalúrgica, ingeniería geográfica, ingeniería civil, ingeniería ambiental, y arquitectura y urbanismo.[145]
- Facultad de Ingeniería Industrial (FII): Tiene su principal antecedente en el programa académico de ingeniería industrial, establecido en 1969. Sin embargo, este programa no funcionó independientemente sino hasta 1982, año en que se separó de las especialidades de ingeniería electrónica e ingeniería de mecánica de fluidos. Sería recién el 7 de diciembre de 1988, que la asamblea universitaria crearía la actual Facultad de Ingeniería Industrial, la misma que se consolida en su organización, con la perspectiva de cumplir a cabalidad con el rol que le corresponde de acuerdo a sus programas de estudio.[94] Brinda estudios de: pregrado, especializaciones y posgrado; en sus escuelas profesionales de: ingeniería industrial, ingeniería textil, e ingeniería de seguridad y salud en el trabajo.[146]
- Facultad de Ingeniería Electrónica y Eléctrica (FIEE): Tuvo sus antecedentes en los estudios de eléctrica y electrónica en la Facultad de Ciencias Físicas. Posteriormente estos estudios se independizarían de la facultad y constituirían conjuntamente una nueva, la actual Facultad de Ingeniería Electrónica y Eléctrica de la Universidad de San Marcos. Actualmente brinda estudios de: pregrado, especializaciones y posgrado; en sus escuelas profesionales de: ingeniería electrónica, ingeniería eléctrica, ingeniería de telecomunicaciones, ingeniería biomédica, ingeniería mecatrónica e ingeniería nuclear.[94][147]
- Facultad de Ingeniería de Sistemas e Informática (FISI): Su principal antecedente es la Escuela de Computación fundada con la colaboración del gobierno francés en la Facultad de Ciencias Matemáticas en 1969, siendo la primera escuela de computación, sistemas e informática en el Perú. En 1996, se independizan estos estudios con la creación de la escuela académico-profesional de Ingeniería de sistemas. El 30 de octubre de 2000, mediante resolución rectoral, se crea la Facultad de Ingeniería de Sistemas e Informática de la Universidad de San Marcos.[94] Actualmente tiene a su cargo el Centro de Informática de la universidad. Brinda estudios de: pregrado, especializaciones y posgrado; en sus escuelas profesionales de: ingeniería de sistemas, ingeniería de software y ciencia de la computación.[148]

El siguiente cuadro recoge las facultades que componen el área C, así como las escuelas profesionales que las conforman:
| Área académica | Facultades                                                             | Escuelas profesionales                                 | Pregrado  | Pregrado     | Posgrado  | Posgrado   | Otros      | Otros          |
| -------------- | ---------------------------------------------------------------------- | ------------------------------------------------------ | --------- | ------------ | --------- | ---------- | ---------- | -------------- |
| Área académica | Facultades                                                             | Escuelas profesionales                                 | Bachiller | Licenciatura | Maestrías | Doctorados | Diplomados | Especialidades |
| C: INGENIERÍAS | 07. Facultad de Química e Ingeniería Química                           | 07.1. Química                                          | ✔         | ✔            | ✔         | ✔          | ✔          | ✔              |
| C: INGENIERÍAS | 07. Facultad de Química e Ingeniería Química                           | 07.2. Ingeniería Química                               | ✔         | ✔            | ✔         | ✔          | ✔          | ✔              |
| C: INGENIERÍAS | 07. Facultad de Química e Ingeniería Química                           | 07.3. Ingeniería Agroindustrial                        | ✔         | ✔            | ✔         | ✔          | ✔          | ✔              |
| C: INGENIERÍAS | 07. Facultad de Química e Ingeniería Química                           | 07.4. Ingeniería del Agua y Tecnologías de Tratamiento | ✔         | ✔            | ✔         | ✔          | ✔          | ✔              |
| C: INGENIERÍAS | 16. Facultad de Ingeniería Geológica, Minera, Metalúrgica y Geográfica | 16.2. Ingeniería Geológica                             | ✔         | ✔            | ✔         | ✔          | ✔          | ✔              |
| C: INGENIERÍAS | 16. Facultad de Ingeniería Geológica, Minera, Metalúrgica y Geográfica | 16.3. Ingeniería Geográfica                            | ✔         | ✔            | ✔         | ✔          | ✔          | ✔              |
| C: INGENIERÍAS | 16. Facultad de Ingeniería Geológica, Minera, Metalúrgica y Geográfica | 16.5. Ingeniería de Minas                              | ✔         | ✔            | ✔         | ✔          | ✔          | ✔              |
| C: INGENIERÍAS | 16. Facultad de Ingeniería Geológica, Minera, Metalúrgica y Geográfica | 16.6. Ingeniería Metalúrgica                           | ✔         | ✔            | ✔         | ✔          | ✔          | ✔              |
| C: INGENIERÍAS | 16. Facultad de Ingeniería Geológica, Minera, Metalúrgica y Geográfica | 16.7. Ingeniería Civil                                 | ✔         | ✔            | ✔         | ✔          | ✔          | ✔              |
| C: INGENIERÍAS | 16. Facultad de Ingeniería Geológica, Minera, Metalúrgica y Geográfica | 16.8. Ingeniería Ambiental                             | ✔         | ✔            | ✔         | ✔          | ✔          | ✔              |
| C: INGENIERÍAS | 16. Facultad de Ingeniería Geológica, Minera, Metalúrgica y Geográfica | 16.9. Arquitectura y Urbanismo                         | ✔         | ✔            | ✔         | ✔          | ✔          | ✔              |
| C: INGENIERÍAS | 17. Facultad de Ingeniería Industrial                                  | 17.1. Ingeniería Industrial                            | ✔         | ✔            | ✔         | ✔          | ✔          | ✔              |
| C: INGENIERÍAS | 17. Facultad de Ingeniería Industrial                                  | 17.2. Ingeniería Textil                                | ✔         | ✔            | ✔         | ✔          | ✔          | ✔              |
| C: INGENIERÍAS | 17. Facultad de Ingeniería Industrial                                  | 17.3. Ingeniería de Seguridad y Salud en el Trabajo    | ✔         | ✔            | ✔         | ✔          | ✔          | ✔              |
| C: INGENIERÍAS | 19. Facultad de Ingeniería Electrónica y Eléctrica                     | 19.1. Ingeniería Electrónica                           | ✔         | ✔            | ✔         | ✔          | ✔          | ✔              |
| C: INGENIERÍAS | 19. Facultad de Ingeniería Electrónica y Eléctrica                     | 19.2. Ingeniería Eléctrica                             | ✔         | ✔            | ✔         | ✔          | ✔          | ✔              |
| C: INGENIERÍAS | 19. Facultad de Ingeniería Electrónica y Eléctrica                     | 19.3. Ingeniería de Telecomunicaciones                 | ✔         | ✔            | ✔         | ✔          | ✔          | ✔              |
| C: INGENIERÍAS | 19. Facultad de Ingeniería Electrónica y Eléctrica                     | 19.4. Ingeniería Biomédica                             | ✔         | ✔            | ✔         | ✔          | ✔          | ✔              |
| C: INGENIERÍAS | 19. Facultad de Ingeniería Electrónica y Eléctrica                     | 19.5. Ingeniería Mecatrónica                           | ✔         | ✔            | ✔         | ✔          | ✔          | ✔              |
| C: INGENIERÍAS | 19. Facultad de Ingeniería Electrónica y Eléctrica                     | 19.6. Ingeniería Nuclear                               | ✔         | ✔            | ✔         | ✔          | ✔          | ✔              |
| C: INGENIERÍAS | 20. Facultad de Ingeniería de Sistemas e Informática                   | 20.1. Ingeniería de Sistemas                           | ✔         | ✔            | ✔         | ✔          | ✔          | ✔              |
| C: INGENIERÍAS | 20. Facultad de Ingeniería de Sistemas e Informática                   | 20.2. Ingeniería de Software                           | ✔         | ✔            | ✔         | ✔          | ✔          | ✔              |
| C: INGENIERÍAS | 20. Facultad de Ingeniería de Sistemas e Informática                   | 20.3. Ciencia de la Computación                        | ✔         | ✔            | ✔         | ✔          | ✔          | ✔              |

#### Ciencias económicas y de la gestión
El área de Ciencias Económicas y de la Gestión está compuesta por las siguientes facultades:

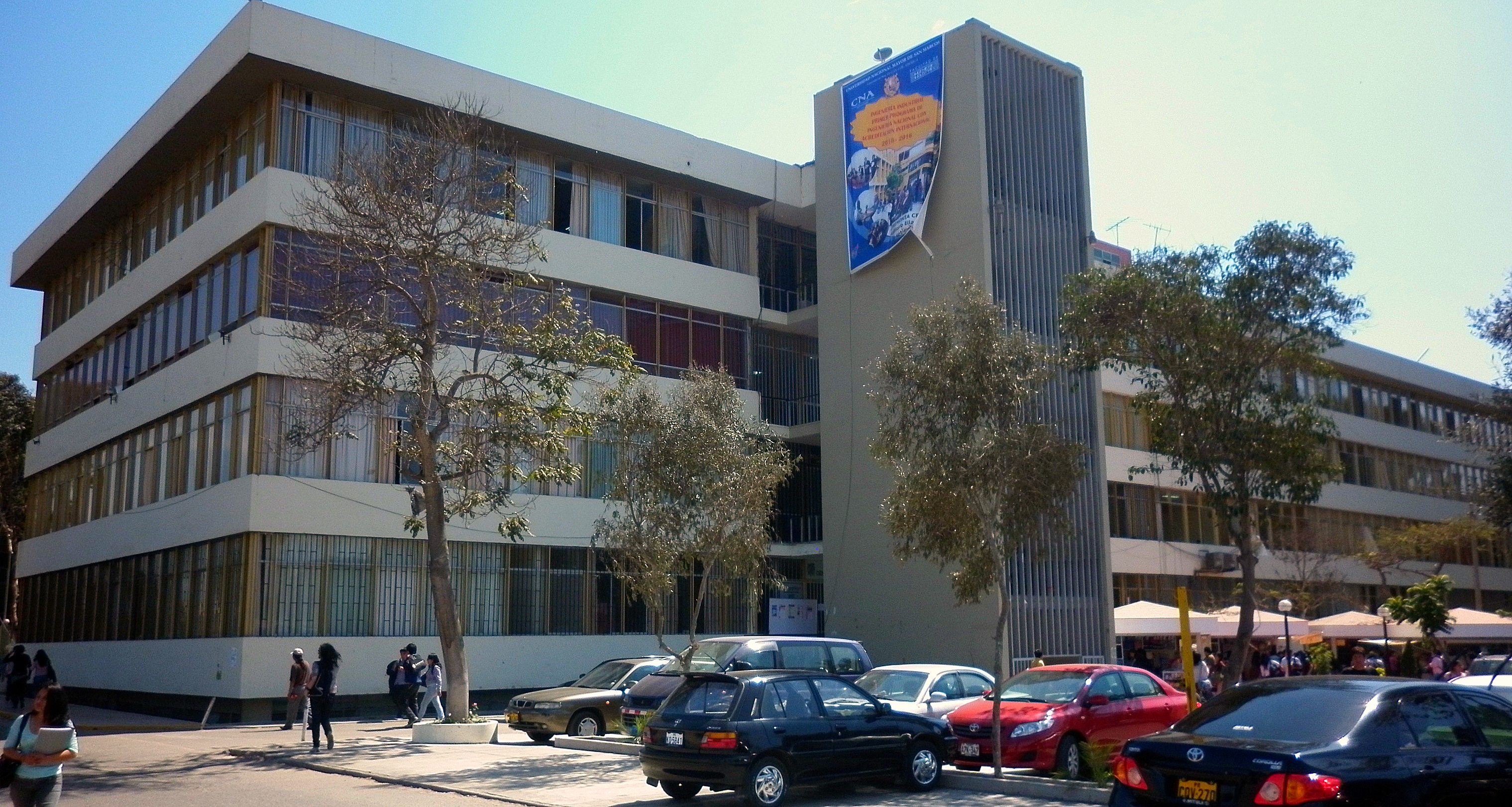
Pabellón principal de la Facultad de Ciencias Económicas y de la Facultad de Ciencias Contables de la Universidad Nacional Mayor de San Marcos, se ubica dentro de la Ciudad Universitaria.

- Facultad de Ciencias Administrativas (FCA): Tiene sus inicios en los estudios de administración dados en la Facultad de Ciencias políticas y administrativas, creada en 1875. En 1920 la facultad cambió su denominación a la de Facultad de Ciencias políticas y económicas, reestructurando su plan curricular. En 1943 cambia nuevamente su nombre al de Facultad de Ciencias económicas y comerciales. Hacia 1960 la facultad contaba con la Escuela de administradores. En 1984, se concreta la creación de una facultad independiente para el estudio de la administración, la que es la actual Facultad de Ciencias Administrativas.[17] La facultad brinda actualmente estudios de: pregrado, especializaciones y posgrado; en su escuelas profesionales de: administración, administración de turismo, administración de negocios internacionales, administración de la gastronomía, administración marítima y portuaria, y marketing.[17][149]

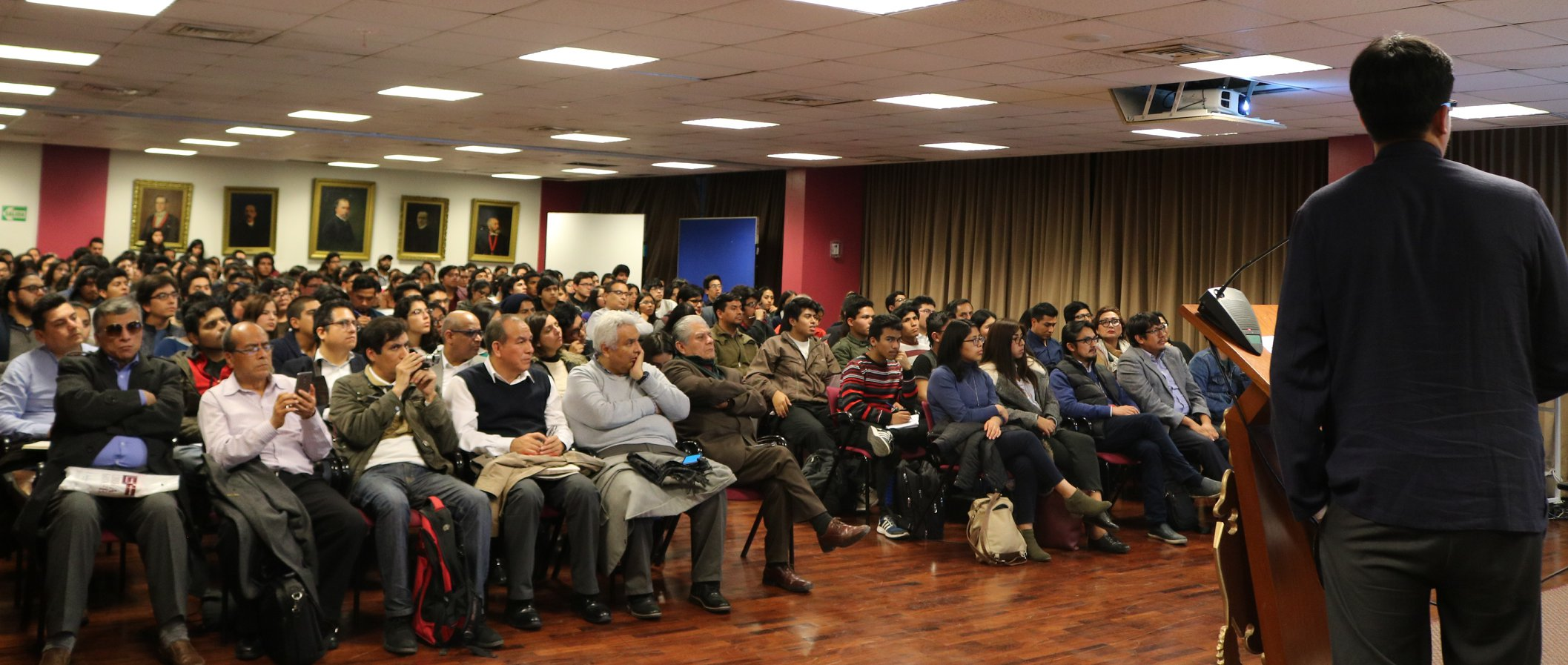
Conferencia sobre economía conductual en el Salón de Grados de la Facultad de Ciencias Económicas de la universidad.

- Facultad de Ciencias Contables (FCC): Se origina con los estudios de contabilidad dados en la Facultad de Ciencias políticas y administrativas, creada en 1875. En 1920 la facultad cambió su denominación a la de Facultad de Ciencias políticas y económicas, reestructurando su plan curricular. En 1943 cambia nuevamente su nombre al de Facultad de Ciencias económicas y comerciales. Hacia 1960, la facultad contaba con la Escuela de contadores. En 1984, se concreta la creación de una facultad independiente para el estudio de la contabilidad, la que es la actual Facultad de Ciencias Contables de la Universidad de San Marcos.[17] Actualmente brinda estudios de: pregrado, especializaciones y posgrado; en sus escuelas profesionales de: contabilidad, gestión tributaria, auditoría empresarial y del sector público, presupuesto y finanzas públicas, y criminalística financiera forense.[150]
- Facultad de Ciencias Económicas (FCE): Tiene sus antecedentes en los estudios de economía dados en la Facultad de Ciencias políticas y administrativas, creada en 1875. En 1920 la facultad cambió su denominación a la de Facultad de Ciencias políticas y económicas, reestructurando su plan curricular. En 1943 cambia nuevamente su nombre al de Facultad de Ciencias económicas y comerciales. Hacia 1960, la facultad contaba con la Escuela de economistas. En 1984, se concreta la creación de una facultad independiente para el estudio de la economía, la que es la actual Facultad de Ciencias Económicas.[17] Brinda estudios de: pregrado, especializaciones y posgrado; en sus escuelas profesionales de: economía, economía pública y economía internacional.[151]

El siguiente cuadro recoge las facultades que componen el área D, así como las escuelas profesionales que las conforman:
| Área académica                         | Facultades                               | Escuelas profesionales                           | Pregrado  | Pregrado     | Posgrado  | Posgrado   | Otros      | Otros          |
| -------------------------------------- | ---------------------------------------- | ------------------------------------------------ | --------- | ------------ | --------- | ---------- | ---------- | -------------- |
| Área académica                         | Facultades                               | Escuelas profesionales                           | Bachiller | Licenciatura | Maestrías | Doctorados | Diplomados | Especialidades |
| D: CIENCIAS ECONÓMICAS Y DE LA GESTIÓN | 09. Facultad de Ciencias Administrativas | 09.1. Administración                             | ✔         | ✔            | ✔         | ✔          | ✔          | ✔              |
| D: CIENCIAS ECONÓMICAS Y DE LA GESTIÓN | 09. Facultad de Ciencias Administrativas | 09.2. Administración de Turismo                  | ✔         | ✔            | ✔         | ✔          | ✔          | ✔              |
| D: CIENCIAS ECONÓMICAS Y DE LA GESTIÓN | 09. Facultad de Ciencias Administrativas | 09.3. Administración de Negocios Internacionales | ✔         | ✔            | ✔         | ✔          | ✔          | ✔              |
| D: CIENCIAS ECONÓMICAS Y DE LA GESTIÓN | 09. Facultad de Ciencias Administrativas | 09.4. Administración de la Gastronomía           | ✔         | ✔            | ✔         | ✔          | ✔          | ✔              |
| D: CIENCIAS ECONÓMICAS Y DE LA GESTIÓN | 09. Facultad de Ciencias Administrativas | 09.5. Administración Marítima y Portuaria        | ✔         | ✔            | ✔         | ✔          | ✔          | ✔              |
| D: CIENCIAS ECONÓMICAS Y DE LA GESTIÓN | 09. Facultad de Ciencias Administrativas | 09.6. Marketing                                  | ✔         | ✔            | ✔         | ✔          | ✔          | ✔              |
| D: CIENCIAS ECONÓMICAS Y DE LA GESTIÓN | 11. Facultad de Ciencias Contables       | 11.1. Contabilidad                               | ✔         | ✔            | ✔         | ✔          | ✔          | ✔              |
| D: CIENCIAS ECONÓMICAS Y DE LA GESTIÓN | 11. Facultad de Ciencias Contables       | 11.2. Gestión Tributaria                         | ✔         | ✔            | ✔         | ✔          | ✔          | ✔              |
| D: CIENCIAS ECONÓMICAS Y DE LA GESTIÓN | 11. Facultad de Ciencias Contables       | 11.3. Auditoría Empresarial y del Sector Público | ✔         | ✔            | ✔         | ✔          | ✔          | ✔              |
| D: CIENCIAS ECONÓMICAS Y DE LA GESTIÓN | 11. Facultad de Ciencias Contables       | 11.4. Presupuesto y Finanzas Públicas            | ✔         | ✔            | ✔         | ✔          | ✔          | ✔              |
| D: CIENCIAS ECONÓMICAS Y DE LA GESTIÓN | 11. Facultad de Ciencias Contables       | 11.5. Criminalística Financiera Forense          | ✔         | ✔            | ✔         | ✔          | ✔          | ✔              |
| D: CIENCIAS ECONÓMICAS Y DE LA GESTIÓN | 12. Facultad de Ciencias Económicas      | 12.1. Economía                                   | ✔         | ✔            | ✔         | ✔          | ✔          | ✔              |
| D: CIENCIAS ECONÓMICAS Y DE LA GESTIÓN | 12. Facultad de Ciencias Económicas      | 12.2. Economía Pública                           | ✔         | ✔            | ✔         | ✔          | ✔          | ✔              |
| D: CIENCIAS ECONÓMICAS Y DE LA GESTIÓN | 12. Facultad de Ciencias Económicas      | 12.3. Economía Internacional                     | ✔         | ✔            | ✔         | ✔          | ✔          | ✔              |

#### Humanidades y ciencias jurídicas y sociales
El área de Humanidades y Ciencias Jurídicas y Sociales está compuesta por las siguientes facultades:

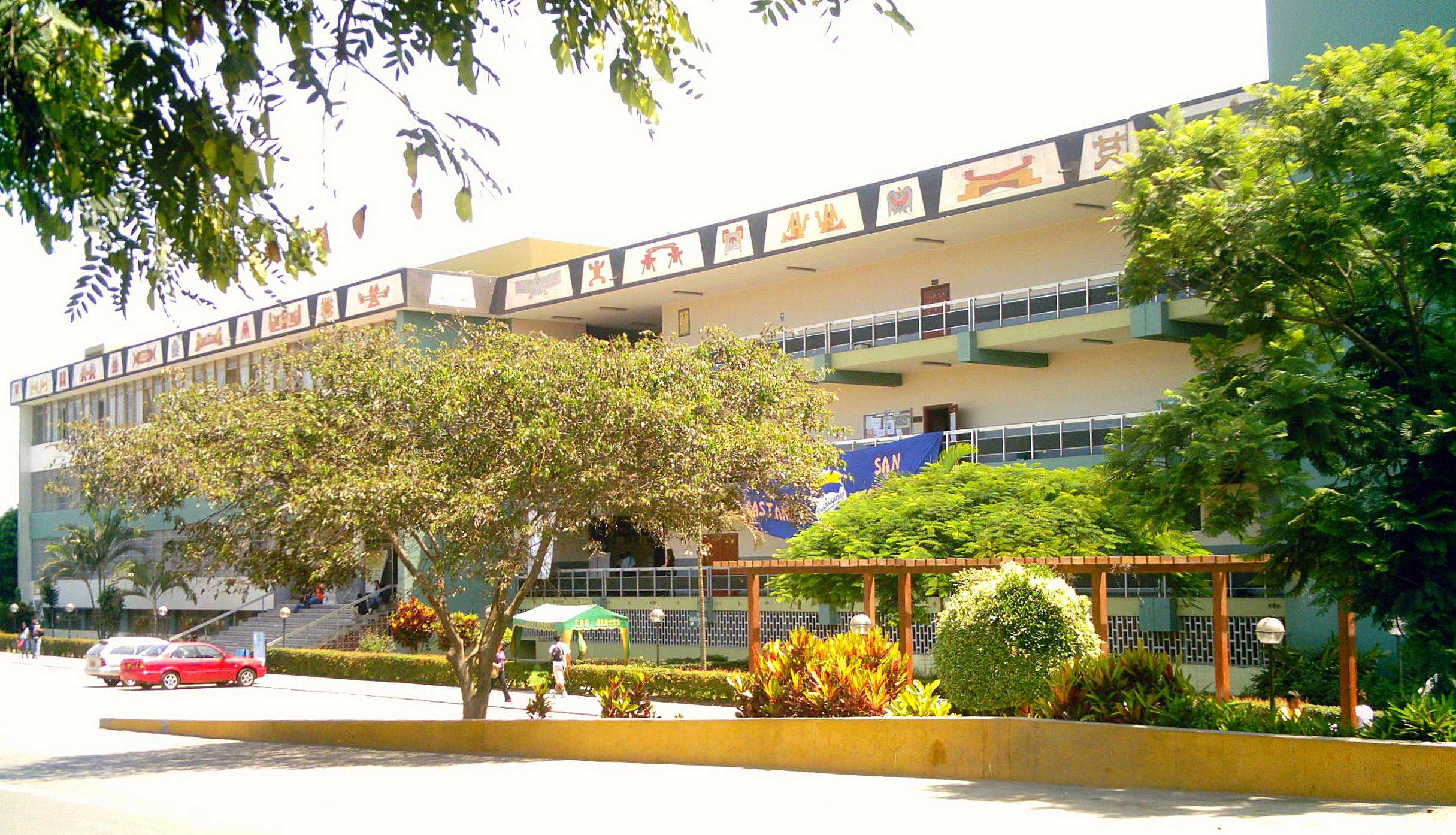
Pabellón principal de la Facultad de Derecho y Ciencia Política de la Universidad Nacional Mayor de San Marcos, se ubica dentro de la Ciudad Universitaria.

- Facultad de Derecho y Ciencia Política (FDCP): Sus antecedentes se remontan a la fundación de la Universidad de San Marcos en 1551 y a la posterior creación del Colegio Real y Mayor de San Felipe y San Marcos para la enseñanza de leyes dentro de esta. En 1770 se fundó el histórico Real Convictorio de San Carlos —fusionando los existentes Colegio San Felipe de derecho y Colegio San Martín de filosofía y leyes—.[15] En estos claustros se formaron varios ideólogos de la gesta emancipadora sudamericana. Durante el gobierno de Augusto B. Leguía la facultad de jurisprudencia se transformó en la Facultad de Derecho. El 28 de junio de 1935 se dio un nuevo estatuto universitario en el que se la denominó Facultad de Derecho y Ciencia Política como se la conoce hasta la actualidad.[17] Ubicada actualmente en la Ciudad Universitaria, brinda estudios de: pregrado, especializaciones y posgrado; en sus escuelas profesionales de: derecho y ciencia política. Cuenta además con un consultorio jurídico gratuito al servicio de la comunidad.[152]
- Facultad de Letras y Ciencias Humanas (FLCH): Tiene sus antecedentes en la fundación de la Universidad de San Marcos, cuando esta contaba con las facultades de teología y artes, que luego derivarían en la Facultad de Letras que desarrollaría sus actividades principales en el Patio de Letras de la Casona de San Marcos. En 1854 y bajo el gobierno de Ramón Castilla, adopta el nombre de facultad de Filosofía y Humanidades; en 1876, se le devuelve el título de facultad de Letras. A inicios del siglo XX, la facultad cambió varias veces de nombre al incluir nuevos programas, hasta que en 1965 le es fijado el nombre actual de Facultad de Letras y Ciencias Humanas. Actualmente se ubica en la Ciudad Universitaria.[15][17][52] Brinda estudios de: pregrado, especializaciones y posgrado; en sus escuelas profesionales de: literatura, filosofía, lingüística, comunicación social, arte, bibliotecología y ciencias de la información, danza, conservación y restauración, y lenguas, traducción e interpretación. La facultad tiene a su cargo diversos institutos de investigación, museos como el Museo de Arte de la universidad y el Centro de Idiomas de la Universidad de San Marcos.[153]

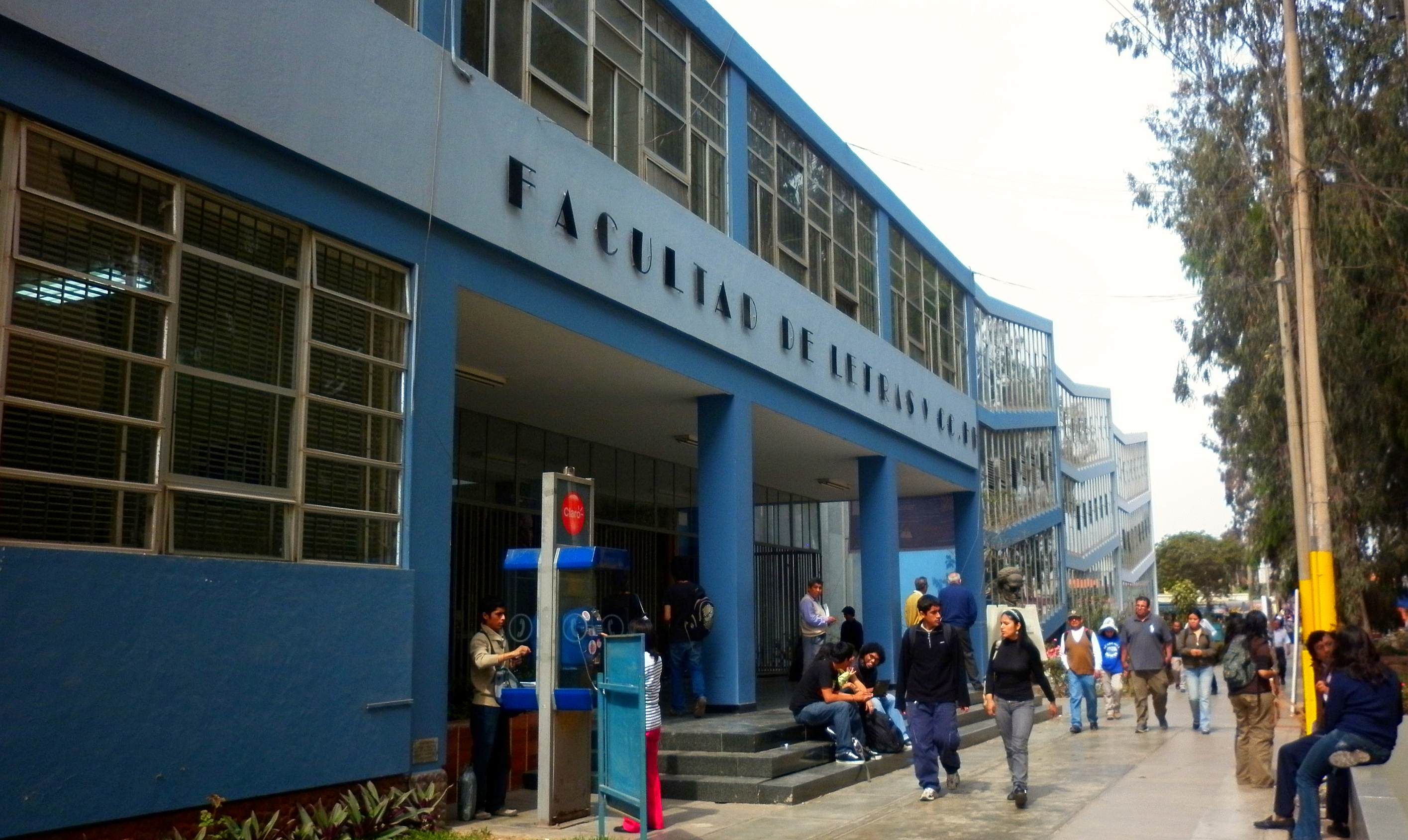
Pabellón principal de la Facultad de Letras y Ciencias Humanas de la Universidad Nacional Mayor de San Marcos, se ubica dentro de la Ciudad Universitaria.

- Facultad de Educación (FEDU): Tiene sus antecedentes en la cátedra de Pedagogía dictada en la Universidad de San Marcos a partir del 18 de marzo de 1876, con la autorización del entonces presidente del Perú Manuel Pardo y Lavalle. A partir del 1901, la cátedra de Pedagogía formó parte del plan de estudios de la Facultad de Filosofía y Letras como curso obligatorio. El 14 de diciembre de 1925 se creó la sección de Pedagogía en la Facultad de Letras. No sería hasta el 24 de abril de 1946 que con la promulgación del Estatuto Universitario de 1946 se crea, en la Universidad de San Marcos, la Facultad de Educación. En 1984 se crean las escuelas profesionales con las que cuenta hoy en día. Actualmente brinda estudios de: pregrado, especializaciones y posgrado; en sus escuelas profesionales de: educación y educación física. Ubicada principalmente en la Ciudad Universitaria, cuenta además con el Colegio de aplicación San Marcos, ubicado en el distrito de Lince.[15][17][154]
- Facultad de Ciencias Sociales (FCS): Los antecedentes de la facultad se remontan a las creaciones de las primeras cátedras de estudios sociales, tales como las de historia desde 1857, la de sociología desde 1896, y la de arqueología desde 1920. En 1969, con la promulgación de la Ley Orgánica de la Universidad Peruana se crea, en la Universidad de San Marcos, el Departamento de Ciencias histórico-sociales. El 24 de septiembre de 1984, en adecuación a la Ley Universitaria, se estableció una nueva estructura académica administrativa creando la Facultad de Ciencias Sociales agrupando los programas de estudios sociales dictados en la universidad.[15][17] Ubicada actualmente en la Ciudad Universitaria, brinda estudios de: pregrado, especializaciones y posgrado; en sus escuelas profesionales de: historia, sociología, antropología, arqueología, trabajo social y geografía. La facultad tiene a su cargo el Museo de Arqueología y Antropología de la universidad.[155]

El siguiente cuadro recoge las facultades que componen el área E, así como las escuelas profesionales que las conforman:
| Área académica                                 | Facultades                                 | Escuelas profesionales                                                                                              | Pregrado  | Pregrado     | Posgrado  | Posgrado   | Otros      | Otros          |
| ---------------------------------------------- | ------------------------------------------ | --- | --------- | ------------ | --------- | ---------- | ---------- | -------------- |
| Área académica                                 | Facultades                                 | Escuelas profesionales                                                                                              | Bachiller | Licenciatura | Maestrías | Doctorados | Diplomados | Especialidades |
| E: HUMANIDADES Y CIENCIAS JURÍDICAS Y SOCIALES | 02. Facultad de Derecho y Ciencia Política | 02.2. Derecho | ✔         | ✔            | ✔         | ✔          | ✔          | ✔              |
| E: HUMANIDADES Y CIENCIAS JURÍDICAS Y SOCIALES | 02. Facultad de Derecho y Ciencia Política | 02.3. Ciencia Política                                                                                              | ✔         | ✔            | ✔         | ✔          | ✔          | ✔              |
| E: HUMANIDADES Y CIENCIAS JURÍDICAS Y SOCIALES | 03. Facultad de Letras y Ciencias Humanas  | 03.1. Literatura | ✔         | ✔            | ✔         | ✔          | ✔          | ✔              |
| E: HUMANIDADES Y CIENCIAS JURÍDICAS Y SOCIALES | 03. Facultad de Letras y Ciencias Humanas  | 03.3. Filosofía | ✔         | ✔            | ✔         | ✔          | ✔          | ✔              |
| E: HUMANIDADES Y CIENCIAS JURÍDICAS Y SOCIALES | 03. Facultad de Letras y Ciencias Humanas  | 03.4. Lingüística                                                                                                   | ✔         | ✔            | ✔         | ✔          | ✔          | ✔              |
| E: HUMANIDADES Y CIENCIAS JURÍDICAS Y SOCIALES | 03. Facultad de Letras y Ciencias Humanas  | 03.5. Comunicación Social                                                                                           | ✔         | ✔            | ✔         | ✔          | ✔          | ✔              |
| E: HUMANIDADES Y CIENCIAS JURÍDICAS Y SOCIALES | 03. Facultad de Letras y Ciencias Humanas  | 03.6. Arte | ✔         | ✔            | ✔         | ✔          | ✔          | ✔              |
| E: HUMANIDADES Y CIENCIAS JURÍDICAS Y SOCIALES | 03. Facultad de Letras y Ciencias Humanas  | 03.7. Bibliotecología y Ciencias de la Información                                                                  | ✔         | ✔            | ✔         | ✔          | ✔          | ✔              |
| E: HUMANIDADES Y CIENCIAS JURÍDICAS Y SOCIALES | 03. Facultad de Letras y Ciencias Humanas  | 03.8. Danza | ✔         | ✔            | ✔         | ✔          | ✔          | ✔              |
| E: HUMANIDADES Y CIENCIAS JURÍDICAS Y SOCIALES | 03. Facultad de Letras y Ciencias Humanas  | 03.9. Conservación y Restauración                                                                                   | ✔         | ✔            | ✔         | ✔          | ✔          | ✔              |
| E: HUMANIDADES Y CIENCIAS JURÍDICAS Y SOCIALES | 03. Facultad de Letras y Ciencias Humanas  | 03.10. Lenguas, Traducción e Interpretación                                                                         | ✔         | ✔            | ✔         | ✔          | ✔          | ✔              |
| E: HUMANIDADES Y CIENCIAS JURÍDICAS Y SOCIALES | 06. Facultad de Educación                  | 06.1. Educación 06.1.1. Área: Educación Inicial 06.1.2. Área: Educación Primaria 06.1.3. Área: Educación Secundaria | ✔         | ✔            | ✔         | ✔          | ✔          | ✔              |
| E: HUMANIDADES Y CIENCIAS JURÍDICAS Y SOCIALES | 06. Facultad de Educación                  | 06.2. Educación Física                                                                                              | ✔         | ✔            | ✔         | ✔          | ✔          | ✔              |
| E: HUMANIDADES Y CIENCIAS JURÍDICAS Y SOCIALES | 15. Facultad de Ciencias Sociales          | 15.1. Historia | ✔         | ✔            | ✔         | ✔          | ✔          | ✔              |
| E: HUMANIDADES Y CIENCIAS JURÍDICAS Y SOCIALES | 15. Facultad de Ciencias Sociales          | 15.2. Sociología | ✔         | ✔            | ✔         | ✔          | ✔          | ✔              |
| E: HUMANIDADES Y CIENCIAS JURÍDICAS Y SOCIALES | 15. Facultad de Ciencias Sociales          | 15.3. Antropología                                                                                                  | ✔         | ✔            | ✔         | ✔          | ✔          | ✔              |
| E: HUMANIDADES Y CIENCIAS JURÍDICAS Y SOCIALES | 15. Facultad de Ciencias Sociales          | 15.4. Arqueología                                                                                                   | ✔         | ✔            | ✔         | ✔          | ✔          | ✔              |
| E: HUMANIDADES Y CIENCIAS JURÍDICAS Y SOCIALES | 15. Facultad de Ciencias Sociales          | 15.5. Trabajo Social                                                                                                | ✔         | ✔            | ✔         | ✔          | ✔          | ✔              |
| E: HUMANIDADES Y CIENCIAS JURÍDICAS Y SOCIALES | 15. Facultad de Ciencias Sociales          | 15.7. Geografía | ✔         | ✔            | ✔         | ✔          | ✔          | ✔              |

### Admisión

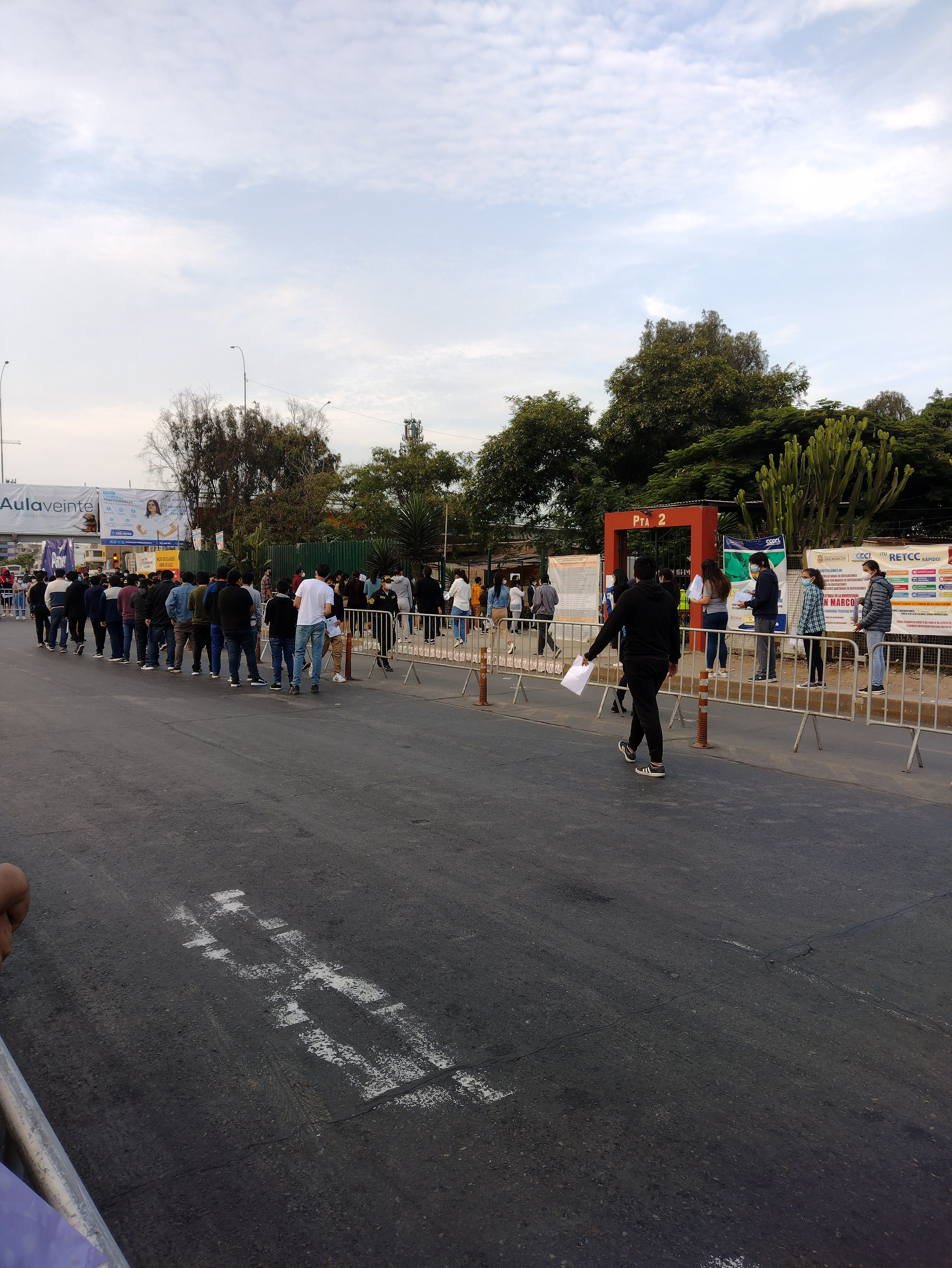
Postulantes ingresando a la Universidad de San Marcos para rendir el examen de admisión ordinario a pregado.

La admisión para los estudios de pregrado, que otorgan bachillerato universitario y luego licenciatura, se realiza principalmente mediante un examen de admisión. Si bien existen exámenes especiales para los casos de postulantes de su centro preuniversitario, traslados nacionales e internacionales, primeros puestos de colegios y para estudiantes con discapacidad, el tipo de examen más requerido es el ordinario, el cual se realiza dos veces al año: usualmente en fines de semana de marzo y septiembre. El examen de admisión de la Universidad de San Marcos es considerado uno de los procesos de ingreso a estudios de pregrado más rigurosos del Perú y estadísticamente el más selectivo a nivel nacional; presentándose al año en todas sus modalidades un aproximado de 60 000 postulantes para alrededor de 6000 vacantes, siendo aproximadamente un 10 % el ratio de selectividad en la admisión. Desde 2016, el nuevo método de evaluación para cada concurso de admisión es la aplicación del examen de destrezas cognitivas a los postulantes: «prueba DECO®», el cual busca que los postulantes demuestren habilidad y razonamiento crítico, antes que la teorización y el memorismo al responder sobre diferentes temas evaluados. Consta usualmente de una evaluación de 100 preguntas —30 de habilidades (5 en idioma inglés) y 70 de conocimientos— y tiene una duración aproximada de tres horas. Desde el año 2022, los exámenes de admisión realizados por los aspirantes a las carreras del área de Ciencias de la Salud, y en específico por aquellos postulantes a la Escuela Profesional de Medicina, se toman por separado del resto, esto debido a algunos incidentes suscitados en los exámenes de dicho año.
En el caso de los estudios de postgrado, tanto para los estudios de especializaciones, maestrías y doctorados, la admisión se realiza mediante una inscripción en la Escuela de Posgrado de la Universidad de San Marcos. Al existir un número de vacantes limitadas, cada programa suele realizar un examen de admisión que es elaborado y calificado por un jurado especial de acuerdo al área de estudios a la que se postula, por lo cual el proceso cuenta también con una alta competencia.

### Internacionalización
La Universidad de San Marcos ha contado con más de 500 convenios de cooperación internacional y actualmente con más de 150 convenios activos del tipo marco y específico con diversas universidades e instituciones a nivel mundial. La oficina general de cooperación y relaciones interinstitucionales, ubicada en la sede central del rectorado, es la entidad de la universidad encargada de la gestión, difusión y asesoría respecto de las becas y convenios para la población universitaria. Los convenios interinstitucionales de la universidad pueden involucrar la cooperación en investigaciones, el desarrollo y capacitación de docentes, programas de intercambio para estudiantes de pregrado y posgrado, organización de conferencias científicas, entre otros. Entre las principales instituciones educativas con las que la Universidad de San Marcos ha tenido convenios para intercambios de estudiantes e investigadores destacan la Universidad de Harvard —a través de Laspau—, Universidad Nacional Autónoma de México, Universidad de Oxford, Universidad de Bolonia, Universidad de Roma "La Sapienza", Academia China de Ciencias, Universidad de Fudan, Universidad de Salamanca, Universidad Complutense de Madrid, Universidad Autónoma de Madrid, Universidad Autónoma de Barcelona, Universidad de Colonia, Universidad de Montreal, Universidad de Buenos Aires, Universidad de Chile y la Universidad de São Paulo. Mientras que entre las principales organizaciones con las que se han mantenido vínculos de cooperación cabe mencionar al Programa de las Naciones Unidas para el Desarrollo, el Programa Mundial de Alimentos, la Unión Astronómica Internacional, la Organización Mundial de la Salud y UNICEF. Además de los convenios de la propia universidad mencionados, esta ha contado —como miembro principal de la Alianza Estratégica— con convenios para lograr intercambios de estudiantes de pregrado y posgrado entre las tres principales universidades públicas peruanas: la Universidad de San Marcos, la Universidad Nacional de Ingeniería y la niversidad Nacional Agraria La Molina. Estos programas de intercambio se han dado principalmente con universidades de Alemania, Francia e Italia, España y Japón, además de otros países latinoamericanos, europeos, norteamericanos y asiáticos.

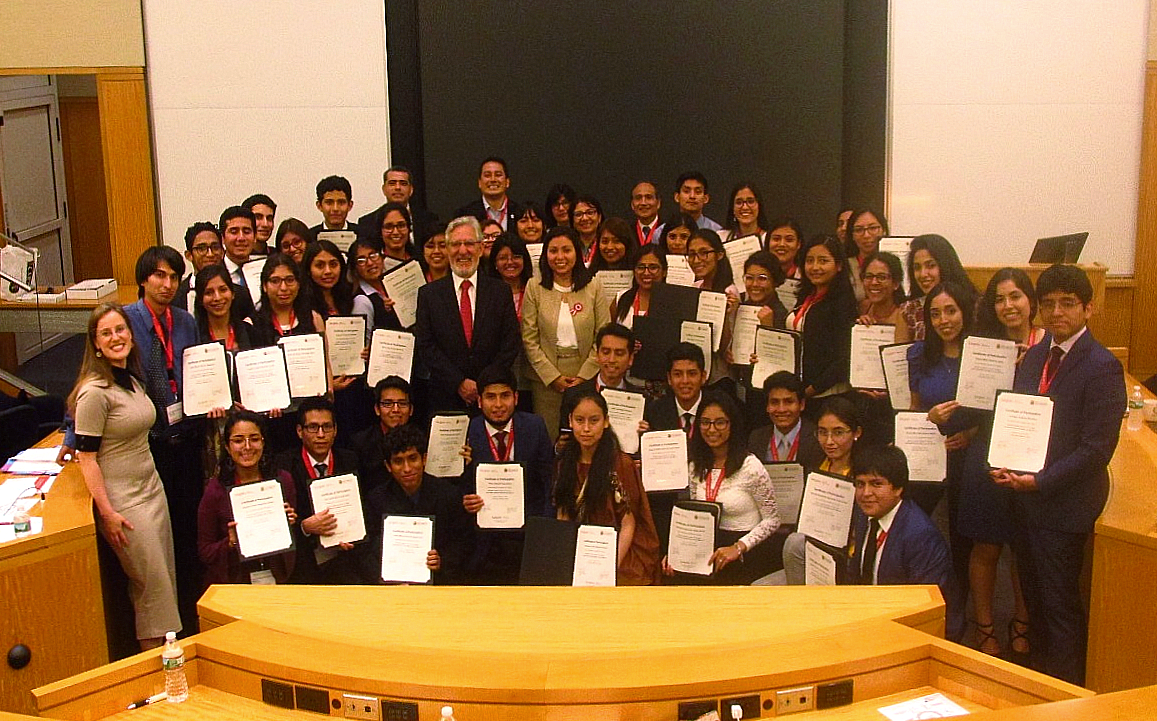
Estudiantes sanmarquinos en la Universidad de Harvard, como parte del programa de intercambio académico «Sanmarquinos para el Perú y el mundo», organizado por la Universidad de San Marcos en apoyo con Laspau, institución afiliada a Harvard.

La Universidad de Harvard, fundada en Cambridge, Massachusetts en 1636, es considerada la institución educativa superior más antigua y en continuo funcionamiento de la América Anglosajona, mientras que la Universidad de San Marcos, fundada en Lima, Perú en 1551, es lo propio en la América Latina. Esta peculiaridad histórica ha contribuido a que recientemente se incremente la cooperación entre ambas instituciones en temas de intercambio y capacitación. En dicho contexto, la universidad estadounidense ha indicado su apoyo a investigaciones de su contraparte peruana, facilitando estudios de postgrado de profesores y alumnos sanmarquinos. Así también, en el año 2016 la Universidad de San Marcos firmó un convenio con la Universidad de Harvard a través de Laspau, organización sin fines de lucro afiliada a dicha institución. Posteriormente la universidad peruana estableció el programa denominado «Sanmarquinos para el Perú y el mundo», el cual consistió en la selección de sus alumnos más destacados y con mejor rendimiento académico en sus estudios de pregrado al 6.º ciclo, para viajar conjuntamente con docentes sanmarquinos a la Universidad de Harvard y llevar capacitaciones presenciales en liderazgo, emprendimiento e investigación, además de conocer otras instituciones de la zona como el MIT y la cultura estadounidense. El programa se llevó satisfactoriamente en los años 2017, 2018 y 2019, permitiendo que alrededor de 60 docentes y 420 estudiantes viajen y reciban las correspondientes capacitaciones. En el 2020, debido a las restricciones de viajes derviadas de la pandemia del COVID-19, la primera etapa del programa tuvo que ser reprogramada y posteriormente dada por finalizada en septiembre del año siguiente, fecha de culminación programada del convenio dado el posterior cese de operaciones de Laspau. Con la llegada de una nueva administración al rectorado, el programa «Sanmarquinos para el Perú y el mundo» se reactivó en 2022 con una nueva etapa, siendo esta vez la Universidad Nacional Autónoma de México la institución receptora de los alumnos sanmarquinos ubicados en los primeros puestos. Para las próximas ediciones el rectorado apunta a firmar convenios con otras destacadas universidades del mundo para el desarrollo del intercambio estudiantil.

## Campus
Desde su fundación, la Universidad de San Marcos ha contado con siete locales principales, teniendo dos importantes traslados durante el siglo XVI, uno a mediados del siglo XIX, y el último a mediados del siglo XX:
- Primer local: La actual Basílica y convento de Santo Domingo, específicamente en la Sala Capitural del entonces denominado Convento Grande de Nuestra Señora del Rosario de la Orden de los Dominicos. Allí tomó lugar la inauguración de la universidad el 2 de enero de 1553 y fue el principal escenario de sus actividades hasta 1571.
- Segundo local: Corresponde al que se mudó en 1572, la actual Iglesia de San Marcelo. En dicho lugar se realizó en 1574 el sorteo para definir el nombre de la institución, quedando esta nombrada en honor al evangelista San Marcos como «Real y Pontificia Universidad de San Marcos».
- Tercer local: Al que se mudó en 1576 y que corresponde a un histórico edificio ubicado en la entonces Plaza del Estanque, después llamada de la Inquisición y actualmente Plaza Bolívar o del Congreso. Este local fue sede de la universidad por alrededor de 300 años, hasta los inicios de la república. Desde 1822 hasta 1867, la universidad compartió este espacio con el entonces naciente Congreso del Perú. Posterior a ello, San Marcos cambiaría de sede, cediendo totalmente el referido local.
- Cuarto local: Fundado en 1581, corresponde al actual Colegio Real de San Marcos, el cual fue un centro de enseñanza donde se impartían cátedras de cánones y leyes bajo la rectoría del también rector de la Universidad de San Marcos.
- Quinto local: Corresponde al traslado de la universidad al local del antiguo Convictorio de San Carlos, entonces residencia sanmarquina, acontecido en 1867. Dicha sede permanecería por 90 años como la principal de la universiadad. Desde 1992 a la actualidad, en día en dicho local funciona el Centro Cultural de la Universidad de San Marcos.
- Sexto local: El local definitivo de la Facultad de Medicina «San Fernando», el cual inició su edificación en la avenida Grau a fines del siglo XIX. Este tiene sus antecedentes en la formación sanmarquina en la materia originada en 1634 con las Cátedras Prima y de Vísperas de medicina y en la conformación de la Facultad de Medicina «San Fernando» en 1856, la cual ocupó diversos locales históricos previos a su ubicación actual. También comprende al Jardín Botánico de Lima y la Facultad de Farmacia.
- Séptimo local: La actual Ciudad Universitaria, ubicada entre las avenidas Universitaria y Venezuela. Este campus inicia su construcción en 1951, y en los años 60 durante el gobierno de Manuel Prado, la universidad desarrolla su traslado. En ella se ubican actualmente el rectorado, la biblioteca central y 17 de las 20 facultades de la universidad. Además, dentro de sus límites se ubican varias huacas precolombinas.

Adicionalmente, la Universidad de San Marcos cuenta actualmente con otros locales y filiales ubicados en varios distritos de Lima y en diversas provincias del país.

### Ciudad Universitaria

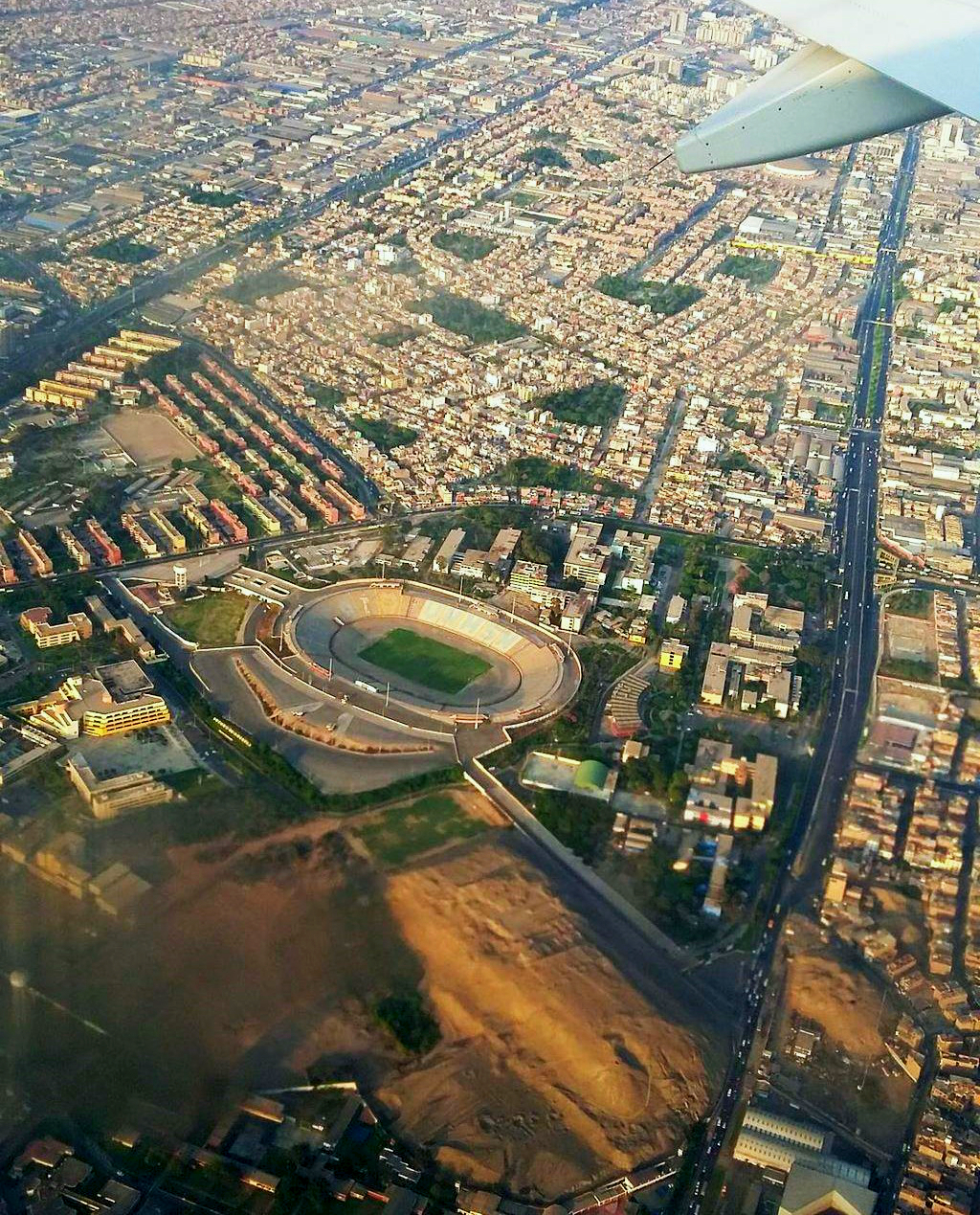
Vista aérea de gran parte de la Ciudad Universitaria de la Universidad Nacional Mayor de San Marcos.

Desde el año 1966, la Ciudad Universitaria de la Universidad Nacional Mayor de San Marcos, conocida generalmente como «Ciudad Universitaria de Lima» o simplemente Ciudad Universitaria, es el campus principal de la Universidad de San Marcos y el punto focal de la avenida Universitaria —al darle a esta su nombre y por ser el punto desde el cual esta vía se expande tanto al norte como al sur—. Sus principales entradas se ubican en las avenidas Universitaria, Venezuela, Germán Amézaga y Óscar Benavides —ex avenida Colonial—, en el distrito de Lima. En la Ciudad Universitaria de San Marcos se ubican las principales instalaciones administrativas de la universidad, como el rectorado. En ella se localizan 17 de las 20 facultades de la Universidad de San Marcos, la biblioteca central, el Estadio de la Universidad de San Marcos, el gimnasio universitario, el comedor de la Ciudad Universitaria y una de las residencias universitarias. Además, la Ciudad incluye el complejo arqueológico de la huaca San Marcos, que es preservado y estudiado por alumnos e investigadores sanmarquinos.
En el año 2007 se estuvieron realizando obras viales en los exteriores de la Ciudad Universitaria durante la gestión de Luis Castañeda, entonces alcalde de Municipalidad Metropolitana de Lima. Estas obras fueron ampliamente cuestionadas por el alumnado sanmarquino, principalmente debido a la construcción de un anillo vial que hubiera implicado la desaparición de áreas verdes y parte de la zona amortiguamiento necesaria para las actividades académicas en el campus. En el año 2008, especialistas de la Universidad Nacional de Ingeniería y del Colegio de Ingenieros del Perú señalaron que las obras municipales carecían de sustentos técnicos suficientes y sugerían otras opciones para los flujos de tránsito en la zona. Posteriormente, las obras se paralizaron por una medida cautelar del entonces Instituto Nacional de Cultura, al constatarse que esas obras dañaron parte del patrimonio cultural en la huaca San Marcos. La mayoría de gestiones municipales posteriores propusieron mesas de diálogo para solucionar la problemática actual del campus, al considerar las obras viales construidas como injustificadas y mal diseñadas. Sin embargo, hasta la actualidad no existe un acuerdo de conciliación ni plan para corregir la situación actual del sistema vial y la parte de la Ciudad Universitaria afectada.

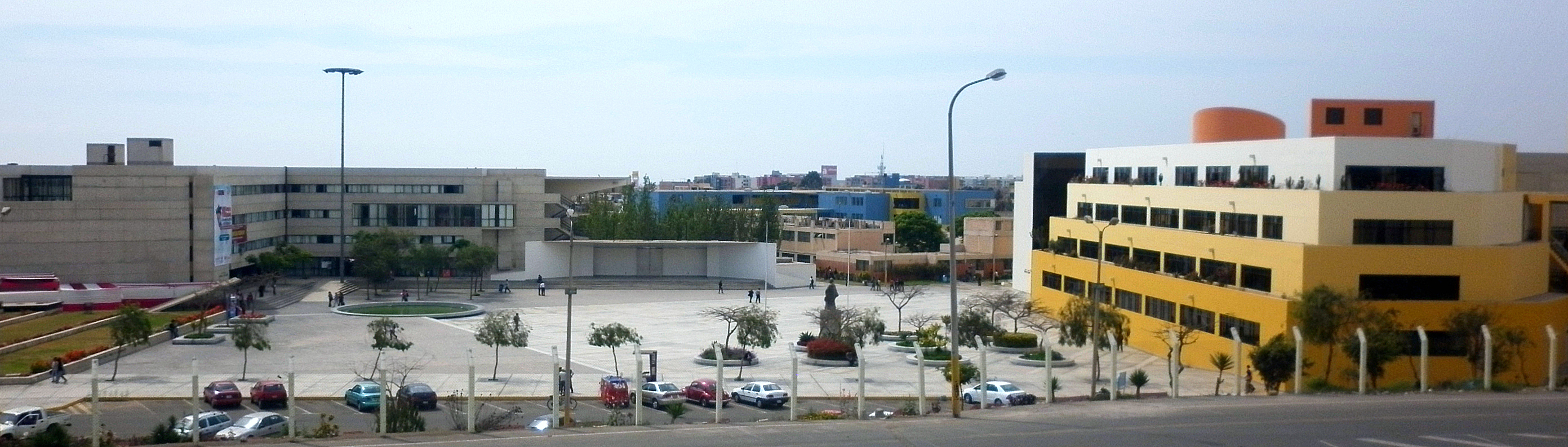
Vista de la plaza principal de la Ciudad Universitaria; al lado izquierdo se ubica el rectorado «Jorge Basadre»; al lado derecho la Biblioteca de la universidad; al centro el monumento de fray Tomás de San Martín.

#### Biblioteca central

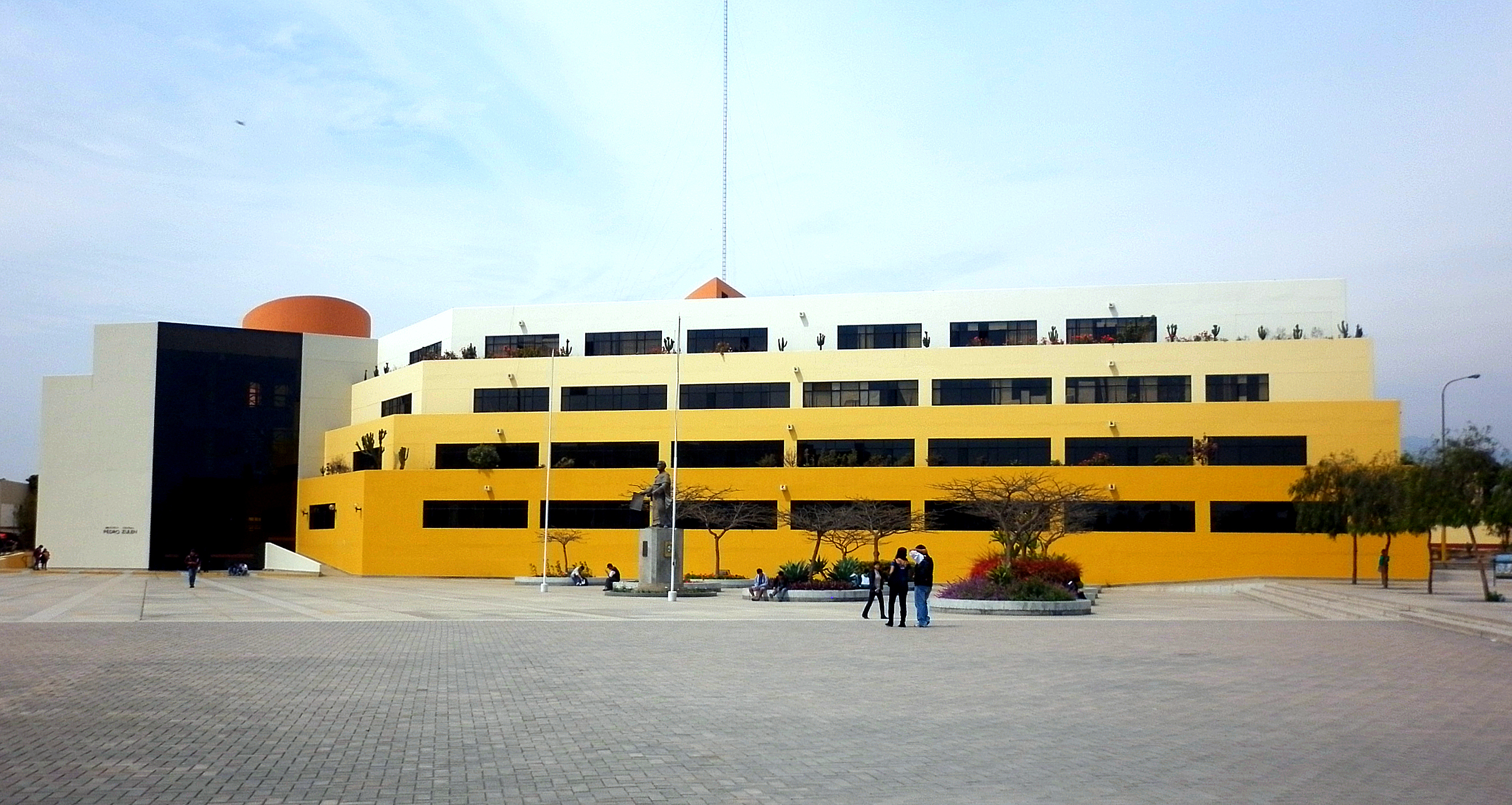
Vista exterior de la Biblioteca Central «Pedro Zulen». En ella se conservan manuscritos que datan del, años en los que comenzó a funcionar la Universidad de San Marcos.

Desde 1768 la universidad buscó instituir —además de las colecciones propias de cada facultad— una biblioteca central, sin embargo, esta no llegaría a concretizarse del todo hasta 1871. Saqueadas durante la ocupación chilena durante la guerra del Pacífico, a inicios del siglo XX se inició un proceso modernización emprendido por el bibliotecólogo Pedro Zulen y el historiador peruano Jorge Basadre, proceso que logró la reorganización y catalogación total de los títulos habidos. La actual Biblioteca Central «Pedro Zulen» de la universidad es la culminación de varios proyectos de informatización y modernización. La biblioteca central funciona en un edificio de 19 800 m², siendo así la biblioteca universitaria más grande del Perú y una de las más grandes de América Latina. Está constituida de cuatro edificios unidos entre sí, tiene cinco niveles y se ubica en la Plaza cívica del campus universitario.

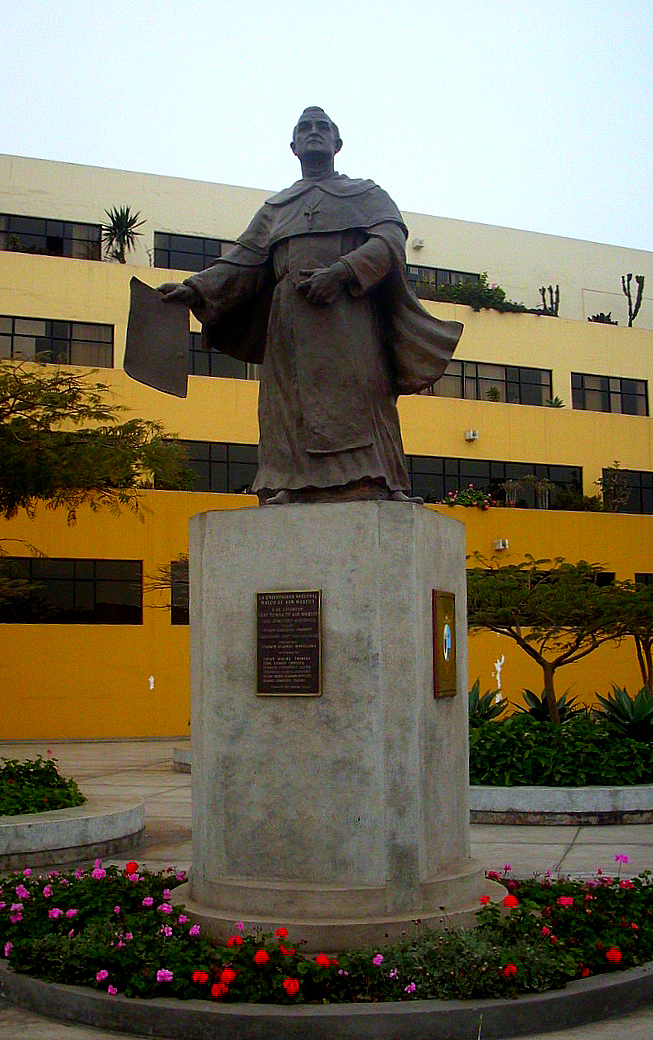
Monumento de Tomás de San Martín, gestor de la fundación de la Universidad de San Marcos, en el exterior de la Biblioteca Central «Pedro Zulen». Escultura de Franco Ochoa.

El edificio tiene la capacidad de atención a 2500 usuarios simultáneamente. Posee un escenario multifuncional, 400 butacas y diversos sistemas de alta tecnología que permiten la vigilancia por videocámara, conexión a Internet, sistemas de videoconferencia, proyectores multimedia, radio enlaces y equipos de audio y sonido profesional. La biblioteca cuenta con todos sus procesos automatizados, como por ejemplo lo relacionado con la adquisición de publicaciones de la universidad, así como la catalogación y clasificación de los textos y recursos que ofrece la biblioteca. La universidad busca digitalizar toda la información de origen nacional que se encuentra en la biblioteca a través de su servicio de biblioteca virtual, de este modo a mediano plazo incluiría colecciones de periódicos y revistas —que datan del siglo XVIII—, libros de autores peruanos y obras que, por su escaso número o al ser ejemplares únicos, son de uso restringido. La Biblioteca Central «Pedro Zulen», con el auspicio de la UNESCO, dirige la iniciativa de desarrollar e implementar procesos de digitalización y publicación electrónica en el área de las tesis y otros documentos, utilizando para ello estándares internacionales como OAI-PMH, Dublin Core, XML, entre otros. Esta iniciativa, denominada «Cybertesis» de la Universidad de San Marcos, fue en sus inicios el repositorio académico más grande del Perú.

#### Sistema de bibliotecas
Cada una de las facultades de la Universidad Nacional Mayor de San Marcos cuenta con su propia biblioteca especializada en las áreas de estudio de cada facultad, estas se conectan entre sí a través del Sistema de Bibliotecas (SISBIB) de la universidad. Actualmente además del sistema de bibliotecas, la Universidad de San Marcos cuenta con la Biblioteca Central «Pedro Zulen», que incluye la mayor parte de los títulos de la universidad, y que dirige la actividad principal del SISBIB. Además de la biblioteca central y de las bibliotecas de cada facultad ubicadas en la Ciudad Universitaria el SISBIB tiene también a su cargo cuatro bibliotecas especializadas localizadas como otras dependencias universitarias: Biblioteca España de las Artes, Biblioteca «Instituto Raúl Porras Barrenechea», Biblioteca del Museo de Historia Natural «Javier Prado», y Biblioteca Museo «Temple Radicati».

#### Clínica y consultorios universitarios

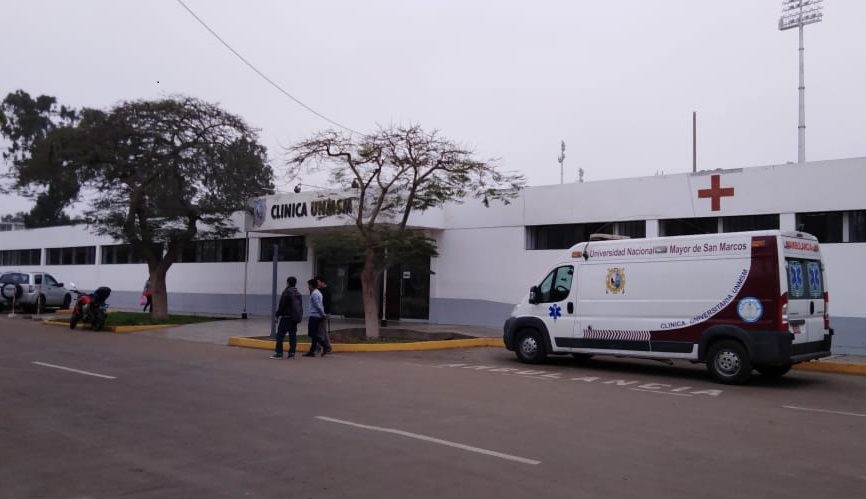
Clínica de la Universidad de San Marcos, en ella se ofrece atención médica y consultorios a los alumnos, profesores, trabajadores y a la comunidad vecina.

La actual Clínica de la Universidad de San Marcos, inaugurada en febrero de 1998 reorganizando los consultorios clínicos anteriores, se ubica dentro del campus universitario. En este centro de salud se realizan atenciones a estudiantes, jubilados, docentes, personal administrativo y a la comunidad vecina, realizando operaciones y otros casos de emergencia por traumatismo, quemaduras y lesiones graves. Brinda servicios de farmacia, radiología, atención de enfermedades respiratorias, despistaje de diabetes, despistaje de sida, psicología, odontología, ginecología, cirugía estética, etc. Regularmente realiza, en conjunto con otras instituciones, campañas de vacunación, de donación de sangre y de educación sexual.

#### Residencias universitarias
La Universidad Nacional Mayor de San Marcos cuenta con dos residencias universitarias destinadas a sus dos campus principales:

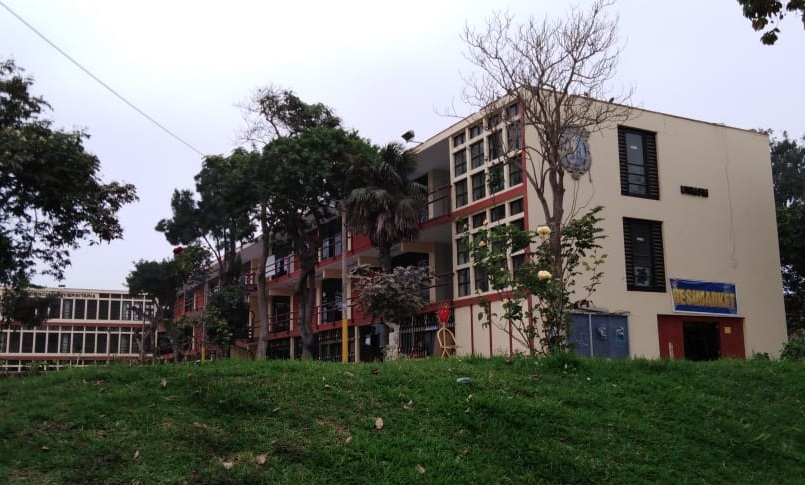
Residencia de la Ciudad Universitaria. Actualmente se alojan en ella 102 alumnos de bajos recursos y de provincias.

- La Residencia de la Ciudad Universitaria está ubicada en el campus principal, entre las avenidas Universitaria y Venezuela. Alberga estudiantes hombres y mujeres; provincianos de la costa, sierra y selva del Perú; de todas las especialidades. Esta residencia alberga actualmente 101 estudiantes.[187]
- La Residencia Julio C. Tello está ubicada en la Av. Grau 1190, cerca de la Facultad de Medicina «San Fernando» de la Universidad de San Marcos. Este recinto alberga a estudiantes provincianos —solo varones— de todas las especialidades. Actualmente cuenta con 92 estudiantes.[188]

#### Estadio de la Universidad de San Marcos

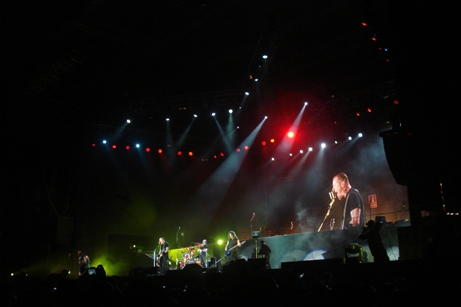
Metallica presentándose en el Estadio de la Universidad de San Marcos.

El Estadio de la Universidad Nacional Mayor de San Marcos, también denominado oficialmente como el «Coloso de América», se encuentra ubicado prácticamente en el centro de la Ciudad Universitaria. Sus accesos principales son por la cuadra 5 de la Av. Amézaga y por la cuadra 36 de la Av. Venezuela, en la ciudad de Lima, Perú. Fue inaugurado en 1951 conmemorando los 400 años de fundación de la Universidad de San Marcos. El estadio de San Marcos contó inicialmente con una capacidad total para 70 000 personas, llegando a ser en su momento el estadio de mayor capacidad en el Perú. El recinto fue remodelado como escenario oficial del Campeonato Sudamericano de Fútbol Sub-17 de 2019 y los Juegos Panamericanos de 2019, siendo acondicionado para una capacidad oficial actual de 32 000 personas.
En el plano local, ha sido el estadio oficial del Club Deportivo Universidad San Marcos, el cual jugó hasta 2011 en la Segunda División del Perú. Además de la práctica deportiva, el estadio ha sido utilizado también como espacio para el desarrollo de actividades extra-académicas de los estudiantes, docentes y personal administrativo de la universidad. En las últimas décadas ha sido también escenario de varios conciertos, presentándose en él bandas y artistas como Metallica, Korn, Gustavo Cerati, Marc Anthony, Bon Jovi, Green Day, The Smashing Pumpkins, Fania All-Stars, Iron Maiden, Shakira, Slayer, Van Halen, Bad Religion, Juanes, Aerosmith, Pearl Jam, Noel Gallagher, Lady Gaga, entre otros.

### Complejo Casona de San Marcos

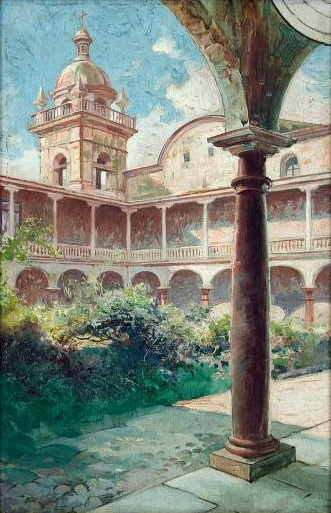
El viejo San Carlos (1912) por Teófilo Castillo, representando el interior de la Casona de la Universidad de San Marcos. Pintura actualmente bajo custodia del Museo de Arte de Lima.

El complejo de la Casona de la Universidad Nacional Mayor de San Marcos es una de las propiedades con mayor trayectoria histórica y culturarl de la universidad, por lo cual forma parte del área y de la lista de edificaciones del centro histórico de Lima que fueron reconocidas como Patrimonio de la Humanidad por la UNESCO, en 1988. Actualmente este complejo comprende a la casona que data de 1605 ―lugar donde funcionó el Real Convictorio de San Carlos y posteriormente la Universidad de San Marcos hasta mudarse a la Ciudad Universitaria―, el Panteón de los Próceres y el Parque Universitario ―el cual cuenta con la Torre Alemana y su reloj niversitario, así como con monumentos a destacados sanmarquinos como Bartolomé Herrera, Sebastián Lorente e Hipólito Unanue, los cuales son Patrimonio Cultural de la Nación.

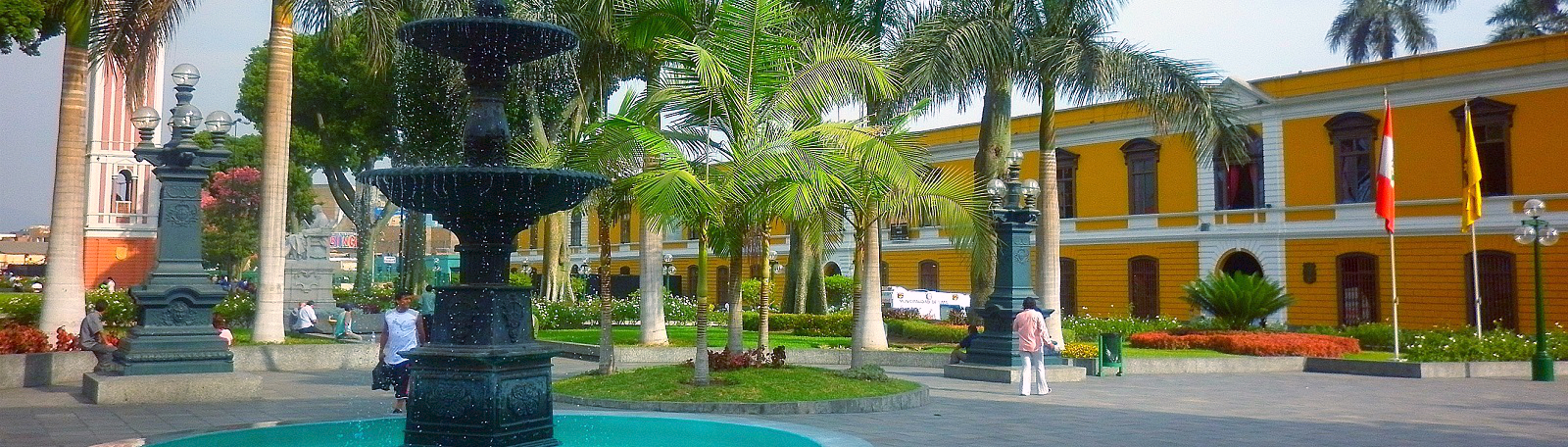
Vista del Centro Cultural de la Universidad de San Marcos; al lado izquierdo se ubica el Parque Universitario, la Torre Alemana, y monumentos de sanmarquinos ilustres; al lado derecho la cuatricentenaria Casona de San Marcos y el Panteón de los Próceres.

### Campus San Fernando
El campus principal de la Facultad de Medicina «San Fernando» de la Universidad Nacional Mayor de San Marcos es el área que comprende la mayor cantidad de facultades —Medicina y Farmacia y Bioquímica— y unidades académicas relacionadas al área de ciencias de la salud de la universidad —Medicina, Farmacia y Bioquímica, Enfermería, Tecnología Médica, Toxicología, Obstetricia, Ciencia de los Alimentos y Nutrición—. Además de los edificios académicos y administrativos, este campus comprende el Jardín botánico «San Fernando» —también denominado en sus inicios como Jardín botánico de Lima—, principal jardín botánico de la Universidad de San Marcos, fundado el 18 de marzo de 1787 por el rey Carlos III de España; el comedor de estudiantes de Cangallo y unas cuadras más allá la residencia universitaria «Julio C. Tello». Se ubica junto a la Morgue Central de Lima y cerca de dos de los principales centros de salud de la capital: el Hospital Nacional Dos de Mayo y el Hospital Guillermo Almenara Irigoyen, referido antes como Hospital Obrero.

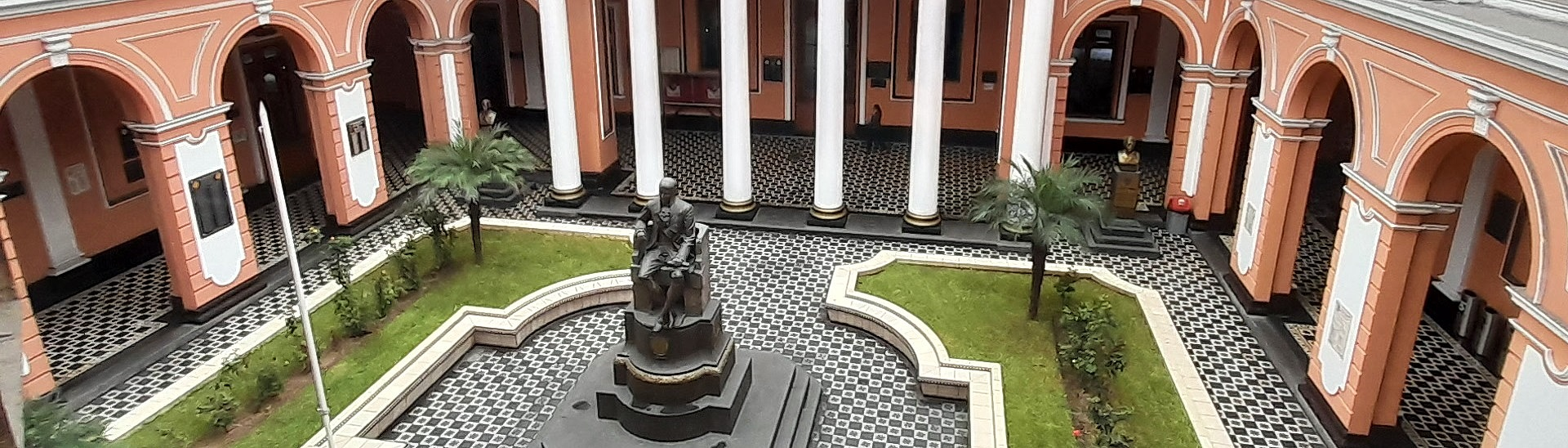
Vista del patio central del campus «San Fernando» de la Universidad de San Marcos; al fondo se aprecia la entrada principal al paraninfo universitario; al centro el monumento a Hipólito Unanue, fundador de la escuela de medicina de la universidad.

## Investigación

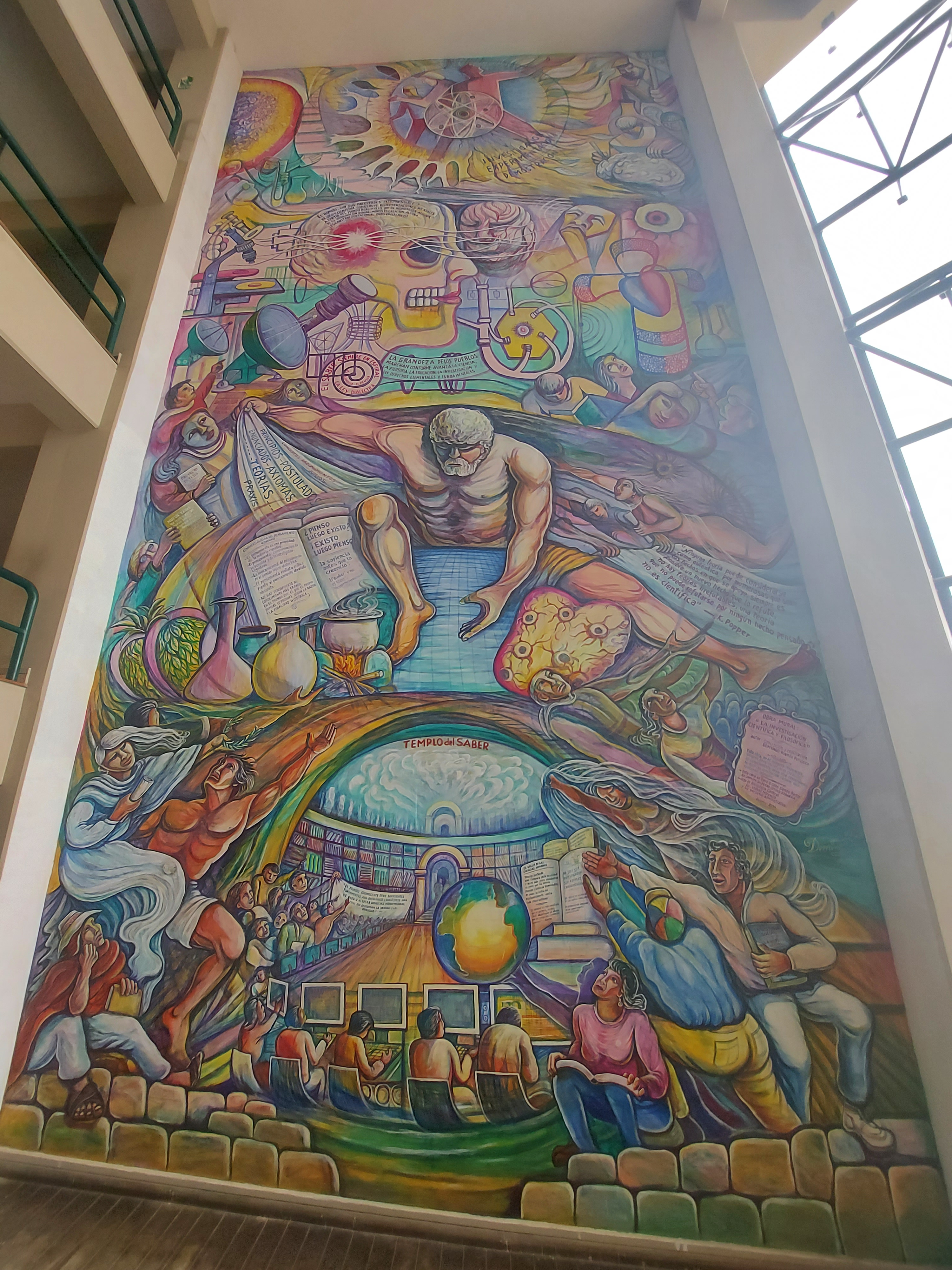
Mural dedicado a la investigación y al conocimiento producido en la Universidad de San Marcos, ubicado en la sede de su Biblioteca Central.

La Universidad Nacional Mayor de San Marcos ha colaborado en el desarrollo científico del Perú a lo largo de su historia. Está entre las 10 universidades peruanas, de más de 80, que realizan investigación con estándares internacionales; esto debido principalmente a que el desarrollo de la investigación no ha sido un área financiada correctamente por el gobierno peruano en las últimas décadas. La Universidad de San Marcos es también actualmente la institución de mayor producción científica del Perú, tanto anualmente como en el acumulado histórico.
En relación con el desarrollo de la actividad investigadora en San Marcos, a mediados del siglo XX, el gobierno peruano dio disposiciones para poner énfasis y crear áreas científicas y de investigación universitaria. En tal sentido, en esos años, se crearon en la Universidad de San Marcos diversos museos e institutos que han promovido la investigación en diversas ramas del saber humano. Durante los últimos años de la década de 1990 y a inicios del año 2000, la universidad volvió una renovar su sistema de investigación; esta vez enfocando muchos puntos del conocimiento humano a través de la asignación de proyectos específicos a diversos departamentos académicos. En la actualidad, el desarrollo de las investigaciones de la universidad es supervisado por su Vicerrectorado de Investigación y Postgrado.

### Institutos de investigación
Actualmente la Universidad de San Marcos cuenta con 37 unidades académicas de investigación referidas usualmente como institutos. Cada uno de estos se agrupan de acuerdo al área académica en que desarrollan su investigación, así se clasifican principalmente en las áreas de: ciencias de la salud, ciencias básicas, ingenierías, ciencias económicas y de la gestión, y humanidades y ciencias jurídicas y sociales. De acuerdo a sus áreas de estudio, los centros de investigación cuentan con museos y laboratorios especializados donde exhiben y realizan estudios en materias concernientes a sus áreas. Cada instituto también cuenta con sus propias publicaciones donde presentan informes y resultados de los trabajos y estudios de sus investigadores. Además de estos institutos, la Universidad de San Marcos también tiene a su cargo otros institutos, museos, centros, bibliotecas, y seminarios en Lima que —de forma no obligatoria— realizan investigaciones conjuntamente con sus facultades afines.
Desde 2015, luego de ganar el primer concurso de centros de excelencia convocado por el Consejo Nacional de Ciencia, Tecnología e Innovación Tecnológica del Perú, la Universidad de San Marcos cuenta también con el Centro de Investigaciones Tecnológicas, Biomédicas y Medioambientales (CITBM), siendo este el primer centro de excelencia del Perú dedicado a la integración de la investigación científica con el desarrollo y la innovación tecnológica. Está liderado por la Universidad de San Marcos y conformado por tres empresas nacionales y tres centros de excelencia internacionales. Cuenta además con varios colaboradores nacionales e internacionales. Las dos líneas de investigación del centro son: biotecnología y salud; y agua, suelo y sociedad.
A continuación se brinda una relación de las principales institutos de investigación de la Universidad de San Marcos:
| Ciencias de la salud: - FMSF: Instituto de Investigaciones Clínicas - FMSF: Centro de Investigación en Bioquímica y Nutrición «Alberto Guzmán Barrón» - FMSF: Instituto Nacional de Biología Andina - FMSF: Instituto de Investigación Patología - FMSF: Instituto de Medicina Tropical "Daniel A. Carrión" - FMSF: Instituto de Ética en Salud - FMSF: Unidad de Investigación de la Facultad de Farmacia y Bioquímica - FFB: Instituto de Investigaciones de Ciencias Farmacéuticas y Recursos Naturales «Juan de Dios Guevara» - FFB: Instituto de Investigación en Química Biológica, Microbiología y Biotecnología «Marco Antonio Garrido Malo» - FFB: Centro Latinoamericano de Enseñanza e Investigación en Bacteriología Alimentaria - FO: Instituto de Investigaciones Estomatológicas - FMV: Instituto Veterinario de Investigaciones Tropicales y de Altura - FPSI: Instituto de Investigaciones Psicológicas | Ciencias básicas: - FCB: Instituto de Investigación de Ciencias Biológicas - FCF: Instituto de Investigación de Física - FCM: Instituto de Investigación de Ciencias Matemáticas Ingenierías: - FQIQ: Unidad de Investigación de la Facultad de Química e Ingeniería Química - FQIQ: Instituto de Ciencias Químicas - FQIQ: Instituto de Ingeniería Química - FIGMMG: Instituto de Investigación de Ingeniería Geológica, Minera, Metalúrgica, Geográfica - FII: Instituto de Investigación de Ingeniería Industrial - FIEE: Instituto de Investigación de Ingeniería Electrónica y Eléctrica - FISI: Instituto de Investigación de Ingeniería de Sistemas e Informática | Ciencias económicas y de la gestión: - FCA: Instituto de Investigación de Ciencias Administrativas - FCC: Instituto de Investigación de Ciencias Financieras y Contables - FCE: Instituto de Investigación de Ciencias Económicas Humanidades y ciencias jurídicas y sociales: - FLCH: Instituto de Investigaciones Humanísticas - FLCH: Instituto de Lingüística Aplicada - FLCH: Instituto de Investigación del Pensamiento Peruano y Latinoamericano - FLCH: Instituto de Investigaciones Lingüísticas - FEDU: Instituto de Investigación Educativas - FDCP: Unidad de Investigación de Derecho y Ciencias Políticas - FCS: Instituto de Investigación Histórico Sociales |

A continuación se describen algunos de los institutos de investigación de la Universidad de San Marcos anteriormente mencionados:
- Instituto de Investigaciones Clínicas: Es el instituto encargado de estimular, coordinar y realizar investigación básica y aplicada en medicina, en el contexto de los problemas de interés nacional o regional.[199]
- Centro de Investigación en Bioquímica y Nutrición «Alberto Guzmán Barrón»: Fundada en 1957, es el centro responsable de la investigación científica básica y aplicada en los campos de bioquímica, de la nutrición, salud, biología molecular, genética molecular y de áreas relacionadas, dando prioridad a las líneas de investigación que ayudan a resolver los problemas de interés nacional.[200]
- Instituto Nacional de Biología Andina: Es el organismo responsables de la investigación orientada al mejor conocimiento de los problemas de la vida en la altura, en los aspectos genético, morfológico, bioquímico, fisiológico, patológico, sociológico, antropológico, etc.[201]
- Instituto de Patología: Es la unidad encargada de contribuir a la investigación y al desarrollo científico-técnico nacional en el campo de la patología humana.[202]
- Instituto de Medicina Tropical "Daniel A. Carrión" (IMT): Fue creado en 1963 por un convenio entre el gobierno alemán y la Universidad de San Marcos, fue el primer instituto especializado la investigación y tratamiento de enfermedades tropicales e infecciosas en el Perú. Gracias a este instituto la Facultad de Medicina «San Fernando» ha sido designada por el Ministerio de Salud del Perú como el principal centro de referencia para la lepra en todo el país. Actualmente ofrece a la comunidad, principalmente a personas de bajos recursos económicos, atención médica especializada en enfermedades infecciosas y tropicales, tanto en consultorio externo como en análisis de laboratorios, a precios asequibles.[203][204]
- Instituto de Ética en Salud: Organismo encargado de garantizar el desarrollo ético de las investigaciones médicas y de salud producidas por la universidad.[205]
- Unidad de Investigación de la Facultad de Farmacia y Bioquímica: Esta encargado de planificar y coordinar las actividades de investigación tanto del Instituto de Química Biológica, Microbiología y Biotecnología, como del Instituto de Recursos Naturales y Terapéuticos «Juan de Dios Guevara». Así también, desarrolla talleres y jornadas de investigación en coordinación con los institutos de su facultad.[206]

- Instituto de Investigación de Ciencias Farmacéuticas y Recursos Naturales «Juan de Dios Guevara»: Es el organismo de la universidad responsable de las investigaciones sobre ciencias farmacéuticas y sobre recursos naturales y terapéuticos.[207]
- Instituto de Investigación en Química Biológica, Microbiología y Biotecnología «Marco Antonio Garrido Malo»: Es el organismo encargado de las investigaciones en materia de química biológica, microbiología y biotecnología de la universidad.[207]
- Centro Latinoamericano de Enseñanza e Investigación en Bacteriología Alimentaria: Es la unidad de la universidad responsable de desarrollar investigaciones y capacitaciones en materia de bacteriología alimentaria.[207]
- Instituto de Investigaciones Estomatológicas: Es la unidad responsable de las investigaciones en estomatología de la universidad, así como de la publicación y difusión de estas a través de su revista académica y jornadas científicas.[208]
- Instituto Veterinario de Investigaciones Tropicales y de Altura (IVITA): Creado en 1961, es el centro de investigación perteneciente encargado de las investigaciones en medicina veterinaria y zootecnia. Actualmente, posee cuatro estaciones experimentales: dos en ecosistemas andinos (El Mantaro y Maranganí-La Raya) y dos en ecosistemas de trópico húmedo (Pucallpa e Iquitos).[209]
- Instituto de Investigaciones Psicológicas (IIPSI): Es la unidad encargada de desarrollar las actividades de investigación en relación con el área de la psicología. El instituto también promueve y supervisa los proyectos de investigación de los docentes y estudiantes de psicología de la universidad.[210]
- Instituto de Investigación de Ciencias Biológicas «Antonio Raimondi» (ICBAR): Fundado en 1977, esta unidad se encarga del desarrollo investigaciones sobre la biodiversidad y ecología, biotecnología, salud y sanidad, producción y manejo de recursos biológicos, así como su difusión, preservación, utilización y transferencia tecnológica dentro de las normas que rigen la vida académica de la universidad. El instituto realiza anualmente desde 1991 la Reunión Científica ICBAR, de gran importancia en el ámbito nacional.[211]

- Instituto de Investigación de Física: Es el centro encargado de las investigaciones en materia de física y áreas afines. También se encarga del desarrollo de coloquios y jornadas científicas enfocadas en estudiantes y profesores-investigadores.[212]
- Instituto de Investigación de Ciencias Matemáticas: Fundado en 1992, es la unidad responsable de investigaciones en las áreas de la matemática pura, matemática aplicada, estadística, computación científica e investigación operativa.[213]
- Unidad de Investigación de la Facultad de Química e Ingeniería Química: Es la unidad a cargo de las investigaciones transversales de química e ingeniería química, sí como de coordinar la interrelación e investigaciones de los institutos específicos para cada una de dichas áreas.[214]
- Instituto de Ciencias Químicas: Esta unidad de investigación coordina el desarrollo de las actividades de investigación relacionadas con la ciencia química, tanto de forma teórica como experimental. Ha involucrado estudios químicos, estudios de fenómenos físico-químicos, fitoquímicos, modelos de interacción, síntesis de compuestos, entre otros.[215]
- Instituto de Ingeniería Química: Este instituto se encarga del desarrollo de trabajos e investigaciones que involucren la ingeniería química. En tal sentido comprende estudios de ingeniería ambiental, cinética química, catálisis y biotecnología, síntesis de compuestos, estudio de fenómenos físico-químicos, entre otros.[216]
- Instituto de Investigación de Ingeniería Geológica, Minera, Metalúrgica y Geográfica (IIGEO): Encargado de diseñar líneas y estrategias de investigación y desarrollo acordes con el planteamiento de proyectos técnicos y científicos que promuevan el desarrollo local, regional y nacional. Ejecuta proyecto en las siguientes líneas de investigación: ingeniería geológica, ingeniería de minas, ingeniería metalúrgica, e ingeniería geográfica.[217]
- Instituto de Investigación de Ingeniería Industrial (IIII): Es el instituto responsable de la investigación en materia de ingeniería industrial. Entre sus líneas de investigación comprende los temas de tecnologías de la información, gestión y producción industrial, diseño y tecnología industrial, y diseño y tecnología textil.[218]
- Instituto de Investigación de Ingeniería Electrónica y Eléctrica: Tiene la responsabilidad de conducir y desarrollar todas las actividades inherentes al campo de la investigación en las áreas de la ingeniería electrónica y eléctrica. Integra, coordina y ejecuta los proyectos de los profesores y alumnos de la facultad dedicados a la investigación.[219]
- Instituto de Investigación de Ingeniería de Sistemas e Informática (IIFISI): Esta unidad tiene la misión de promover la mejora de la producción científica correspondiente a las áreas de ingeniería de sistemas e informática, e ingeniería de software de la universidad.[220]

- Instituto de Investigación de Ciencias Administrativas (IICA): Es el organismo a cargo de las actividades de investigación relacionadas con las ciencias administrativas. Busca desarrollar proyectos de investigación de calidad e innovación a nivel nacional.[221]
- Instituto de Investigación de Ciencias Financieras y Contables (IICFC): Es la unidad responsable de la invesitgación en materia de ciencias financieras y contables. Desarrolla proyectos que fomentan la actualización profesional y el análisis de la investigación contable, social y de gestión empresarial.[222]
- Instituto de Investigaciones Económicas (IIE): Es el organismo responsable de la producción de investigación en economía, abarcado las áreas de teoría económica, economía pública y economía internacional.[223]
- Instituto de Investigaciones Humanísticas (IIH): Este instituto tiene la misión de formar investigadores en el campo de las humanidades: literatura, arte, ciencias de la comunicación y de la información, y filosofía; así como la de fomentar la investigación y la publicación de los resultados de las investigaciones realizadas en el instituto. Realiza regularmente seminarios, coloquios, debates, talleres, conferencias, simposios, congresos, mesas redondas y cursos de capacitación para sus miembros investigadores.[224]
- Instituto de Lingüística Aplicada (CILA): Fue creado en 1972 como Centro de Investigación de Lingüística Aplicada, nombre que mantuvo hasta 1984. Desde hace más de 20 años viene haciendo investigaciones de la diversidad lingüística y cultural del Perú, en las que incluye a las lenguas y dialectos andino, amazónicos e hispánicos.[225]

- Instituto del Pensamiento Peruano y Latinoamericano (IPPLA): Ha podido diseñar y ejecutar proyectos de investigación sobre diferentes aspectos del pensamiento peruano. En principio el instituto tiene como finalidad realizar investigaciones sobre el pensamiento peruano y latinoamericano, dentro de ello se ha concentrado fundamentalmente y prioritariamente en las siguientes áreas: pensamiento estrictamente filosófico, pensamiento científico-tecnológico, pensamiento ideológico-político, pensamiento teológico-religioso, y pensamiento estético-artístico-literario.[226]
- Instituto de Investigaciones Lingüísticas (INVEL): Fue creado como organismo del departamento académico de lingüística para realizar trabajos de investigación en las áreas básicas de lingüística general (teórica), lingüística aplicada, lingüística hispánica y lingüística amerindia.[227]
- Instituto de Investigaciones Educativas: Busca desarrollar estrategias y metodologías de enseñanza que permitan maximizar el potencial académico del estudiantado. Sus principales áreas de investigación son: administración y planificación de la educación, formación magisterial, diseño curricular, y evaluación pedagógica.[228]
- Unidad de Investigación de Derecho y Ciencia Política: Fundada en 1998, es la encargada de la elaboración de trabajos de investigación sobre las disciplinas jurídicas y de ciencia política, así como de la presentación de estas en eventos académicos pertinentes.[229]
- Instituto de Investigación Histórico Sociales: Fundado en 1988, es el instituto responsable de las investigaciones y publicaciones de la universidad en el ámbito de las ciencias histórico-sociales. Coordina además diversas actividades académicas relacionadas con los precesos de investigación social.[230]

### Grupos de investigación
Además de los institutos de investigación, la universidad cuenta con alrededos de 500 grupos de investigación agrupados por áreas académica y facultad, estos son los núcleos de investigación de temáticas específicas que operan bajo el liderazgo de docentes investigadores apoyados por estudiantes, egresados e investigadores asociados.

### Producción y publicaciones científicas
Según un balance que elaboró el Consejo Nacional de Ciencia, Tecnología e Innovación Tecnológica del Perú en el año 2009, se identificó que el 20 % de la producción científica peruana había sido generada por la Universidad Nacional Mayor de San Marcos, siendo la institución peruana de mayor producción científica en todas las líneas de actividad. De la misma forma, según diversas recientes ediciones del Ranking Iberoamericano de instituciones de investigación —elaborado por SCImago research group—, la Universidad de San Marcos se ha posicionado en el Perú como la institución de mayor cantidad de producción científica y la principal universidad pública en actividad investigadora. Varias publicaciones científicas de la Universidad de San Marcos y sus institutos de investigación aparecen en prestigiosas revistas de divulgación científica, como en las revistas Nature y Science.
A continuación se incluye el número de publicaciones científicas de la Universidad de San Marcos desde 1990 hasta el 2021 —año más reciente de data publicada y considerada por la edición 2023 del SCImago Institutions Rankings—:
| Publicaciones científicas anuales de 1990 a 2005, según los reportes oficiales disponibles | Publicaciones científicas anuales de 1990 a 2005, según los reportes oficiales disponibles | Publicaciones científicas anuales de 1990 a 2005, según los reportes oficiales disponibles | Publicaciones científicas anuales de 1990 a 2005, según los reportes oficiales disponibles | Publicaciones científicas anuales de 1990 a 2005, según los reportes oficiales disponibles | Publicaciones científicas anuales de 1990 a 2005, según los reportes oficiales disponibles | Publicaciones científicas anuales de 1990 a 2005, según los reportes oficiales disponibles | Publicaciones científicas anuales de 1990 a 2005, según los reportes oficiales disponibles | Publicaciones científicas anuales de 1990 a 2005, según los reportes oficiales disponibles | Publicaciones científicas anuales de 1990 a 2005, según los reportes oficiales disponibles | Publicaciones científicas anuales de 1990 a 2005, según los reportes oficiales disponibles | Publicaciones científicas anuales de 1990 a 2005, según los reportes oficiales disponibles | Publicaciones científicas anuales de 1990 a 2005, según los reportes oficiales disponibles | Publicaciones científicas anuales de 1990 a 2005, según los reportes oficiales disponibles | Publicaciones científicas anuales de 1990 a 2005, según los reportes oficiales disponibles | Publicaciones científicas anuales de 1990 a 2005, según los reportes oficiales disponibles | Publicaciones científicas anuales de 1990 a 2005, según los reportes oficiales disponibles |
| ------------------------------------------------------------------------------------------ | ------------------------------------------------------------------------------------------ | ------------------------------------------------------------------------------------------ | ------------------------------------------------------------------------------------------ | ------------------------------------------------------------------------------------------ | ------------------------------------------------------------------------------------------ | ------------------------------------------------------------------------------------------ | ------------------------------------------------------------------------------------------ | ------------------------------------------------------------------------------------------ | ------------------------------------------------------------------------------------------ | ------------------------------------------------------------------------------------------ | ------------------------------------------------------------------------------------------ | ------------------------------------------------------------------------------------------ | ------------------------------------------------------------------------------------------ | ------------------------------------------------------------------------------------------ | ------------------------------------------------------------------------------------------ | ------------------------------------------------------------------------------------------ |
| Año de publicación                                                                         | 1990                                                                                       | 1991                                                                                       | 1992                                                                                       | 1993                                                                                       | 1994                                                                                       | 1995                                                                                       | 1996                                                                                       | 1997                                                                                       | 1998                                                                                       | 1999                                                                                       | 2000                                                                                       | 2001                                                                                       | 2002                                                                                       | 2003                                                                                       | 2004                                                                                       | 2005                                                                                       |
| N.° de publicaciones                                                                       | 23                                                                                         | 30                                                                                         | 18                                                                                         | 23                                                                                         | 15                                                                                         | 32                                                                                         | 18                                                                                         | 28                                                                                         | 26                                                                                         | 26                                                                                         | 25                                                                                         | 31                                                                                         | 42                                                                                         | 59                                                                                         | 59                                                                                         | 58                                                                                         |
| Fuente: Thomson Scientific (Institute for Scientific Information)                          |                                                                                            |                                                                                            |                                                                                            |                                                                                            |                                                                                            |                                                                                            |                                                                                            |                                                                                            |                                                                                            |                                                                                            |                                                                                            |                                                                                            |                                                                                            |                                                                                            |                                                                                            |                                                                                            |

| Publicaciones científicas quinquenales de 2003 a 2021, según los reportes oficiales disponibles | Publicaciones científicas quinquenales de 2003 a 2021, según los reportes oficiales disponibles | Publicaciones científicas quinquenales de 2003 a 2021, según los reportes oficiales disponibles | Publicaciones científicas quinquenales de 2003 a 2021, según los reportes oficiales disponibles | Publicaciones científicas quinquenales de 2003 a 2021, según los reportes oficiales disponibles | Publicaciones científicas quinquenales de 2003 a 2021, según los reportes oficiales disponibles | Publicaciones científicas quinquenales de 2003 a 2021, según los reportes oficiales disponibles | Publicaciones científicas quinquenales de 2003 a 2021, según los reportes oficiales disponibles | Publicaciones científicas quinquenales de 2003 a 2021, según los reportes oficiales disponibles | Publicaciones científicas quinquenales de 2003 a 2021, según los reportes oficiales disponibles | Publicaciones científicas quinquenales de 2003 a 2021, según los reportes oficiales disponibles | Publicaciones científicas quinquenales de 2003 a 2021, según los reportes oficiales disponibles | Publicaciones científicas quinquenales de 2003 a 2021, según los reportes oficiales disponibles | Publicaciones científicas quinquenales de 2003 a 2021, según los reportes oficiales disponibles | Publicaciones científicas quinquenales de 2003 a 2021, según los reportes oficiales disponibles | Publicaciones científicas quinquenales de 2003 a 2021, según los reportes oficiales disponibles | Publicaciones científicas quinquenales de 2003 a 2021, según los reportes oficiales disponibles |
| ----------------------------------------------------------------------------------------------- | ----------------------------------------------------------------------------------------------- | ----------------------------------------------------------------------------------------------- | ----------------------------------------------------------------------------------------------- | ----------------------------------------------------------------------------------------------- | ----------------------------------------------------------------------------------------------- | ----------------------------------------------------------------------------------------------- | ----------------------------------------------------------------------------------------------- | ----------------------------------------------------------------------------------------------- | ----------------------------------------------------------------------------------------------- | ----------------------------------------------------------------------------------------------- | ----------------------------------------------------------------------------------------------- | ----------------------------------------------------------------------------------------------- | ----------------------------------------------------------------------------------------------- | ----------------------------------------------------------------------------------------------- | ----------------------------------------------------------------------------------------------- | ----------------------------------------------------------------------------------------------- |
| Años de publicaciones                                                                           | 2003-2007                                                                                       | 2004-2008                                                                                       | 2005-2009                                                                                       | 2006-2010                                                                                       | 2007-2011                                                                                       | 2008-2012                                                                                       | 2009-2013                                                                                       | 2011-2015                                                                                       | 2012-2016                                                                                       | 2013-2017                                                                                       | 2014-2018                                                                                       | 2015-2019                                                                                       | 2017-2021                                                                                       |                                                                                                 |                                                                                                 |                                                                                                 |
| N.° de publicaciones                                                                            | 342                                                                                             | 383                                                                                             | 438                                                                                             | 535                                                                                             | 638                                                                                             | 750                                                                                             | 892                                                                                             | 1125                                                                                            | 1265                                                                                            | 1386                                                                                            | 1574                                                                                            | 1791                                                                                            | 3538                                                                                            |                                                                                                 |                                                                                                 |                                                                                                 |
| Fuente: Ranking Iberoamericano SIR                                                              |                                                                                                 |                                                                                                 |                                                                                                 |                                                                                                 |                                                                                                 |                                                                                                 |                                                                                                 |                                                                                                 |                                                                                                 |                                                                                                 |                                                                                                 |                                                                                                 |                                                                                                 |                                                                                                 |                                                                                                 |                                                                                                 |

Las principales publicaciones científicas de la Universidad de San Marcos se realizan en las revistas académicas Alma Máter —humanidades, ciencias sociales, y ciencias empresariales— y Theorema —ciencias básicas, ciencias de la salud, e ingenierías—, y en las 20 revistas oficiales de cada una de las facultades de la universidad, las cuales se listan a continuación —es preciso indicar que además de las revistas listadas abajo, cada escuela profesional cuenta también con una revista académica propia:

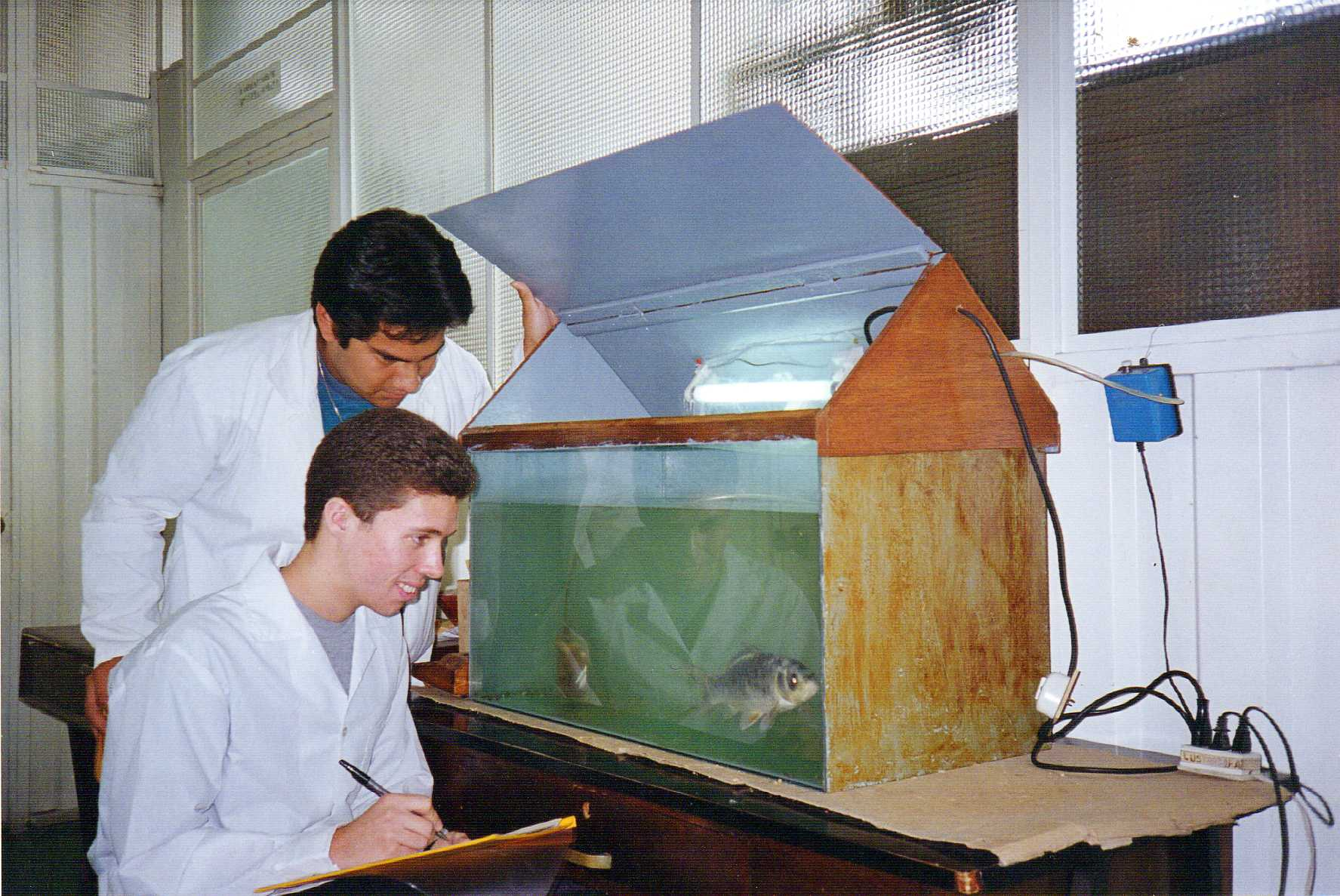
Experimento de discriminación visual con ejemplares de pez carpa común (Cyprinus carpio), desarrollado en el antiguo laboratorio de psicología experimental de la universidad, 1998.

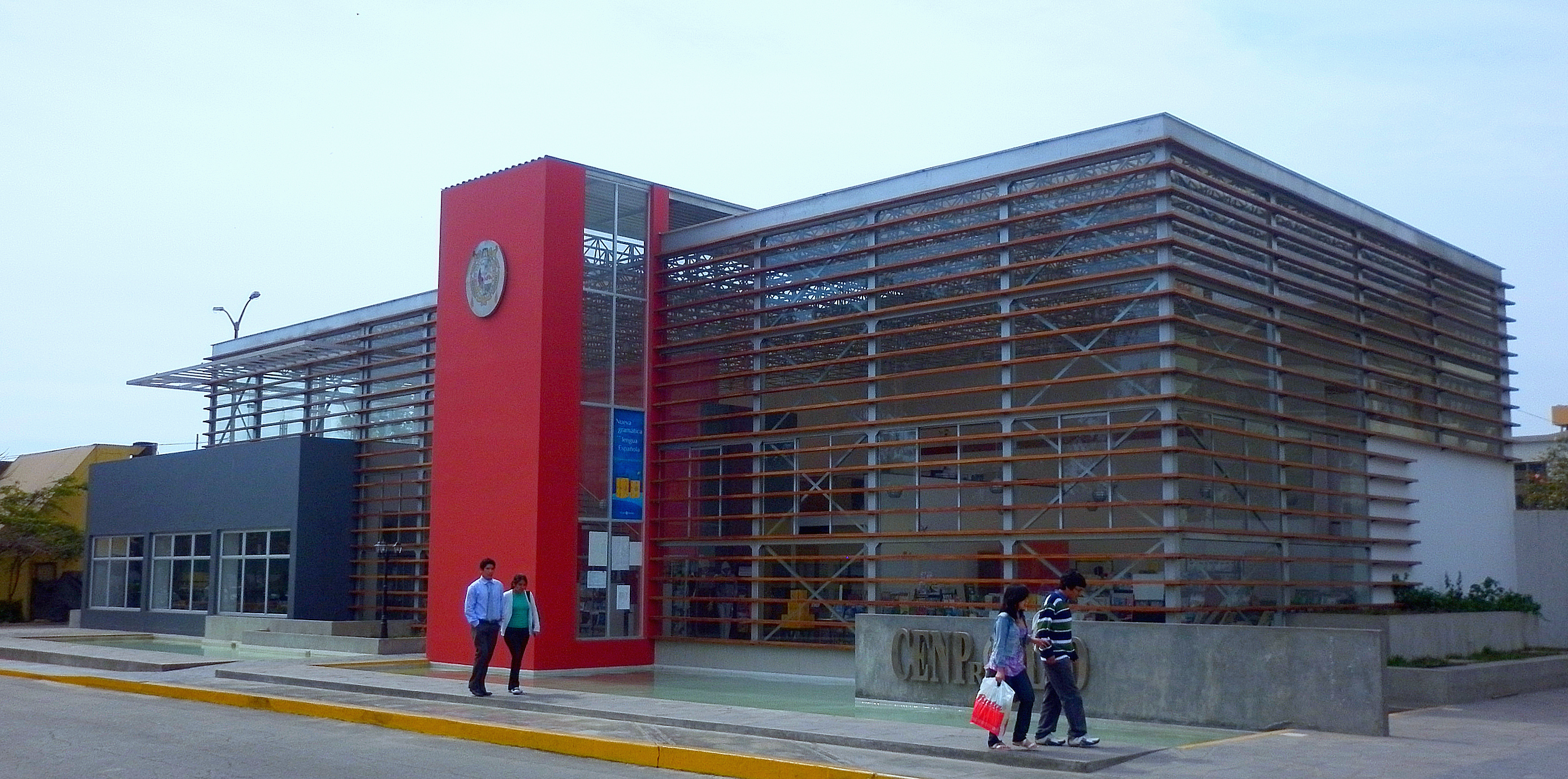
Librería de la universidad, lugar donde se pueden adquirir las publicaciones del Fondo Editorial de la Universidad Nacional Mayor de San Marcos, así como diversas revistas científicas sanmarquinas.

| Ciencias de la salud: - FMSF: Anales de la Facultad de Medicina - FFB: Ciencia e Investigación - FO: Odontología Sanmarquina - FMV: Revista de Investigaciones Veterinarias del Perú - FPSI: Revista de Investigación en Psicología Ciencias básicas: - FQIQ: Revista Peruana de Química e Ingeniería Química - FCB: Revista Peruana de Biología - FCF: Revista de Investigación de Física - FCM: Pesquimat | Ingenierías: - FIGMMG: Revista del Instituto de Investigación de la Facultad de Minas, Metalurgia y Ciencias Geográficas - FII: Industrial Data - FIEE: Electrónica-UNMSM - FISI: Revista de Investigación de Sistemas e Informática Ciencias económicas y de la gestión: - FCA: Gestión en el Tercer Milenio - FCC: Quipukamayoc - FCE: Pensamiento Crítico | Humanidades y ciencias jurídicas y sociales: - FLCH: Letras - FLCH: Escritura y Pensamiento - FEDU: Investigación Educacional - FDCP: Docentia et Investigatio - FCS: Investigaciones Sociales |

A continuación se da una breve descripción de las principales publicaciones académicas de las facultades de la Universidad de San Marcos, listadas anteriormente:
- Anales de la Facultad de Medicina: Es la principal publicación oficial de la Facultad de Medicina «San Fernando» destinada a la difusión de asuntos de educación, investigación y temas relacionados con la medicina, a la práctica médica, a la enseñanza médica universitaria y al mejoramiento de la salud pública.[248]
- Ciencia e Investigación: Es una publicación del Instituto de Investigación de la Facultad de Farmacia y Bioquímica. Se encarga de publicar artículos de carácter científico, originales e inéditos en el campo de las ciencias farmacéuticas y biomédicas.[249]
- Odontología Sanmarquina: Es la revista científica publicada por el Instituto de Investigación Estomatológica de la Facultad de Odontología. Difunde información científica y técnica relacionada con las áreas de la estomatología y odontología.[250]
- Revista de Investigaciones Veterinarias del Perú: La principal revista de la Facultad de Medicina Veterinaria difunde artículos científicos originales relacionados con el campo de las ciencias veterinarias, especialmente en las áreas de producción y salud animal, salud pública y educación veterinaria, así como en las áreas de anatomía, histología, farmacología, fisiología, nutrición, forrajes y genética. Los trabajos tratan sobre animales de compañía, de producción, de fauna silvestre y de laboratorio.[251]
- Revista de Investigación en Psicología: Es una publicación del Instituto de Investigaciones Psicológicas de la Facultad de Psicología, dedicada a difundir las investigaciones en los temas de la psicología científica, en todas las áreas de investigación, en las modalidades cualitativas y cuantitativas.[252]

- Revista Peruana de Química e Ingeniería Química: Es una publicación científica semestral editada por la Unidad de Investigación de la Facultad de Química e Ingeniería Química. La revista difunde artículos científicos originales e inéditos en el campo de las ciencias químicas y de la ingeniería química, elaborados tanto por investigadores nacionales como extranjeros.[253]
- Revista Peruana de Biología: Es una publicación científica arbitrada producida por el Instituto de Investigaciones de Ciencias Biológicas «Antonio Raimondi», de la Facultad de Ciencias Biológicas de la universidad. Se encarga de publicar artículos completos, originales e inéditos en los temas de biodiversidad, biotecnología, ecología, manejo ambiental y biomedicina.[254]
- Revista de Investigación de Física: Es una publicación científica arbitrada, editada por la Facultad de Ciencias Físicas. Se dedica a la publicación de artículos de contribución en física y artículos de enseñanza de la física que resulten de un proceso riguroso de iniciación científica y entrenamiento en investigación.[255]
- Pesquimat: Es una publicación del Instituto de Investigación de la Facultad de Ciencias Matemáticas. Difunde artículos originales e inéditos que contribuyen al conocimiento en las áreas de matemática pura, estadística, investigación operativa y computación científica.[256]
- Revista del Instituto de Investigación de la Facultad de Ingeniería Geológica, Minera, Metalúrgica y Geográfica: Es una publicación del Instituto de Investigación de la Facultad de Ingeniería Geológica, Minera, Metalúrgica y Geográfica que se encarga de publicar resultados de investigaciones originales e inéditas en el área de ciencias de la tierra.[257]
- Industrial Data: Es la principal publicación científica, de periodicidad semestral, editada por el Instituto de Investigación de la Facultad de Ingeniería Industrial. Se publican trabajos de investigación originales e inéditos en el campo de la ingeniería industrial y áreas afines.[258]

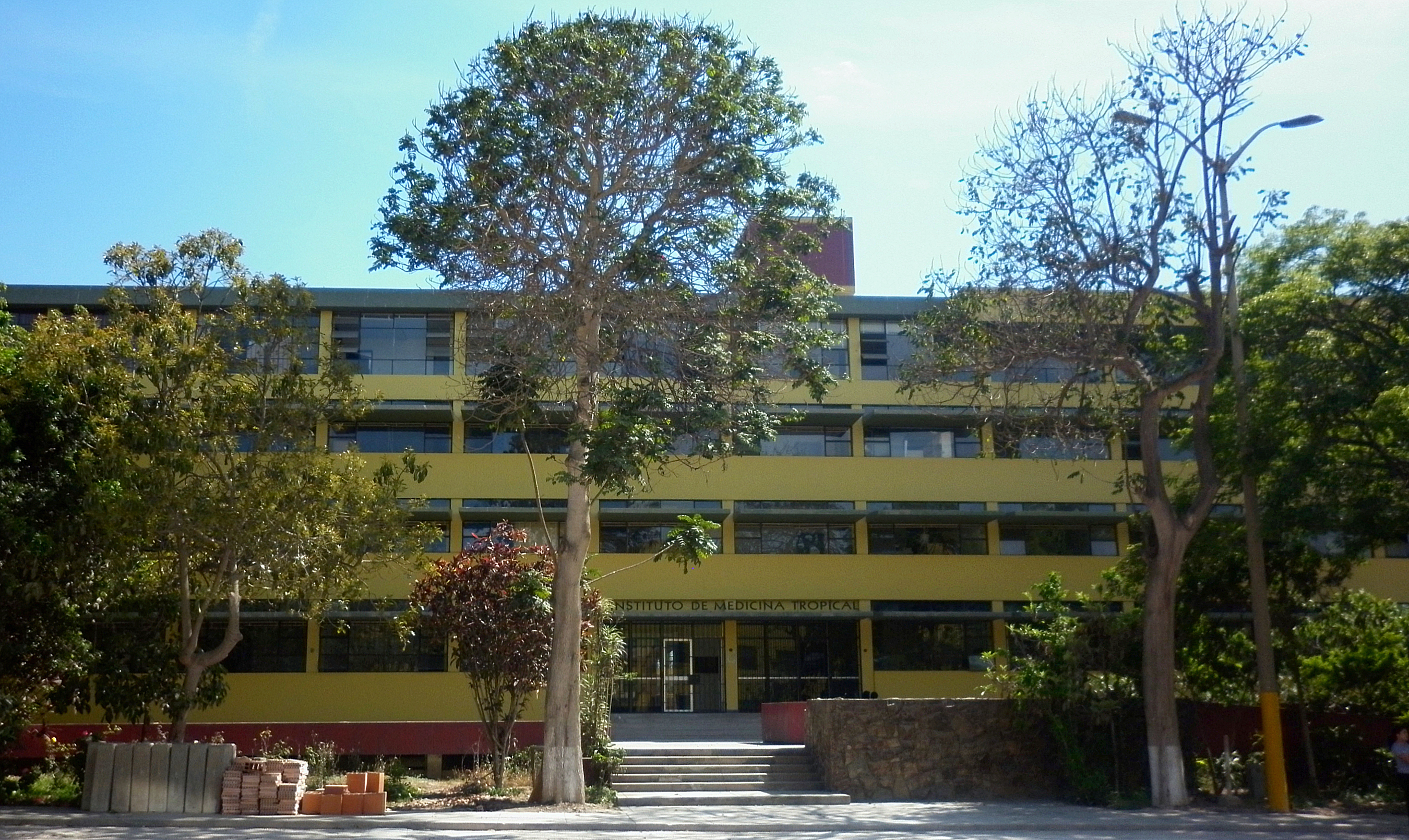
Local del Instituto de Medicina Tropical "Daniel A. Carrión", ubicado en la Ciudad Universitaria de la Universidad Nacional Mayor de San Marcos.

- Electrónica-UNMSM: Es la revista científica editada por el Instituto de Investigación de la Facultad de Ingeniería Eléctrica y Electrónica. Difunde artículos primarios y originales en los temas de ingeniería eléctrica, electrónica, telecomunicaciones, tecnologías de la información, telemática, entre otros.[259]
- Revista de Investigación de Sistemas e Informática: Es una publicación científica editada por el Instituto de Investigaciones de la Facultad de Ingeniería de Sistemas e Informática. De periodicidad semestral, se dedica a publicar artículos originales e inéditos en los temas relacionados con el campo de la ingeniería de sistemas, ingeniería de software, ciencias de la computación e informática.[260]
- Gestión en el Tercer Milenio: Publicado por la Unidad de Investigación de la Facultad de Ciencias Administrativas, incluye los resultados de investigaciones en el campo de la administración desarrolladas por docentes e investigadores, así como aportes de profesionales del mundo académico y empresarial.[261]
- Quipukamayoc: Es la revista de investigación contable editada por el Instituto de Investigación de la Facultad de Ciencias Contables, que promueve y difunde artículos sobre temas de actualidad contable de alto nivel académico, tanto para la comunidad universitaria como empresarial.[262]
- Pensamiento Crítico: Es publicada por el Instituto de Investigación de la Facultad de Ciencias Económicas, difunde trabajos que abordan los problemas de la economía desde distintas perspectivas. La revista busca ser un espacio para el debate académico que abarque los distintos campos de la economía.[263]
- Letras: Es la revista de difusión científica de la Facultad de Letras y Ciencias Humanas, destinada a la publicación de artículos de investigación, revisión bibliográfica y artículos de opinión vinculados a los estudios humanísticos en el ámbito peruano y latinoamericano.
- Escritura y Pensamiento: Revista publicada por la Unidad de Investigaciones de la Facultad de Letras y Ciencias Humanas, dedicada a temas académicos y de investigación en humanidades —literatura, arte, ciencias de la comunicación y de la información, y filosofía—, lingüística y sobre el pensamiento peruano y latinoamericano.[264]
- Investigación Educativa: Revistas de investigación publicada por el Instituto de Investigación de la Facultad de Educación. Difunde los trabajos de investigación realizados por sus docentes miembros en los campos de la educación y academia.[265]
- Docentia et Investigatio: Es una publicación de la Unidad de Investigación de la Facultad de Derecho y Ciencia Política. Difunde los trabajos de investigación que realizan los docentes y alumnos de la facultad en el afán de contribuir al desarrollo de las ciencias jurídicas y la ciencias políticas.[266]
- Investigaciones Sociales: Es una publicación científica producida por el Instituto de Investigaciones Histórico Sociales de la Facultad de Ciencias Sociales. Su propósito principal es contribuir al esfuerzo que despliegan las ciencias sociales en el Perú, con el examen riguroso de la naturaleza y el contenido de las trasformaciones de la sociedad y la cultura peruana y latinoamericana.[267]

### Fondo editorial
El Fondo Editorial de la Universidad de San Marcos es la división encargada de publicar libros, revistas y periódicos bajo el sello de la universidad, luego de que el contenido de las propuestas hayan superado las instancias de selección, cumplan con las normas de publicación requeridas, y sigan el manual de estilo del sello editorial. Las publicaciones pueden realizarse tanto en formato impreso como digital, y pueden adquirirse en librerías y a través del Centro de Producción, Librería y Distribuidora (CENPROLID) de la universidad, ubicado en la Ciudad Universitaria.

## Cultura

### Centros culturales
En la actualidad la Universidad Nacional Mayor de San Marcos cuenta con dos centros culturales en dos de sus edificios históricos. La conocida Casona de San Marcos —su principal centro cultural— y el Colegio Real de San Marcos.

#### Casona de la Universidad de San Marcos

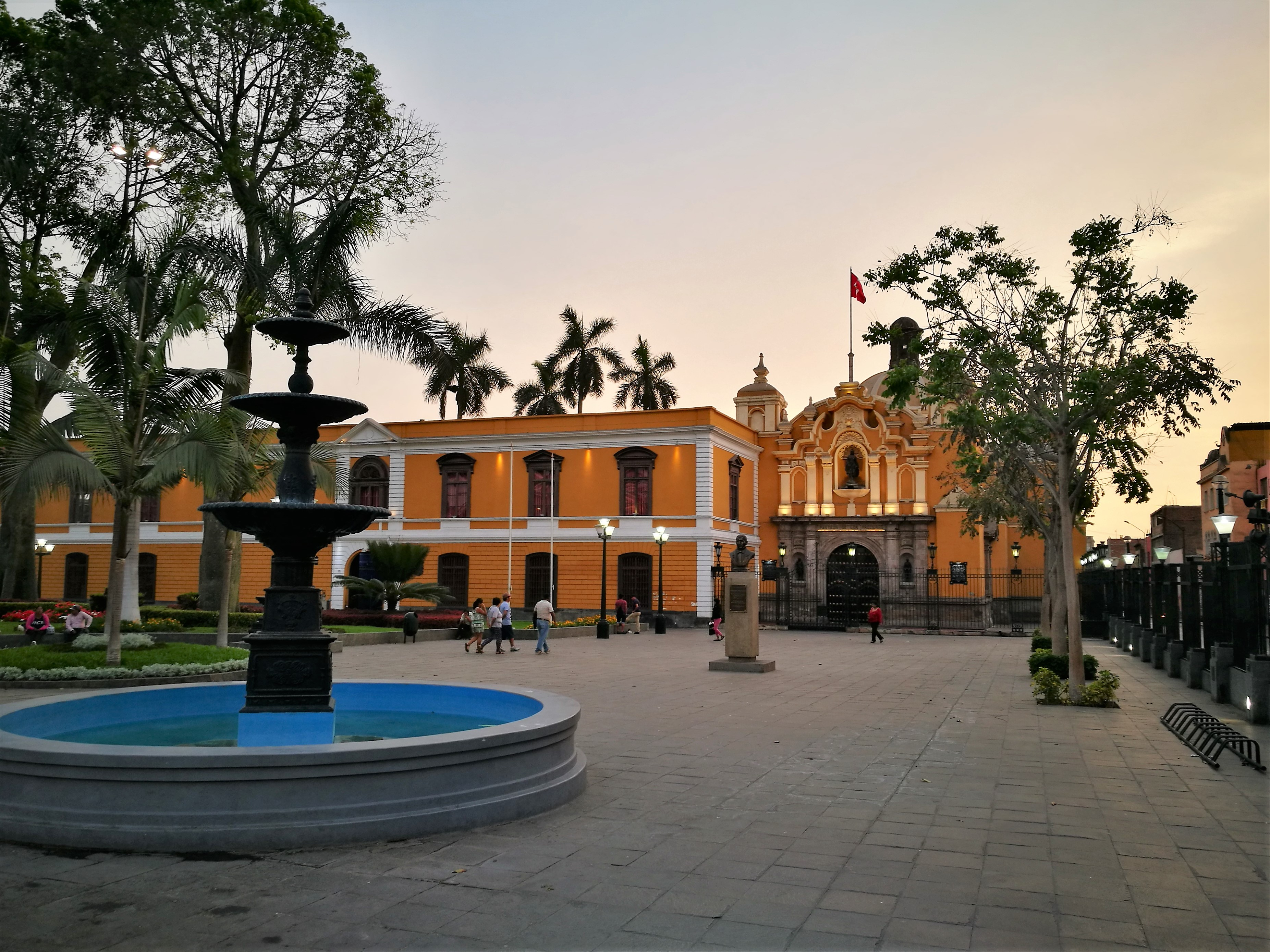
Vista exterior de la Casona de la Universidad Nacional Mayor de San Marcos.

El Centro Cultural «Casona» de San Marcos (CCSM), conocido también como la «Casona del Parque Universitario», es el principal local histórico de la universidad. Fundado como sede del noviciado jesuita de San Antonio Abad, se convierte en la sede central de la universidad el año 1861, quedando como tal hasta mediados del siglo XX, cuando la universidad se traslada a su actual campus de la Ciudad Universitaria. Tras su reciente restauración, la «Casona» es el principal referente de la actividad cultural y artística de la Universidad, y una de las construcciones mejor conservadas de la época colonial en la ciudad de Lima. Es uno de los principales atractivos turísticos del centro histórico de Lima. El complejo forma parte del área y de la lista de edificaciones del centro histórico de la capital que en 1988 fue declarado Patrimonio de la Humanidad por la UNESCO.
La historia de la Casona se remonta al año 1605, cuando Antonio Correa Ureña hace entrega a los jesuitas de un donativo para la construcción de su noviciado o casa de probación. En los primeros años el complejo consistía tan solo de una capilla y dos patios. Tras su destrucción por el terremoto de 1746 fue reconstruida por los jesuitas siguiendo el mismo trazado anterior. Permanecería así hasta 1767, cuando expulsada la orden jesuita del Virreinato del Perú, pasa a ser el local del Real Convictorio de San Carlos. En 1821, proclamada la independencia del Perú, el complejo de la Casona pasó a ser el local principal de la Universidad de San Marcos, alcanzando entonces su máximo esplendor. El salón general de la Casona sanmarquina tuvo importancia histórica como local del primer Congreso Constituyente del Perú en tiempo de independencia, además de ser testigo de los sucesos de la guerra del Pacífico con la invasión chilena en Lima y la destrucción y apropiación de varias de sus colecciones.
Desde el traslado de la universidad, la Casona permaneció como un local de gran valor histórico e importancia no solo para la universidad sino para la ciudad, razón por la cual en 1989 la Universidad Nacional Mayor de San Marcos, la Agencia Española de Cooperación Internacional y el entonces Instituto Nacional de Cultura suscribieron un convenio Perú-España para conseguir la restauración del complejo arquitectónico y adecuándolo a nuevo uso como espacio dedicado a la cultura, investigación y creación artísticas. En la actualidad la Casona, como Centro Cultural de San Marcos, ofrece cursos de extensión cultural, exposiciones y es sede de varios museos universitarios y centros de investigación. Dentro de la Casona destaca el Salón de Grados —antigua Capilla de Loreto—, donde se realizan las ceremonias oficiales de los doctorados honoris causa que otorga la universidad.

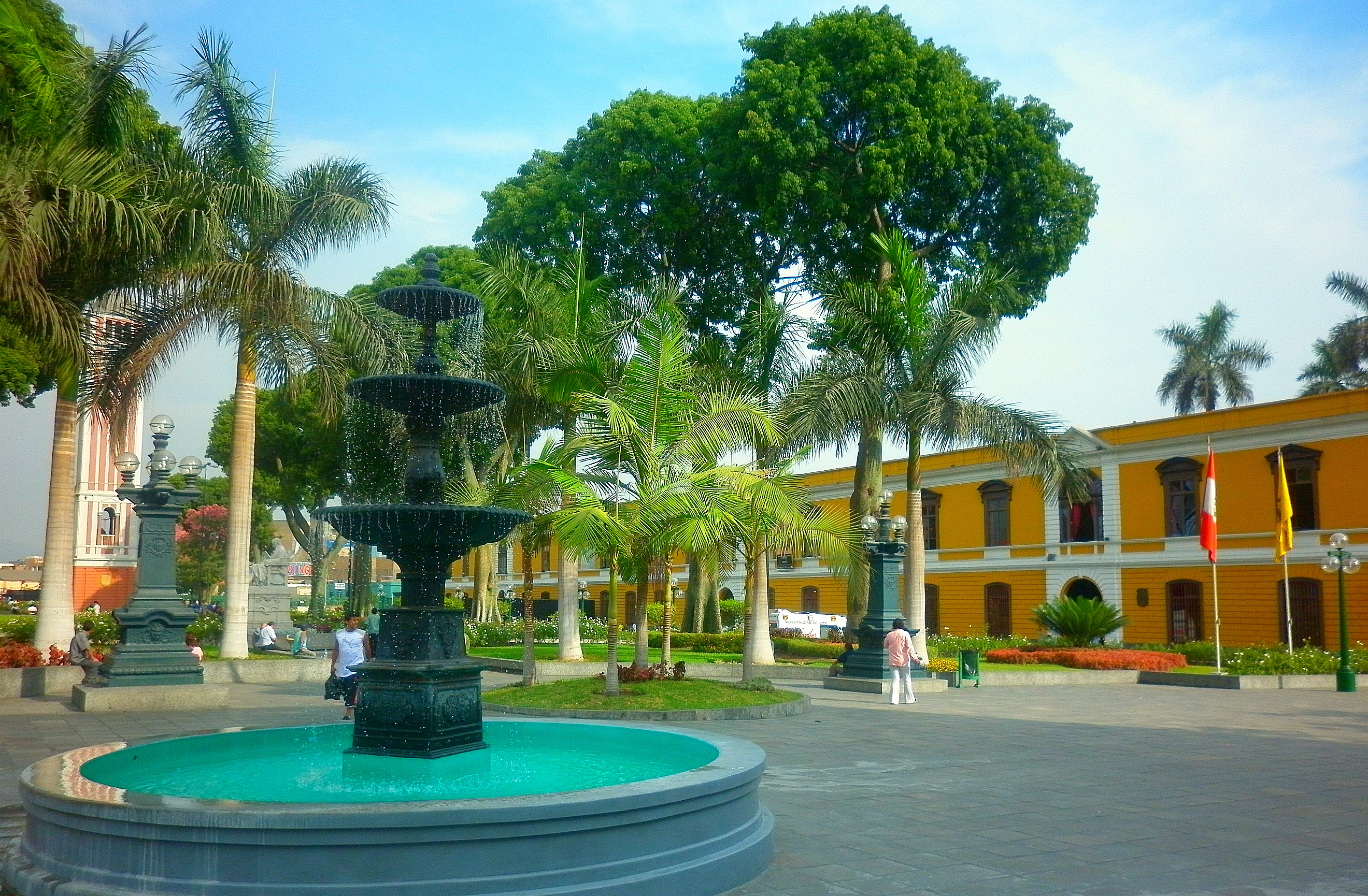
Casona de San Marcos y Parque univesitario
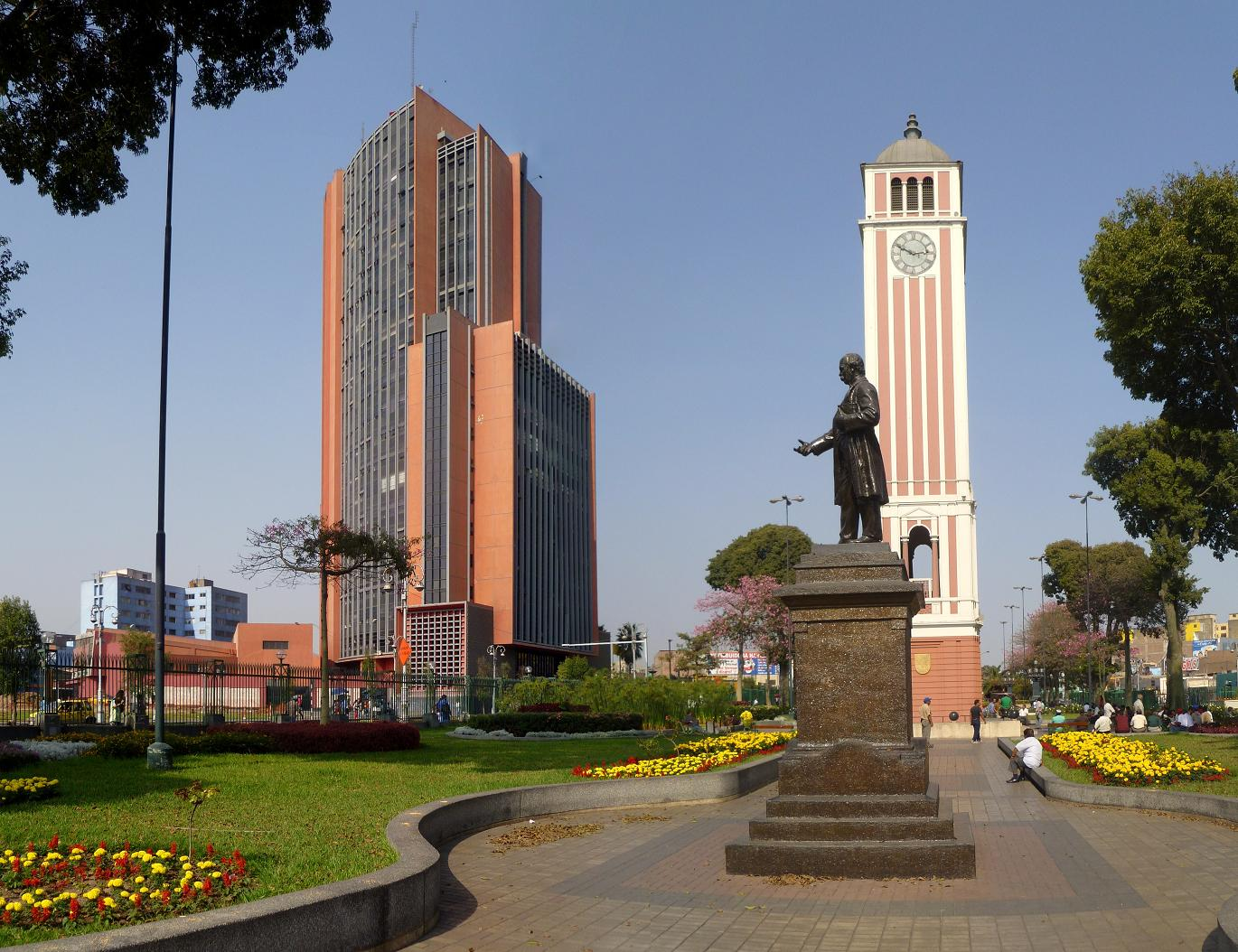
Parque univesitario y Reloj universitario
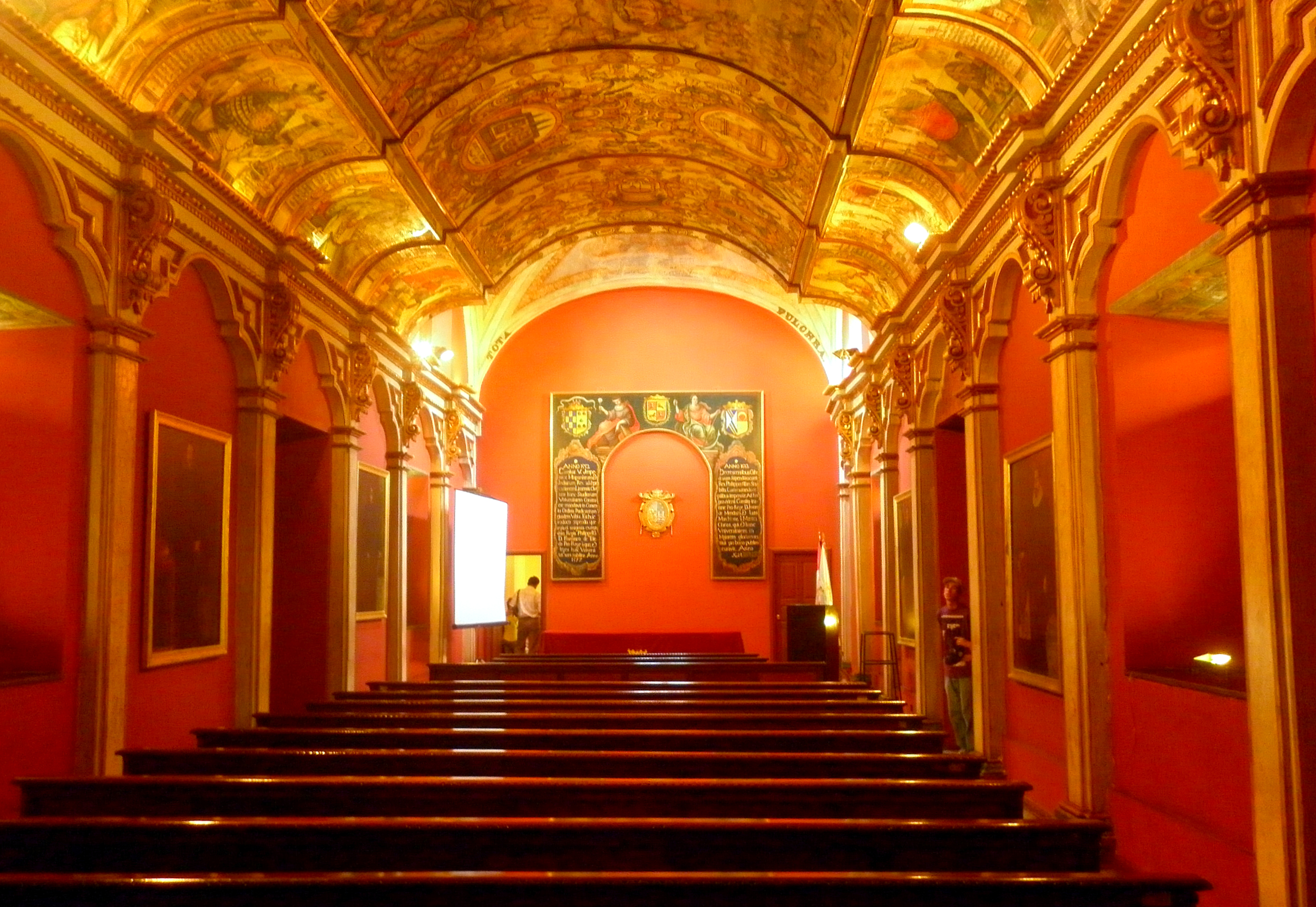
Salón de Grados
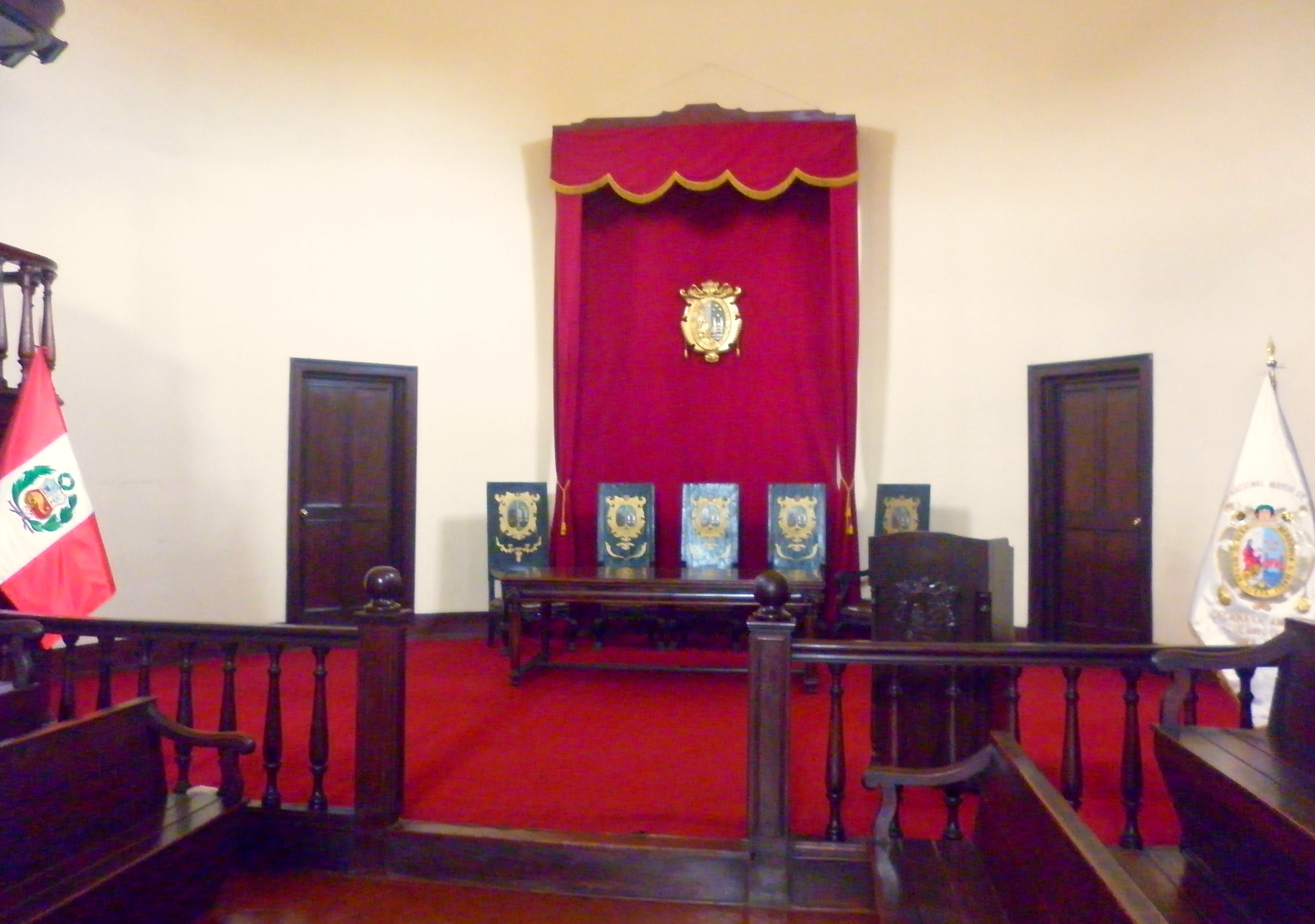
Salón General
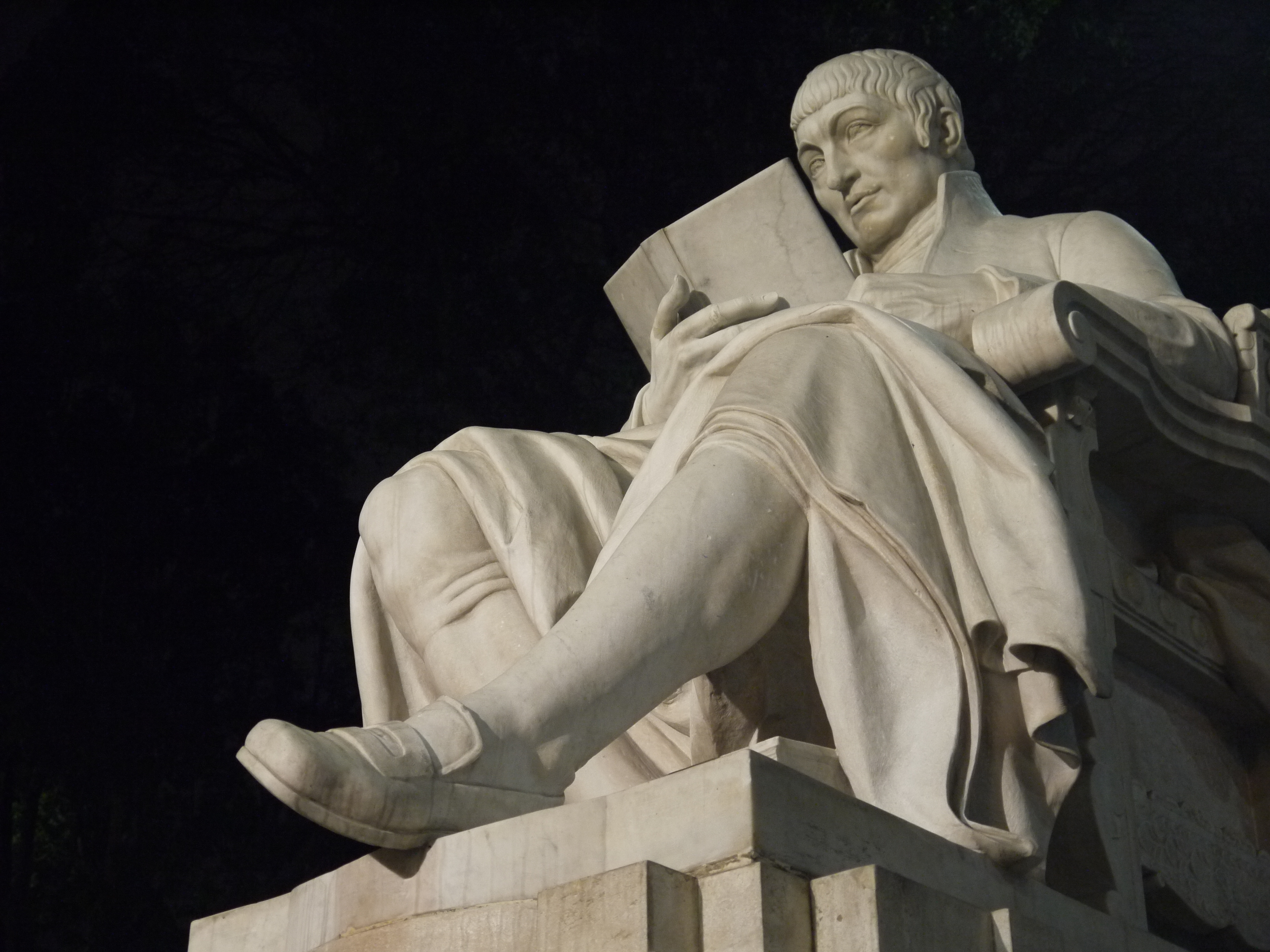
Estatua de Hipólito Unanue
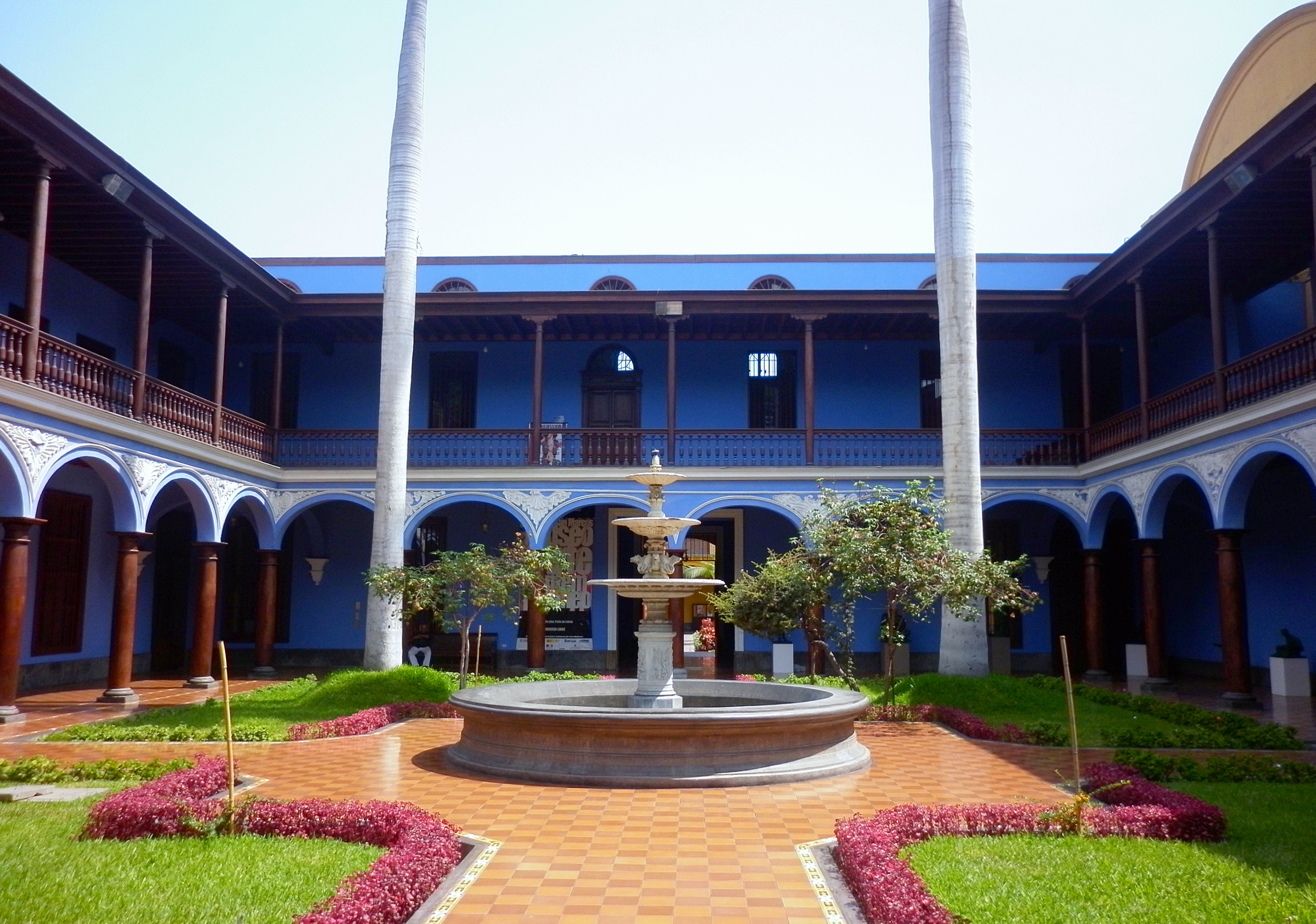
Patio de Derecho
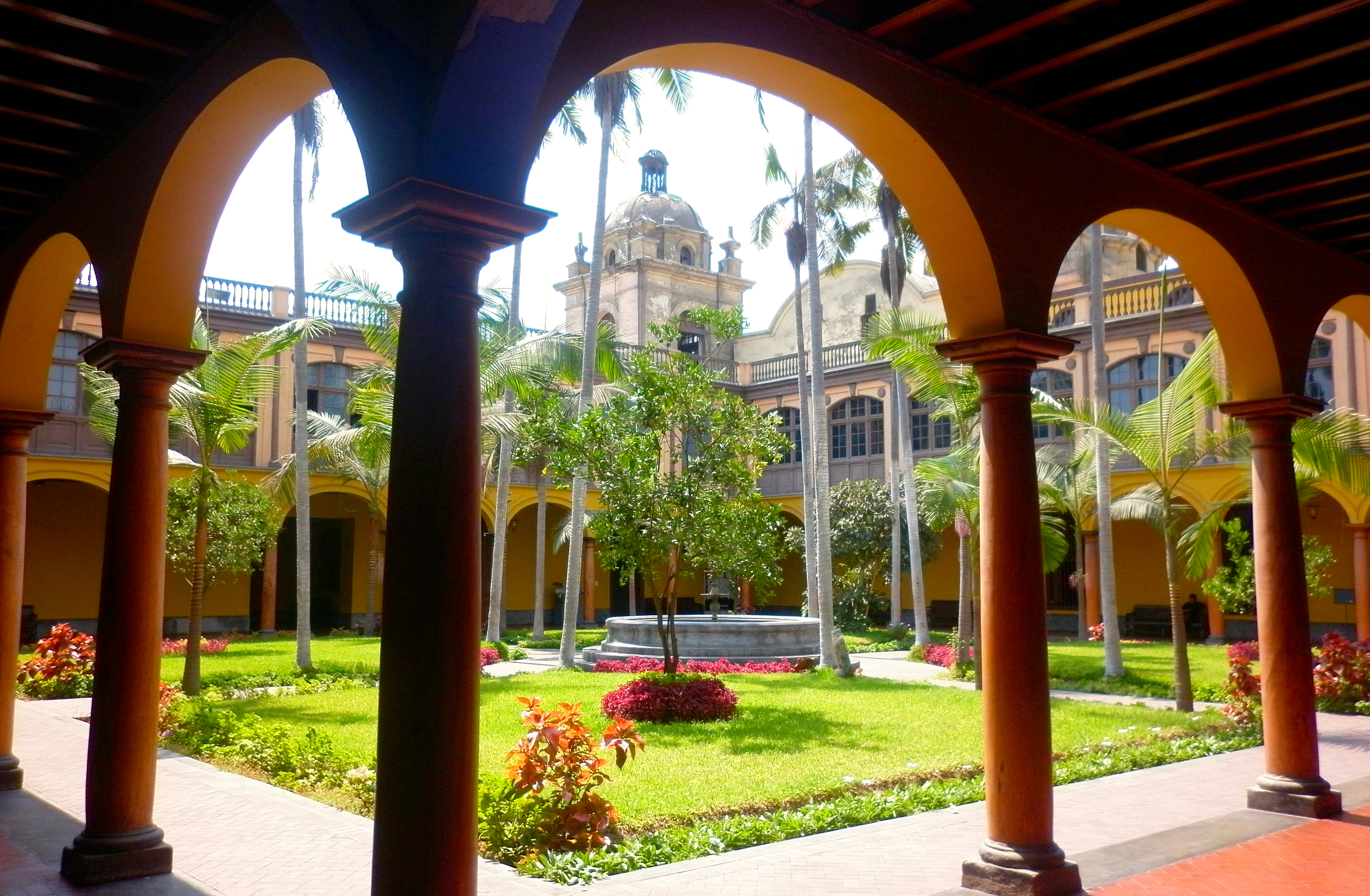
Patio de Letras
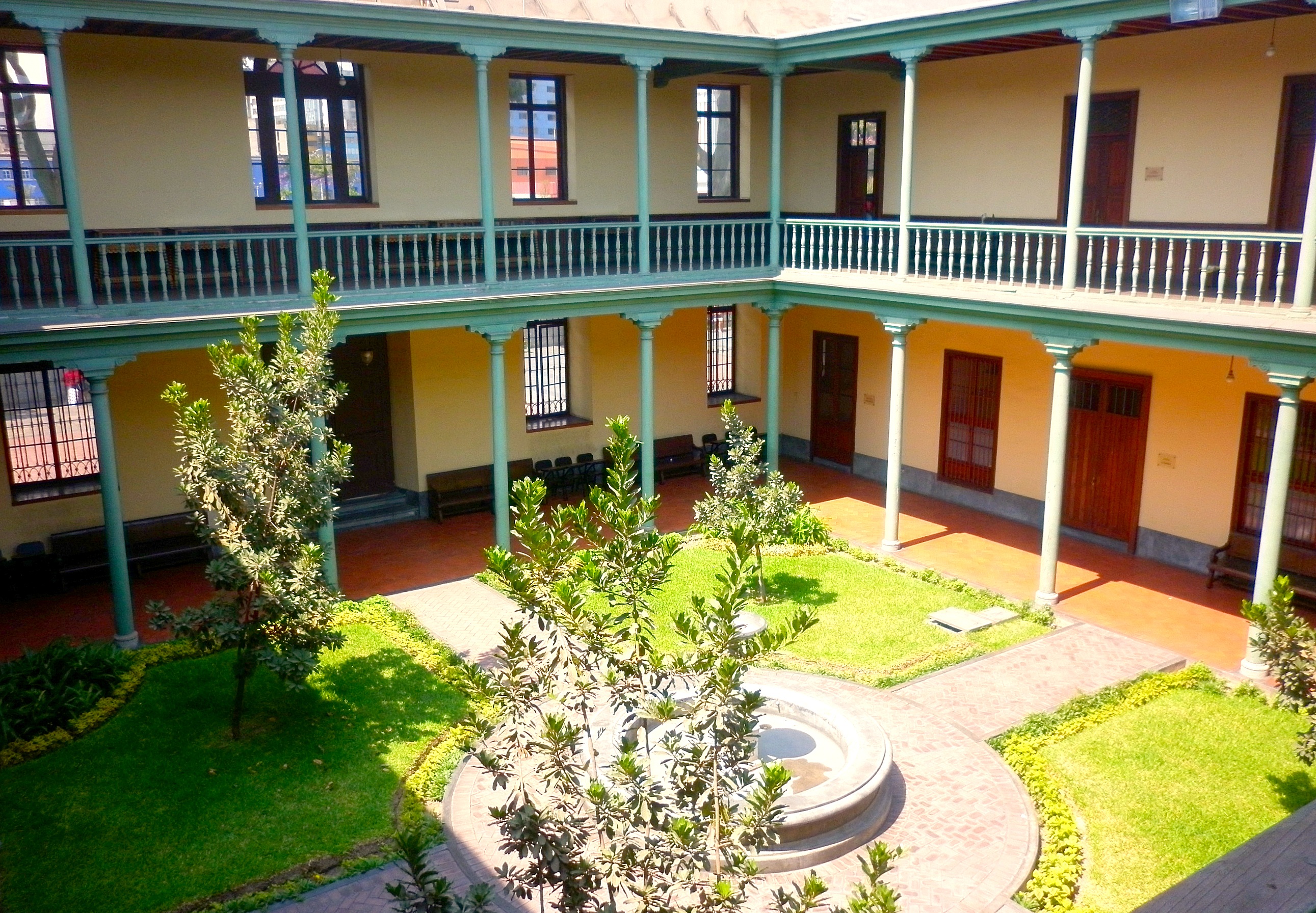
Patio de Ciencias
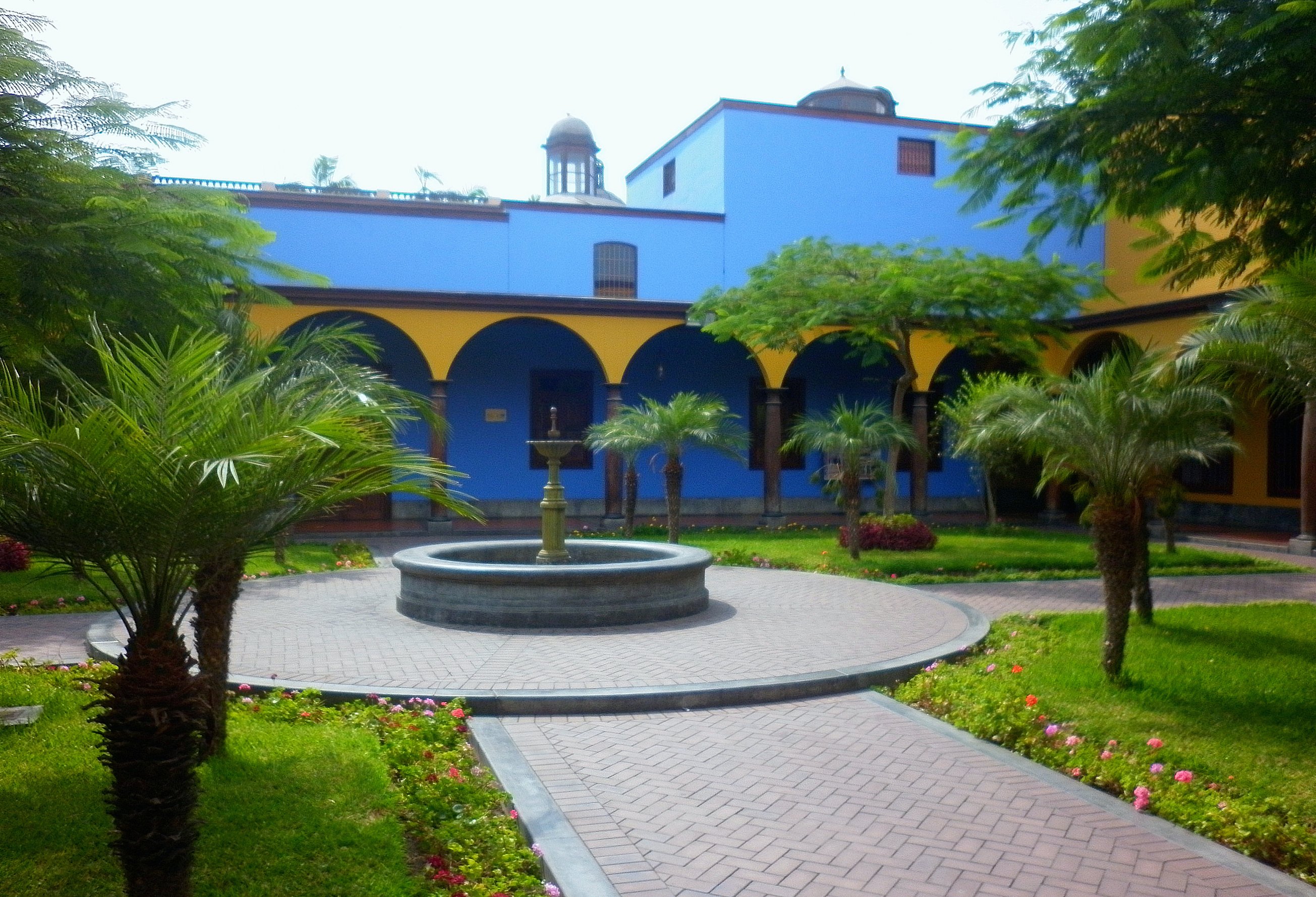
Patio de Jazmines
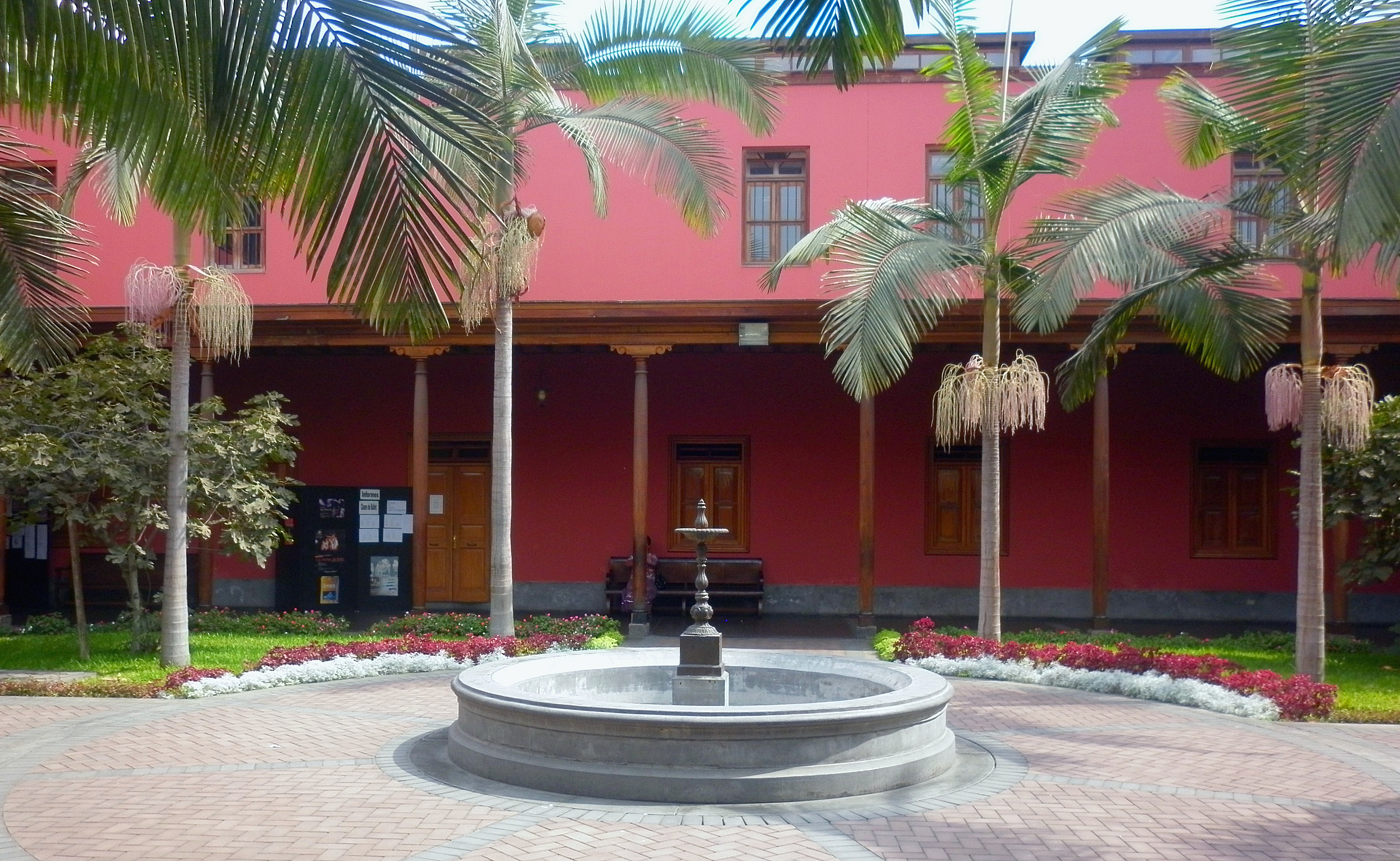
Patio de Chicos

#### Colegio Real de la Universidad de San Marcos

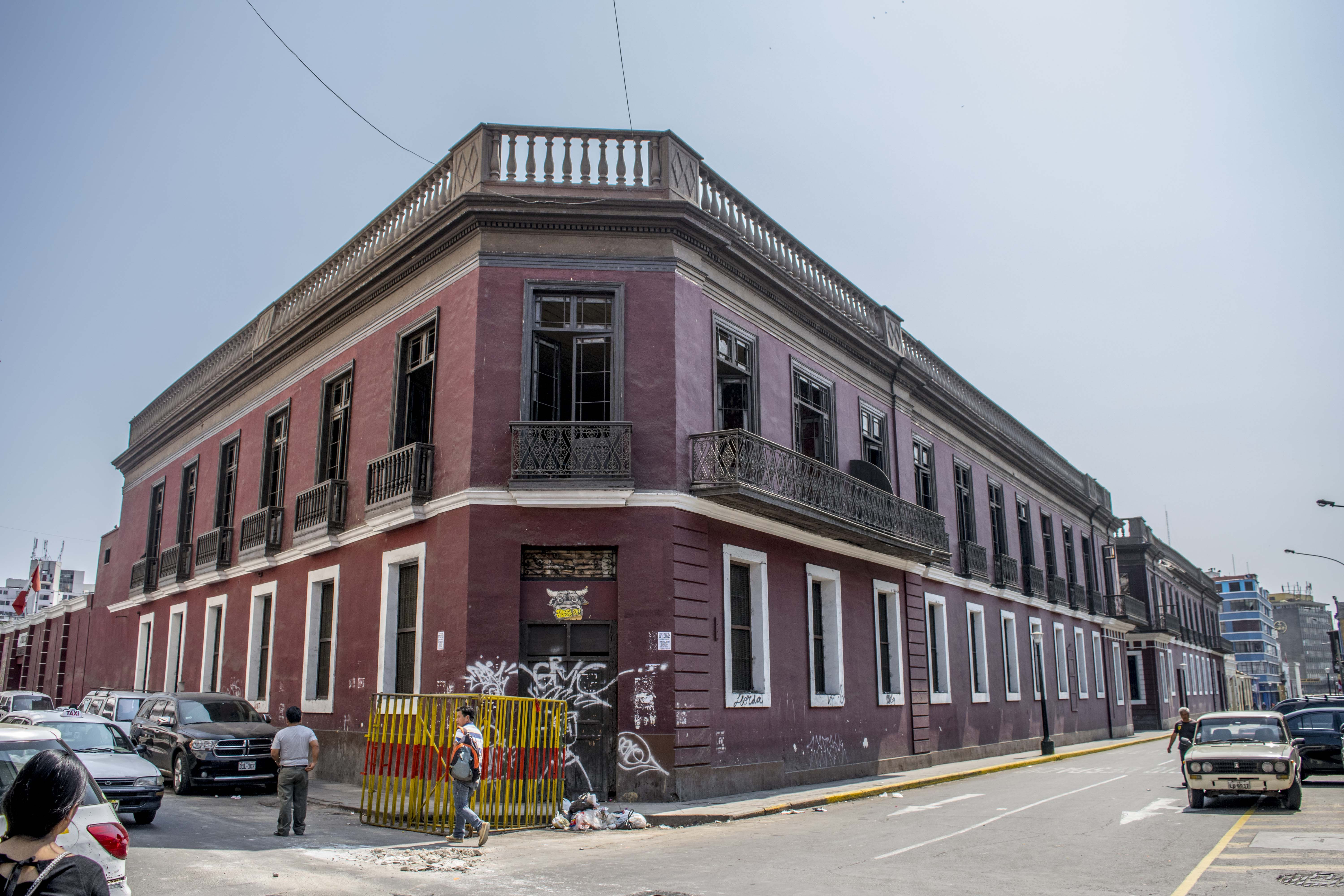
Vista exterior del Colegio Real de la Universidad Nacional Mayor de San Marcos.

El Centro Cultural «Colegio Real» de las Culturas Peruanas Contemporáneas, constituido como tal en el 2006, es el segundo centro cultural de la Universidad de San Marcos y también uno de los edificios históricos de Lima al localizarse en los ambientes del antiguo «Colegio Real» de San Marcos que data del período colonial, al costado del Congreso de la República del Perú. Está conformado por tres dependencias de la universidad: El Instituto de Lingüística Aplicada CILA, el Archivo Histórico «Domingo Angulo» de la Universidad de San Marcos, y del Seminario de Historia Rural Andina. Regularmente se realizan exposiciones y muestras, que principalmente toman lugar en la sala de exposiciones del Colegio Real.
La historia del Colegio Real se remonta a fines del siglo XVI, cuando fue fundado por iniciativa del virrey Francisco Álvarez de Toledo en 1592. Fue un colegio con estudios de cánones y leyes, para la educación de los hijos, nietos y descendientes de los conquistadores españoles y pobladores del reino, así como para las personas de reconocidos méritos. El rector del colegio era también el rector de la Universidad de San Marcos; la administración cotidiana del colegio recaía en el vicerrector, que residía en el claustro. Ambos cargos tenían una duración de dos años y se mantenían aún en el caso de que el rector dejase de serlo de la Universidad. El bienio rectoral corría a partir del 28 de junio, víspera de la festividad de San Pedro y San Pablo. En el Colegio se guardaban las constituciones y ceremonias del Colegio Mayor Santa Cruz. Después de las reformas borbónicas que provocaron la expulsión de los jesuitas, el plantel se refundió en el Convictorio de San Carlos. A fines del siglo XVIII, el Inspector de Guerra Gabriel de Avilés y del Fierro dedicó el local a cuartel del Regimiento Real de Lima. Posteriormente durante la época republicana fue sede del Estado Mayor del Ejército. Desde fines del siglo XX, la Universidad de San Marcos le ha dado al Colegio Real las funciones de un Centro Cultural y Archivo Histórico.

### Organizaciones culturales
Además de sus centros culturales, la Universidad de San Marcos cuenta con varias organizaciones que cumplen funciones de preservación, investigación y difusión cultural.

#### Centros de altos estudios y de investigaciones
La Universidad de San Marcos cuenta con los siguientes centros de altos estudios y de investigaciones, dos de los cuales funcionan además como casas-museo y cuentan con sus respectivas bibliotecas especializadas:

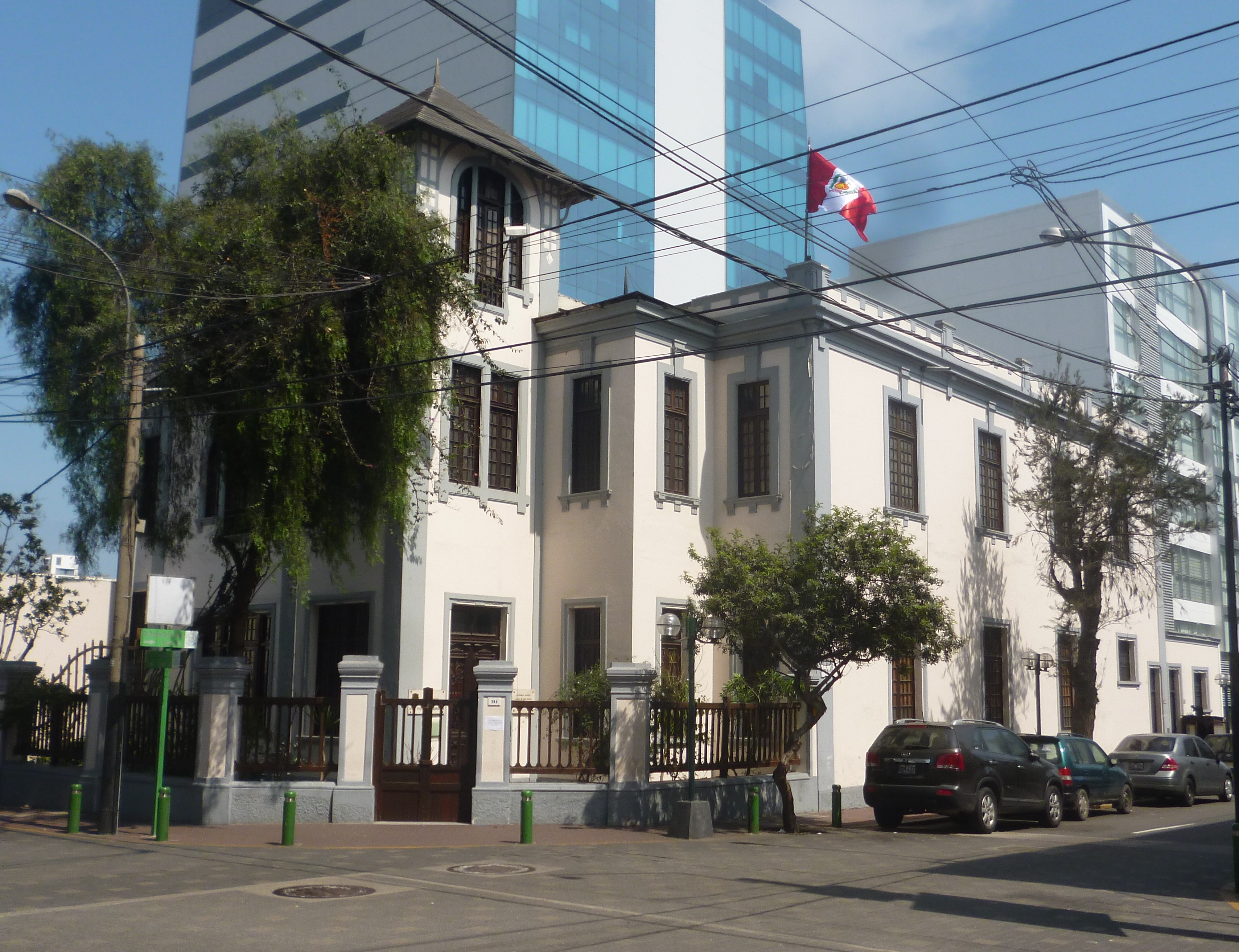
Vista exterior del Instituto Raúl Porras Barrenechea: Centro de Altos Estudios y de Investigaciones Peruanas.

- El Instituto Raúl Porras Barrenechea: Centro de Altos Estudios y de Investigaciones Peruanas (IRPB) fue creado en homenaje al ilustre maestro sanmarquino Raúl Porras Barrenechea. El instituto tiene a su cargo: la Casa-Museo Raúl Porras Barrenechea —parte de la Ruta Literaria «Mario Vargas Llosa»—, declarada monumento histórico y artístico, por lo cual se conserva, custodia y exhibe permanentemente todas sus obras de arte, mobiliario, pinturas, esculturas, fotografías, recuerdos familiares y personales; el archivo Porras; y el museo de los escritores peruanos. Se ubica en el distrito de Miraflores y es vecina de la Casa-Museo de Ricardo Palma, lo que le permite desarrollar a cabalidad los fines para los que ha sido fundada y que la han convertido en uno de los polos de la actividad cultural del país. Sus investigaciones principales abarcan las áreas de humanidades, artes y ciencias sociales.[274]
- La Fundación Biblioteca Museo Temple Radicati: Centro de Altos Estudios y de Investigaciones Peruanistas (FBMTR) fue creada en homenaje a los ilustres sanmarquinos Ella Dunbar Temple Aguilar de Radicati y Carlo Radicati di Primeglio, quienes otorgaron su inmueble y la totalidad de sus bienes culturales a la universidad, entre ellos una importante colección de 26 quipus —actualmente en préstamo al Museo de Arte de Lima para su preservación y exhibición—. La fundación tiene a su cargo la Casa-Museo Temple Radicati, así como su biblioteca especializa. Tiene entre sus funciones promover los estudios e investigaciones de carácter jurídico, histórico, antropológico, arqueológico, sociológico, ecológico, y geográfico, así como la realización de diversas actividades culturales.[275][276][277]
- El Centro de Estudios Asiáticos (CEAS) es una organización enfocada en el estudio e investigación de los países de Asia, tales como China, Taiwán, Japón, Corea, Indonesia, India, Tailandia entre otros, en materias de economía, política, cultura, arte, sociedad, historia y relaciones internacionales. Se fundó el 7 de noviembre de 2018 en la Casona de San Marcos en el marco de la Segunda Reunión Anual del Consorcio Universitario Fudan - América Latina (FLAUC), evento coorganizado por la Universidad de Fudan y la Universidad Nacional Mayor de San Marcos.[278][279] Los principales objetivos del CEAS son: el desarrollo y fomento del conocimiento sobre los países de Asia, la generación de investigaciones afines, y la propuesta de políticas adecuadas para un mejor aprovechamiento de las oportunidades que brinda esta región, en materias de desarrollo, inversión, comercio y turismo.[280]

#### Museos universitarios
Además de los dos centros de altos estudios y de investigaciones que funcionan también como casas-museo, la Universidad de San Marcos cuenta actualmente con diversas instituciones que funcionan exclusivamente como museos, estas son:

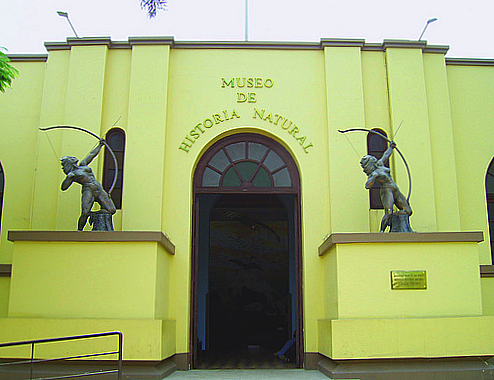
Entrada principal del Museo de Historia Natural «Javier Prado».

- Museo de Historia Natural de Lima (MHN): El Museo de Historia Natural, fundado el 28 de febrero de 1918,[281] se ubicó hasta 1934 en la Casona de San Marcos; actualmente se ubica fuera del campus universitario, en el distrito de Jesús María. El museo es un centro de información sobre la biodiversidad peruana, de este modo sirve de forma documentada a estudiantes y científicos nacionales. Los estudios realizados por los investigadores del museo incluyen estudios ecológicos, inventarios de la biodiversidad del país y el monitoreo de comunidades naturales.[282] Las colecciones del museo incluyen ejemplares de flora, fauna y gea, muchos de los cuales tienen además un valor histórico, al ser ejemplares obtenidos por naturalistas como Antonio Raimondi, Augusto Weberbauer, Ramón Ferreyra, Emma Cerrate, Wolfgang Karl Weyrauch, los esposos Hans Koepcke y María Koepcke, entre otros. Actualmente las colecciones superan el millón y medio de ejemplares, muchos de las cuales son exhibidas al público de forma abierta y permanente o en exhibiciones temporales.[283]
- Museo Paleontológico de Sacaco: Es un museo paleontológico ubicado en el distrito de Bella Unión, uno de los trece distritos de la provincia de Caravelí, ubicada en el departamento de Arequipa. Forma parte del conjunto de museos de la Universidad Nacional Mayor de San Marcos adjunto a la Facultad de Ciencias Biológicas y filial del Museo de Historia Natural de Lima. El museo resguarda la Zona Paleontológica de Sacaco, reconocida por el Ministerio de Cultura del Perú como Patrimonio Cultural de la Nación, siendo esta uno de los Sitios Paleontológicos de las Cuencas Pisco y Camaná que en conjunto forma parte de la lista indicativa de posibles nominados como Patrimonio de la Humanidad en el Perú.
- Museo de Arte (MASM): Fundado en 1970 por el historiador de arte Francisco Stastny, bajo el nombre de Museo de Arte e Historia, se encuentra ubicado en el patio de Derecho de la Casona de San Marcos. Actualmente está compuesto de cuatro colecciones: la de «Arte popular», formada por cerámicos y tejidos de pueblos de la sierra y selva, que recogen las tradiciones antiguas en la elaboración de los mismos; la colección de «Retratos» que representan a docentes sanmarquinos y autoridades de los siglos XVI, XVII y XVIII; la de «Arte moderno y contemporáneo», constituida por pinturas y esculturas ganadoras de concursos que organizó la universidad entre 1950 y 1970; y la colección del archivo de «Pintura campesina».[284] Además de las exposiciones el museo realiza variadas publicaciones,[285] e impulsa talleres para el alumnado universitario y el público en general.[286]
- Museo de Arqueología y Antropología (MAA): Fundado en 1919 por el arqueólogo peruano Julio C. Tello, bajo el nombre de Museo de Arqueología y Etnología, se ubica entre el patio de Letras y el patio de los Jazmines de la Casona de San Marcos. El museo ha recibido a lo largo de su historia el apoyo de reconocidos investigadores como Julio César Tello, Luis Eduardo Valcárcel, Luis Lumbreras, Ruth Shady, entre otros. En 1946, un considerable conjunto de objetos históricos fueron trasladados al Museo Nacional de Arqueología, Antropología e Historia del Perú, sin embargo, la colección del museo sigue abarcando una amplia diversidad de objetos culturales: líticos, cerámica, textiles, metales y material orgánico. Resalta la participación que tiene el museo y el área de arqueología de la universidad en diversos proyectos arqueológicos, como: los estudios sobre Chavín, Paracas y el valle Casma; la recuperación y estudio de las construcciones de Caral, primera civilización americana; y el trabajo de investigación realizado en muchos sitios arqueológicos y huacas del país.[287] El museo realiza además diversos cursos y talleres;[288] así como publicaciones,[289] exposiciones y conferencias donde dan a conocer resultados de recientes estudios arqueológicos y antropológicos.

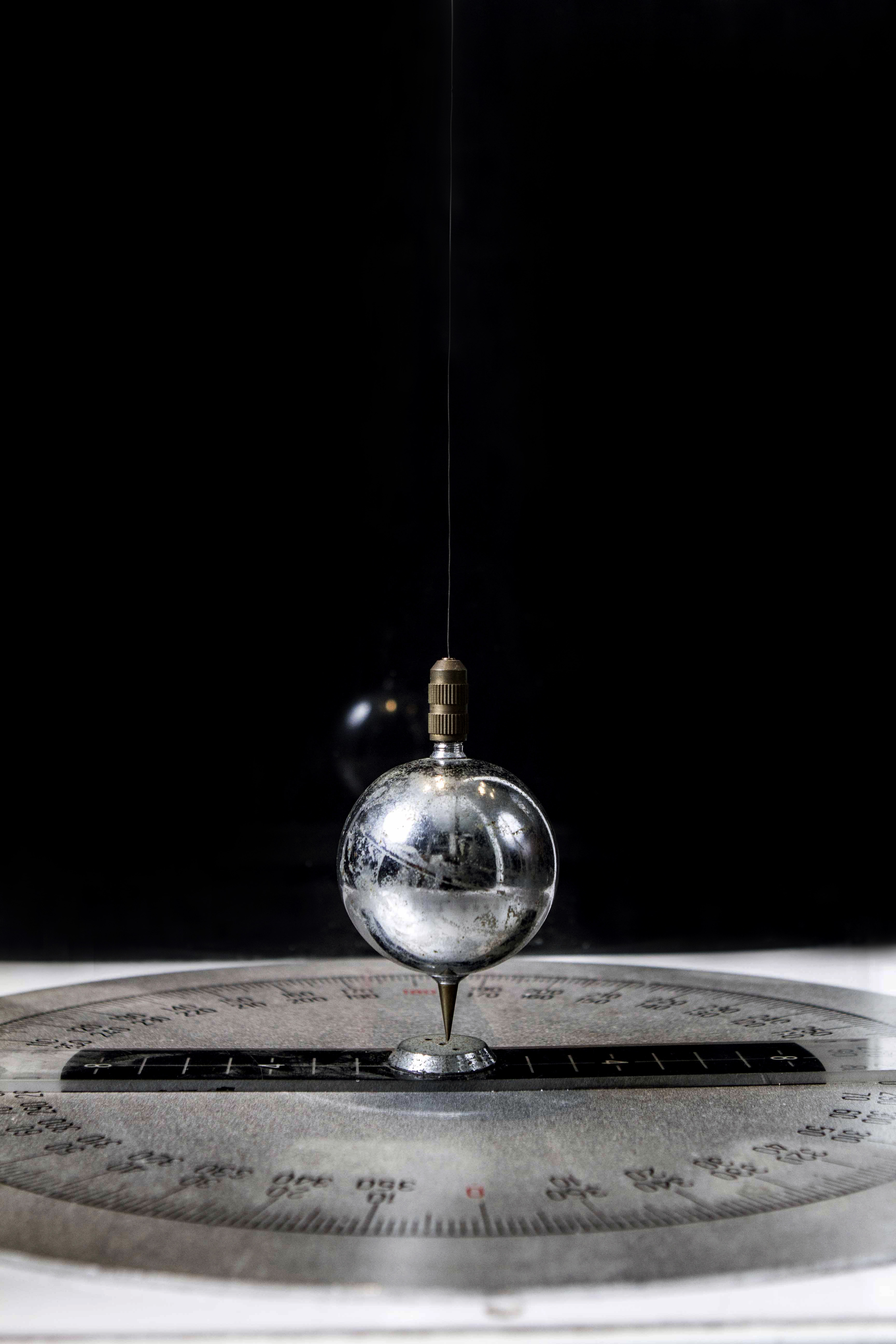
Péndulo de Foucault en el área de mecánica, calor y ondas del Museo Histórico de Ciencias Físicas.

- Museo Histórico de Ciencias Físicas (MHCF): Fue creado el 11 de noviembre de 1986 con el objetivo de exhibir las piezas que formaban parte del gabinete de física que anteriormente se ubicaba en la Casona de la Universidad de San Marcos. El actual Museo Histórico de Ciencias Físicas está conformado por cuatro áreas: el área de óptica y física moderna, el área de mecánica de sólidos y fluidos, el área de calor y ondas, y el área de electricidad y magnetismo. La finalidad actual del museo es promover esta disciplina, así como también dar a conocer instrumentos que tiempo atrás permitieron realizar experimentos en esta área de investigación. El museo se ubica en el pabellón de la Facultad de Ciencias Físicas de la universidad, en la Ciudad Universitaria.[290]
- Museo de la Historia de la Medicina Peruana (MHMP): Es la institución encargada de preservar el acervo médico, histórico, bibliográfico y documental de los orígenes de la medicina moderna en el Perú y la Facultad de Medicina de la Universidad Nacional Mayor de San Marcos.[291] Entre los objetos y documentos que preserva destacan: el instrumental médico histórico; las actas de los consejos de Facultad y expedientes de graduación; el archivo de Hipólito Unanue; el archivo de Daniel Alcides Carrión formado por su epistolario familiar y publicaciones sobre la verruga; acuarelas y manuscritos de Antonio Raimondi; cuadros de sanmarquinos y sanfernandinos destacados; volúmenes antiguos de las revistas centenarias: The Lancet, JAMA, entre otras; colección de tesis de bachiller y de doctor en medicina de 1856 a 1978; obras desde el siglo XVI de autores clásicos; material fílmico, y otros.[292]
- Museo de Paleontología: Es la institución encargada de preservar y exhibir el acervo de la Facultad de Ingeniería Geológica, Minera, Metalúrgica y Geográfica de la Universidad Nacional Mayor de San Marcos. Está compuesto por los gabinetes de paleontología, petrología y mineralogía.[293]
- Museo de Minerales: Es la institución encargada de preservar y exhibir acervo de la Facultad de Ingeniería Geológica, Minera, Metalúrgica y Geográfica de la Universidad Nacional Mayor de San Marcos y parte de la colección privada de Guido Del Castillo, ingeniero de minas y gestor cultural peruano. Fue inaugurado en septiembre de 2019, en el marco del 35° aniversario de la Escuela Profesional de Ingeniería Geológica. Cuenta con una colección de minerales fluorescentes, la segunda de su tipo en el Perú.[294]
- Museo de Inmunología y Vacunas: Es un museo itinerante que busca educar a la población en general sobre el funcionamiento y relevancia de las vacunas, estando su organización a cargo de la Facultad de Ciencias Biológicas de la Universidad Nacional Mayor de San Marcos. Sus actividades suelen incluir exposiciones de posters y maquetas, teatro y ensayos.

#### Bibliotecas especializadas
La Universidad de San Marcos, además de su Biblioteca central y las bibliotecas de sus facultades ubicadas principalmente en la Ciudad Universitaria, cuenta con otras cuatro bibliotecas especializadas:

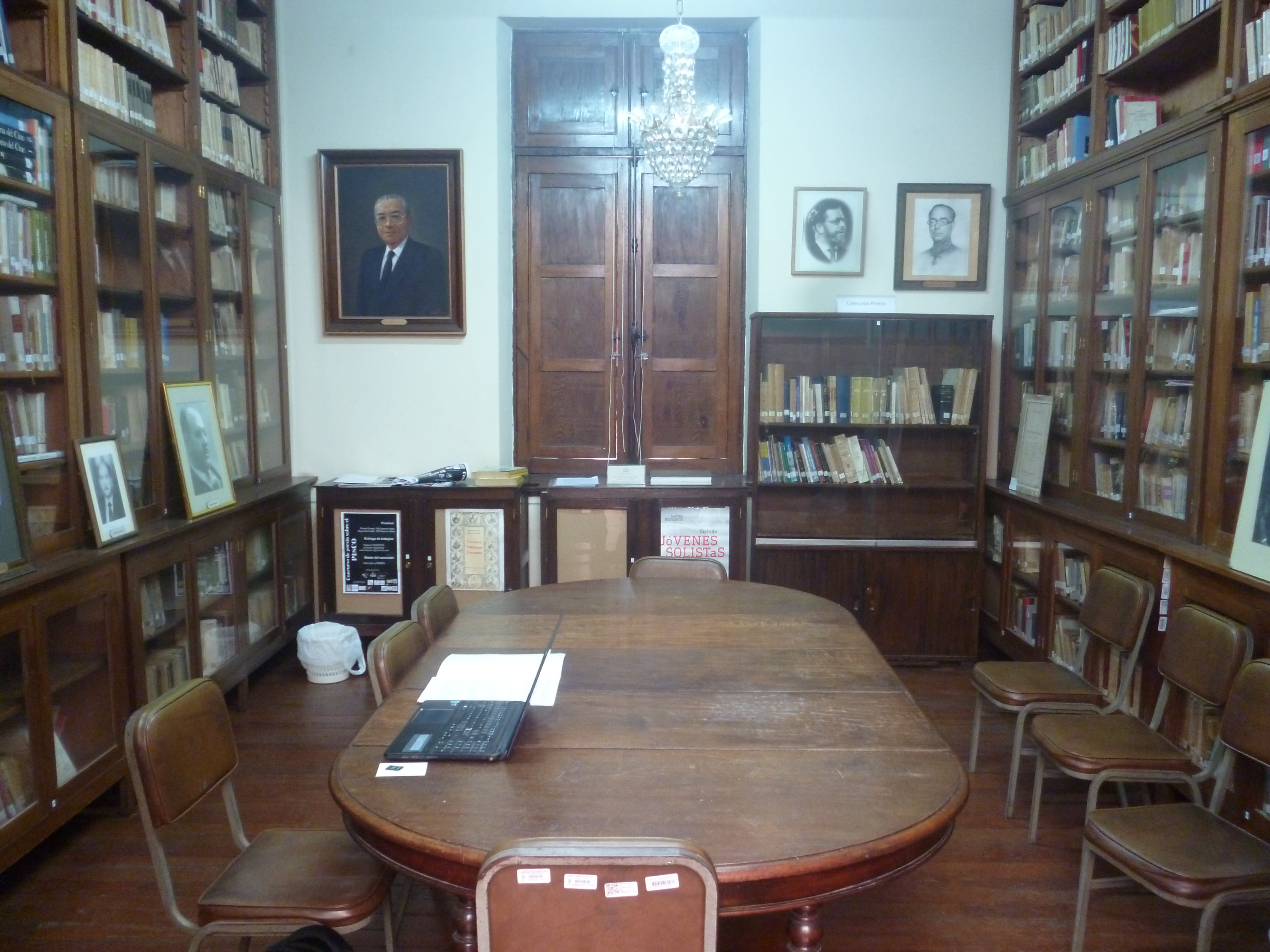
Sala de lectura de la Biblioteca del Instituto Raúl Porras Barrenechea, al lado izquierdo se puede apreciar un retrato del filósofo sanmarquino Victor Li Carrillo.

- Biblioteca España de las Artes (BEA): Denominada antes «Biblioteca España del Centro Cultural de la Universidad Nacional Mayor de San Marcos», está dedicada a recopilar, organizar, preservar y diseminar el acervo bibliográfico y audiovisual, facilitar el acceso a información cultural especializada, así como apoyar la investigación de sus áreas temáticas.[296]
- Biblioteca del Instituto Raúl Porras Barrenechea: En él se guardan los papeles personales del educador sanmarquino Raúl Porras Barrenechea, sus ficheros de investigación, cartas, papeletas, cuadernos, libretas de notas y apuntes, publicaciones, y textos originales de su producción escrita, conjunto documental que constituye el Archivo Porras. En este local se conservan también el Archivo Melitón Porras y parte del Archivo José Gálvez, entregado por sus herederos.[297]
- Biblioteca del Museo de Historia Natural: El Museo de Historia Natural «Javier Prado» cuenta con colecciones de enorme valor histórico en su biblioteca, las cuales son producto de naturalistas como Antonio Raimondi, Augusto Weberbauer, María Koepcke, entre otros. Estas colecciones convierten a la biblioteca y al museo en relevantes centros de información sobre la biodiversidad —flora, fauna y gea— peruana.[281]
- Biblioteca Temple Radicati: Forma parte de la Fundación Biblioteca Museo «Temple-Radicati», la cual fue constituida en 1996 gracias a las donaciones de Ella Dunbar Temple Aguilar de Radicati y Carlo Radicati di Primeglio. La colección está compuesta por enciclopedias españolas e italianas, diccionarios, libros de historia, geografía, sociología, literatura y novelas varias, derecho, arte, arqueología, etc.[275]

#### Direcciones, escuelas y centros
La Universidad de San Marcos cuenta con organismos y direcciones que promueven actividades culturales, a continuación la descripción de algunas de ellas:
- Ballet San Marcos (BSM): La dirección de ballet de Universidad San Marcos cuenta con más de 50 años de existencia, en los que ha tenido como sede principal de su escuela de ballet y de sus presentaciones al local del Centro Cultural de San Marcos. En años recientes, el ballet de San Marcos estuvo bajo la dirección de Vera Stastny, gestión durante la cual que se propiciaron colaboraciones con coreógrafos como el costarricense Rogelio López y el británico Royston Maldoom.[298]
- Banda Sinfónica Universitaria (BSU): La dirección de banda y orquesta de San Marcos es una unidad artística, cultural y protocolar de la Universidad de San Marcos. Actualmente es una dependencia del Centro Cultural de San Marcos. Tiene su origen en el año 1996 cuando las autoridades universitarias concibieron la idea de dotar a San Marcos con una Banda de Música. El conjunto, conformado por sanmarquinos interesados en el rubro, participa en los actos protocolares de la universidad e invitaciones a los cuales fuera citado.[299]
- Centro de Idiomas (CEID): El centro de idiomas de la UNMSM es la institución encargada de brindar cursos de: aimara, alemán, francés, inglés, italiano, japonés, portugués, quechua y español para extranjeros. Cuenta con un laboratorio equipado con vídeo y cabinas de audio individuales. Brinda los cursos en diferentes horarios, con frecuencia diaria, interdiaria y de solo fines de semana. El centro de idiomas de la Universidad de San Marcos ofrece sus cursos a la comunidad universitaria y al público en general. Funciona principalmente en el local de la Facultad de Letras y Ciencias Humanas, dentro de la Ciudad Universitaria, en el distrito de Lima, y sus locales están ubicados en el distrito de Los Olivos y en el distrito de San Juan de Lurigancho.[300]
- Centro Universitario de Folklore (CUF): Se originó en 1970 a partir de la peña folklórica de universidad dirigida por la musicóloga sanmarquina Rosa Alarco Larrabure. A lo largo de su historia, el centro ha destacado por su labor en la difusión del folklore nacional, iniciando actividades benéficas desde 1971 y obteniendo reconocimiento oficial de la universidad en 1974 con el apoyo del folclorista y antropólogo Josafat Roel Pineda. Durante la década de 1980, el centro se enfocó en la difusión del folklore en sectores populares. En 1996, bajo una reestructuración universitaria, el centro adoptó su nombre actual y experimentó cambios significativos, incluyendo la creación de nuevos elencos y cursos de capacitación. En la década del 2000, el centro se corganizó en tres áreas estratégicas para su desarrollo continuo: difusión, educación e investigación, las cuales preserva hasta la actualidad.
- Cine y Producción Audiovisual (DCPA): Esta dirección tiene como su principal antecedente el «Cine Arte de San Marcos», organización que realizó su primera sesión en el año 1967 en la Casona de San Marcos del Parque Universitario, actualmente sede del Centro Cultural de San Marcos. Desde entonces esta se encargó de realizar regularmente proyecciones filmográficas, conferencias, exposiciones y seminarios. En abril de 1998, el Cine Arte de San Marcos se incorporó al Centro Cultural de San Marcos e inicio la publicación de su revista de cultura cinematográfica: «Butaca Sanmarquina». A inicios del siglo XXI, bajo la entonces dirección de Mario Pozzi-Escot, se implementaron talleres dictados por cineastas como Armando Robles Godoy, Giovanna Pollarolo y Josué Méndez.[301]

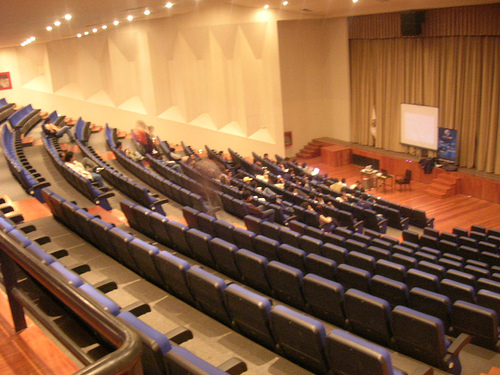
Auditorio principal «Ella Dunbar Temple», donde se realizan las principales conferencias, exposiciones y seminarios de la universidad. En dicho auditorio se realizan también presentaciones de los elencos de ballet, teatro, coro, orquesta, etc.

- Coro Universitario de San Marcos (CUSM): El coro universitario fue fundado en noviembre de 1954 a petición de varios alumnos sanmarquinos. Tuvo como primera directora a la musicóloga, arreglista y compositora Rosa Alarco Larrabure, quien dedicó gran parte de su vida a la investigación de la música tradicional peruana. El CUSM ha ofreciendo innumerables presentaciones en diversos lugares del Perú y ha participado en festivales nacionales e internacionales. Actualmente el CUSM está integrado por estudiantes de diferentes facultades, trabajadores, docentes y egresados de la Universidad de San Marcos.[302]
- Instituto Rey Sejong de Lima: En los últimos 15 años el centro de idiomas de la universidad brindaba clases de coreano a través de un convenio con la Agencia de Cooperación Internacional de Corea. Sin embargo, actualmente dichas clases las brinda exclusivamente el Instituto Rey Sejong, organización oficial surcoreana para la enseñanza del idioma y la difusión de la cultura coreana, el cual estableció en 2023 su única sede actual en Perú en la Universidad de San Marcos.[303]
- Teatro Universitario de San Marcos (TUSM): La dirección de teatro de la universidad fue fundada el 4 de septiembre de 1946 en Lima, a petición de varios alumnos de la facultad de Letras, con Manuel Beltroy como director y único profesor entonces; siendo esta la primera iniciativa en el Perú para un programa universitario de teatro. A través de los años, el TUSM ha participado en numerosos festivales y encuentros internacionales en Latinoamérica, Dinamarca y Mónaco, entre otros países. Actualmente está bajo la dirección de Mario Delgado Vásquez.[304]
- Tuna de San Marcos: La tuna universitaria se crea por la iniciativa de unos jóvenes estudiantes en 1996. En los últimos años la Tuna de la Universidad de San Marcos ha participado en diversos certámenes y encuentros de la región, compitiendo con universidades nacionales y extranjeras y obteniendo los primeros lugares. La Tuna de San Marcos ha realizado recitales, festivales, encuentros y certámenes con el objetivo de difundir el arte del buen tunar, como los realizados en los principales auditorios de la Universidad de San Marcos, el Instituto Cultural Peruano Norteamericano, el Parque de la Exposición, entre otros.[305]
- Tuna Femenina de San Marcos: Más conocida como la tuniña, se funda en el año 1999 por iniciativa de las propias estudiantes universitarias. Este es el único elenco de la universidad que la ha representado en Europa (Portugal y España), obteniendo diversos premios y reconocimientos en concursos y encuentros. Igualmente ha participado en actividades culturales en Chile, Ecuador y Bolivia, habiendo recorrido también el suelo patrio en casi toda su extensión. La tuniña organiza, cada dos años, la Bienal Internacional Tunas Perú, donde reúne las mejores tunas durante una semana, gracias al apoyo de la universidad e instituciones públicas, privadas y organismos internacionales.[306]

### Patrimonio cultural
Dado su antigüedad, la Universidad de San Marcos preserva un amplio patrimonio cultural, el cual no solo incluye su infraestructura reconocida como patrimonio nacional o mundial, sino también sitios arqueológicos y paleontológicos, además de un amplio archivo de colecciones culturales.

#### Sitios arqueológicos y paleontológicos
La Universidad Nacional Mayor de San Marcos tiene bajo su custodia sitios arqueológicos y paleontológicos, destacando los siguientes:

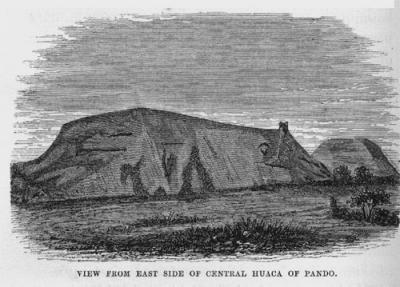
La huaca San Marcos, anteriormente llamada huaca Pando o Aramburú, en un dibujo de 1873 por el investigador Thomas Joseph Hutchinson. Este sitio arqueológico, el cual forma parte del complejo Maranga, tenía antiguamente a su frente a la huaca Concha, la cual fue destruida a mediados del.

- Huaca de San Marcos y otros restos del complejo arqueológico Maranga: Estos sitios arqueológicos se ubican dentro del campus universitario principal. Son parte del complejo monumental Maranga, perteneciente a la cultura Lima, que se extiende entre el distrito de Lima, el distrito de San Miguel y el distrito de Pueblo Libre, habiendo restos arqueológicos conservados de este complejo en otros lugares como dentro del Parque de las Leyendas y dentro de la Pontificia Universidad Católica del Perú. La edificación principal se ubica en uno de los extremos del campus y tiene el nombre de «Huaca de San Marcos» o «Huaca San Marcos». Esta es estudiada y custodiada por arqueólogos e investigadores de la Universidad de San Marcos, en ella se han encontrado diversos ceramios, ofrendas como el spondylus y quipus. Teniendo el conjunto una gran importancia cultural, el Ministerio de Cultura del Perú declaró primero a la huaca San Marcos y luego a todos los sitios arqueológicos menores del campus, como Patrimonio Cultural de la Nación.[307]
- Sitio arqueológico de Pacopampa: Este complejo ceremonial se ubica en el departamento de Cajamarca, provincia de Chota, distrito de Querocoto. Pablo Macera organizó en 1966 un viaje al lugar arqueológico, anteriormente identificado por Rafael Larco Hoyle y en 1970 consiguió que Emilio Choy Ma, investigador de Perú Antiguo, hiciera una donación a San Marcos para adquirir el Centro Ceremonial Pacopampa. Desde esa fecha la universidad ha tenido un cuidado permanente del monumento arqueológico. Diferentes arqueólogos han llegado a realizar 16 campañas arqueológicas. En la primera etapa intervinieron los arqueólogos Hermilio Rosas y Ruth Shady. Luego han realizado investigaciones diferentes los arqueólogos Rosa Fung Pineda, Peter Kaulicke, Isabel Flores Espinoza, Idilio Santillana, Daniel Morales Chocano y Jaime Miasta Gutiérrez. En 2009 una misión arqueológica de Japón liderada por el Yuji Seki identificó el ajuar funerario de una mujer denominada la «Dama de Pacopampa», la cual tendría casi 3000 años de antigüedad. El 21 de noviembre de 2010, el Ministerio de Cultura del Perú declaró al Sitio arqueológico de San Pedro de Pacopampa como Patrimonio Cultural de la Nación.[308]

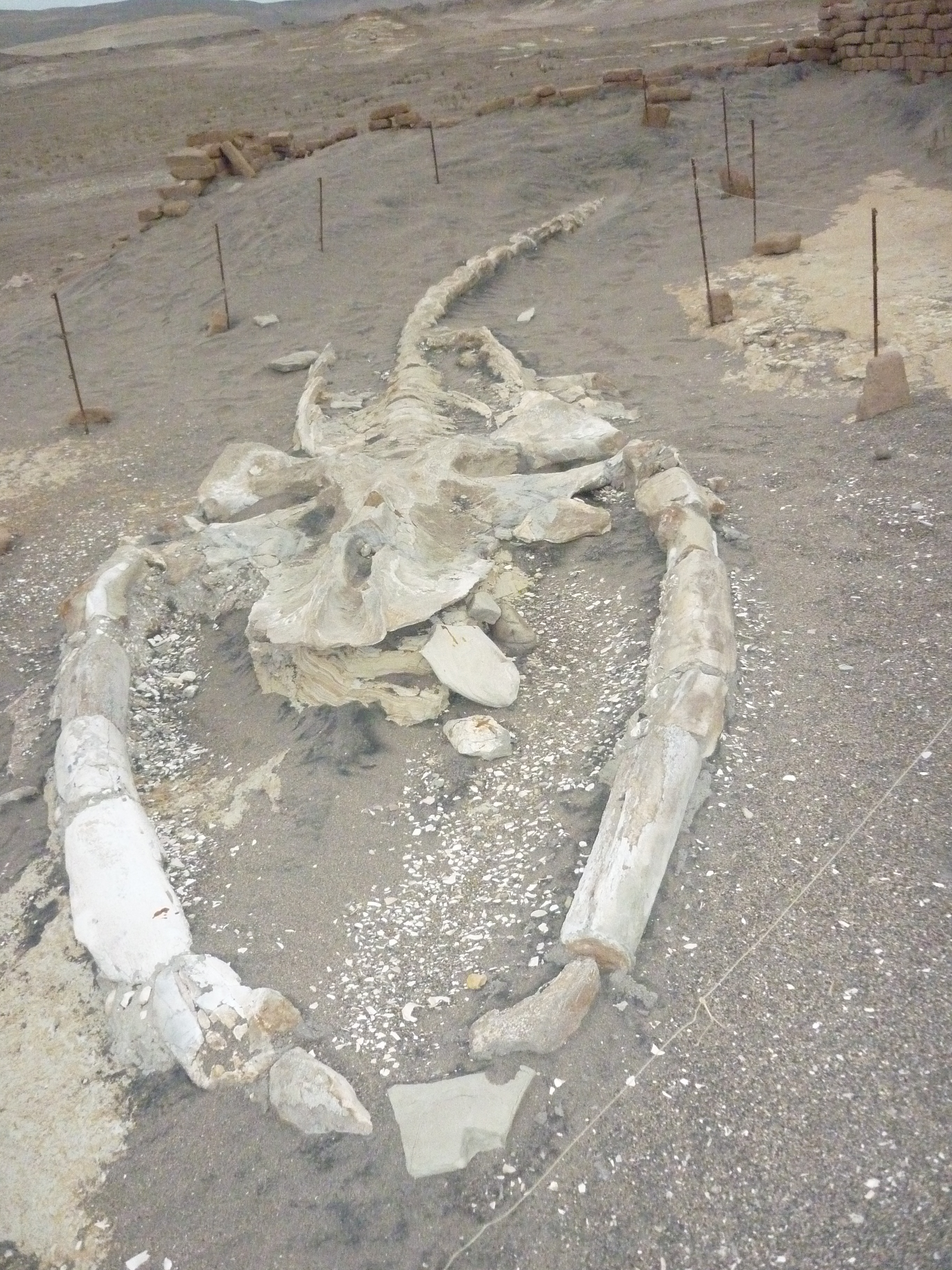
Fósil de ballena en la zona paleontológica de Sacaco, con más de 5 millones de años de antigüedad.

- Zona Paleontológica de Sacaco: Hace millones de años el actual desierto de Sacaco era una bahía con seres descomunales por sus dimensiones, una zona marina que a raíz de los cambios geológicos ha conservado los fósiles de diversas especies que vivieron durante el mioceno superior y el plioceno inferior; entre estos sobresalen tiburones enormes, ballenas, ostras gigantes y megaterios que hoy están al descubierto. En ese contexto, Hans Jacob Siber funda el Museo Paleontológico de Sacaco para preservar la zona paleontológica del mismo nombre, la cual fue reconocida por el Ministerio de Cultura del Perú como Patrimonio Cultural de la Nación. Esta zona forma parte de los Sitios Paleontológicos de las Cuencas Pisco y Camaná que en conjunto se encuentran actualmente en la lista indicativa de posibles nominados como Patrimonio de la Humanidad en el Perú.

#### Archivos y colecciones culturales

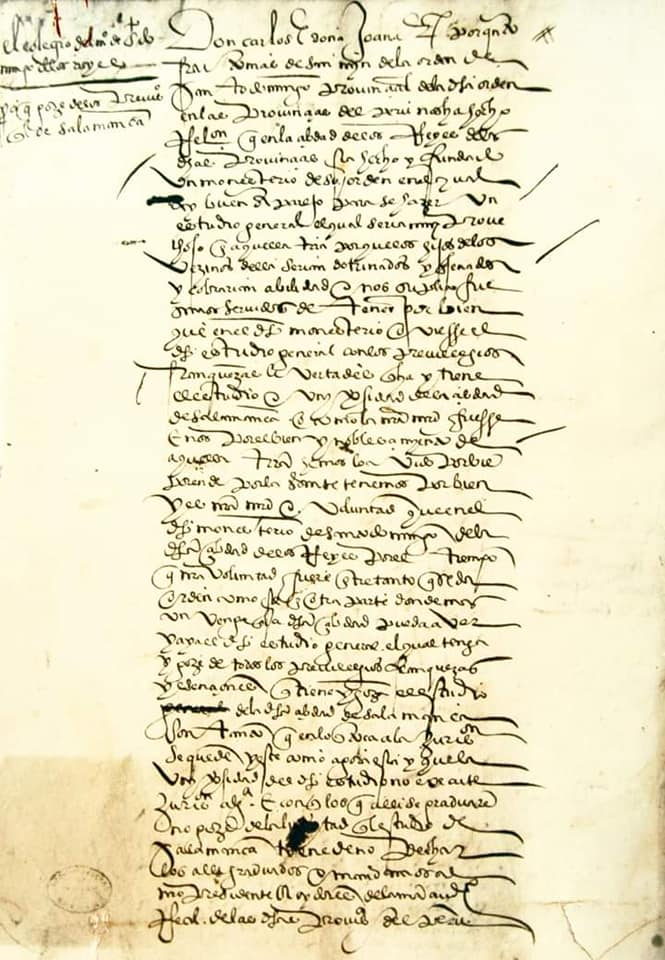
Real provisión, documento fundacional original de la Universidad Nacional Mayor de San Marcos en 1551.

A través de su Archivo Histórico «Domingo Angulo», la Universidad Nacional Mayor de San Marcos preserva ejemplares de documentos y escritos de gran relevancia histórica que datan de los siglos XVI, XVII, XVIII y XIX, tales como la real provisión y la real cédula del emperador Carlos I de España y V del Sacro Imperio Romano Germánico del 12 de mayo de 1551 y la bula papal Exponi Nobis de Pío V del 25 de julio de 1571, con las que se funda y se reafirma el establecimiento de la Universidad de San Marcos como la primera universidad del continente americano, cumpliendo todos los requerimientos reales y canónicos de la época. En 2019, el «Fondo Colonial y Documentos Fundacionales de la Universidad Nacional Mayor de San Marcos: 1551-1852» se incorporó en el Registro de la Memoria del Mundo de la UNESCO, en reconocimiento de su significancia para la memoria colectiva mundial.

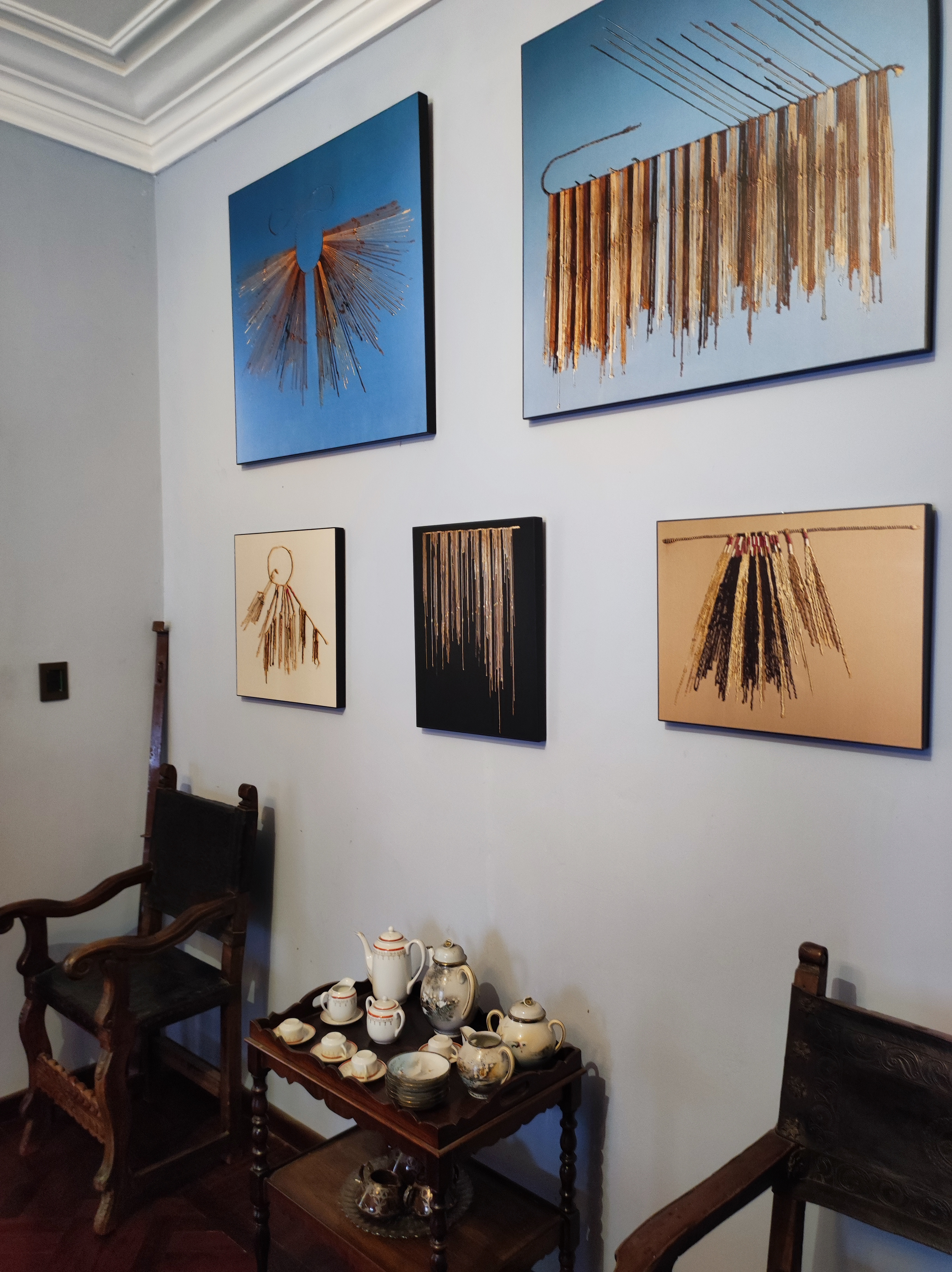
Representación de algunos de los quipus de la Universidad de San Marcos recolectados por el historiados italiano sanmarquino Carlo Radicati di Primeglio, actualmente dados en préstamo al Museo de Arte de Lima para su preservación y exhibición permanente.

Diversas instituciones de la Universidad de San Marcos como la Biblioteca central, el Museo de historia natural, el Museo de arqueología y antropología, el Instituto Raúl Porras Barrenechea, entre otros, cuentan además con colecciones y manuscritos privados de ilustres sanmarquinos que dejaron como legado a su universidad; trabajos de autores e investigadores como César Vallejo, José María Arguedas, Raúl Porras Barrenechea, Ella Dunbar Temple, Julio César Tello, Antonio Raimondi, etc. Estas colecciones son usualmente conservadas por la Universidad de San Marcos y encargadas a la dependencia universitaria correspondiente de acuerdo al contexto histórico y científico de cada material. Un caso de interés particular es la colección de la Universidad de San Marcosde varias decenas de quipus, las cuales fueron recolectadas por historiador italiano sanmarquino Carlo Radicati di Primeglio. Esta colección estuvo inicialmente ubicada en la Fundación Biblioteca Museo Temple Radicati hasta su préstamo al Museo de Arte de Lima para su preservación y exposición permanente correspondiente.

#### Patrimonios de la Humanidad y del Perú
La Casona de la Universidad Nacional Mayor de San Marcos —local de la universidad con más de 400 años de historia—, el Colegio Real de la Universidad Nacional Mayor de San Marcos y la Basílica y Convento de Santo Domingo, son monumentos que forman parte del área y de la lista de edificaciones del centro histórico de Lima reconocidas como Patrimonio de la Humanidad por la UNESCO desde 1988:
|  |

|  |  |

|  |  |

|  |

|  |

|  |  |

|  |  |

|  |

La Universidad Nacional Mayor de San Marcos cuenta —o se relaciona históricamente— también con varios monumentos considerados por el Ministerio de Cultura del Perú como Patrimonio Cultural de la Nación, al ser obras arquitectónicas o lugares de valor artístico, histórico, cultural y social:
| Id.     | Monumento                                                  | Provincia                      | Localidad                     | Ubicación | Imagen            |
| ------- | ---------------------------------------------------------- | ------------------------------ | ----------------------------- | --- | ----------------- |
| LIM-243 | Universidad Nacional Mayor de San Marcos                   | Provincia de Lima Lima         | Distrito de Lima              | 12°03′14″S 77°01′56″O / -12.053935004020591, -77.03218117474925 Casona de la Universidad Nacional Mayor de San Marcos: Parque Universitario, esquina con Jirón Azángaro.                       | Subir otra imagen |
| LIM-193 | Plaza de Santa Ana de Lima                                 | Provincia de Lima Lima         | Distrito de Lima              | 12°03′02″S 77°01′22″O / -12.050551324820882, -77.02271470358536 | Subir otra imagen |
| LIM-224 | Iglesia de San Carlos de Lima, hoy Panteón de los próceres | Provincia de Lima Lima         | Distrito de Lima              | 12°03′14″S 77°01′57″O / -12.053932352647655, -77.03245263699691 Casona de la Universidad Nacional Mayor de San Marcos: Parque Universitario, esquina con Jirón Azángaro.                       | Subir otra imagen |
| LIM-226 | Iglesia de San Marcelo de Lima                             | Provincia de Lima Lima         | Distrito de Lima              | 12°02′49″S 77°02′12″O / -12.0469292191981, -77.03679026310968 Jirón Rufino Tarrico, esquina con Av. Emancipación.                                                                              | Subir otra imagen |
| LIM-239 | Convento de Santo Domingo e iglesia de la Veracruz de Lima | Provincia de Lima Lima         | Distrito de Lima              | 12°02′38″S 77°01′55″O / -12.043887520138984, -77.03193510358545 Jirón Camaná, esquina con Jirón Conde de Superunda.                                                                            | Subir otra imagen |
| LIM-248 | Palacio del congreso                                       | Provincia de Lima Lima         | Distrito de Lima              | 12°02′52″S 77°01′32″O / -12.047863925634081, -77.02558070008457 Plaza de la Inquisición (conocida hoy como Plaza Bolívar).                                                                     | Subir otra imagen |
| LIM-252 | Antiguo colegio real de San Felipe                         | Provincia de Lima Lima         | Distrito de Lima              | 12°02′51″S 77°01′27″O / -12.047577150191186, -77.02410084872896 Colegio Real de la Universidad Nacional Mayor de San Marcos: Jr. Ancash cuadra 6, esquina con Jirón Andahuaylas.               | Subir otra imagen |
| LIM-257 | Antigua escuela de medicina de San Fernando                | Provincia de Lima Lima         | Distrito de Lima              | 12°03′28″S 77°01′23″O / -12.057724721988745, -77.02293770358538 Facultad de Medicina «San Fernando» (Universidad Nacional Mayor de San Marcos): Av. Grau cuadra 7.                             | Subir otra imagen |
| LIM-399 | Casa de Raúl Porras Barrenechea                            | Provincia de Lima Lima         | Distrito de Miraflores (Lima) | 12°07′06″S 77°01′37″O / -12.118201162367438, -77.02693148189566 Calle Narciso de la Colina 398, esquina con calle Alfonso Ugarte 179.                                                          | Subir otra imagen |
| LIM-463 | Huaca de la Universidad Nacional Mayor de San Marcos       | Provincia de Lima Lima         | Distrito de Lima              | 12°03′36″S 77°05′11″O / -12.060047467783205, -77.08648787474925 Ciudad Universitaria de la Universidad Nacional Mayor de San Marcos: avenida Universitaria s/n. – Avenida Venezuela cuadra 34. | Subir otra imagen |
|         | Sitio arqueológico de Pacopampa                            | Provincia de Chota Cajamarca   | Distrito de Querocoto         | 6°20′06″S 79°01′48″O / -6.334964996893605, -79.03009360001529 | Subir otra imagen |
|         | Zona paleontológica de Sacaco                              | Provincia de Caravelí Arequipa | Distrito de Bella Unión       | 15°32′40″S 74°43′56″O / -15.544332000430678, -74.73209119503332 | Subir otra imagen |

### Cultura popular
La Universidad de San Marcos ha sido regularmente usada como tema central o complementario en diversas obras de arte y ficción, así como referida en varias ocasiones en la cultura popular, principalmente debido a su larga histora en el continente y su representatividad del Perú. Adicionalmente, la universidad cuenta con varias tradiciones y personajes propios de la cultura sanmarquina que han alcanzado visibilidad en la cultura peruana contemporánea. Entre sus tradiciones más conocidas se encuentran las verbenas de cada facultad, así como las regulares presentaciones de los sikuris; mientras que entre sus personajes más conocidos se encuentran el título de «gusano legendario» para el primer comensal en los almuerzos especiales de fin de cada ciclo, las mascotas sanmarquinas denominadas como «Perrovaca» y el «Gato de la puerta 2», así como la movilidad interna referida como coloquialmente el «Burro».

#### Arte y música
La Universidad de San Marcos y su simbología han sido representadas en diversas obras de arte y composiciones musicales, tales como:

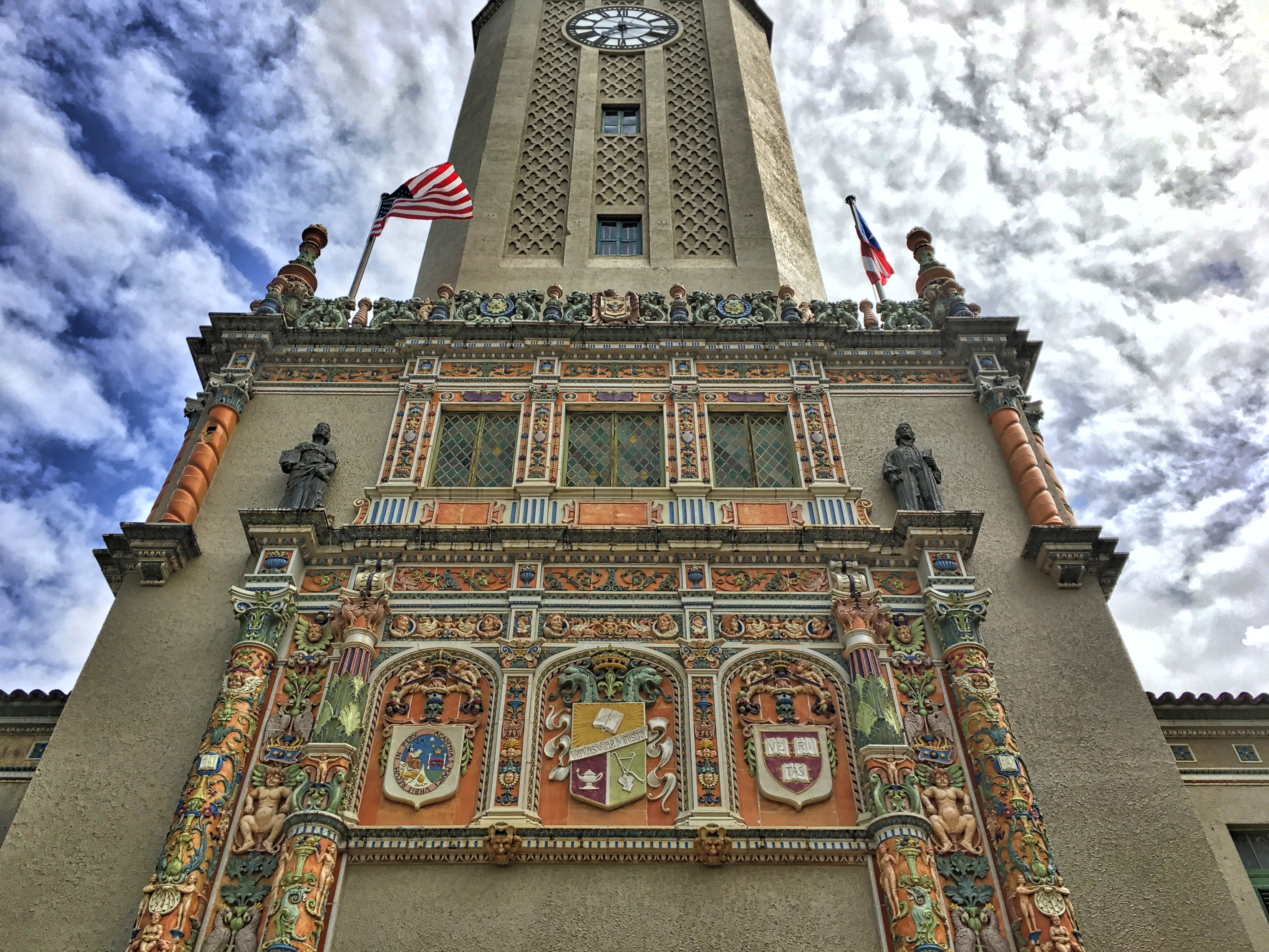
La «Roosevelt Tower» de la Universidad de Puerto Rico incluye los escudos de la Universidad de San Marcos y la Universidad de Harvard, como las instituciones de educación superior más antiguas de las Américas y Estados Unidos, respectivamente.

- La acuarela Armas de la Universidad de Lima (siglo XIX) de Pancho Fierro, en la cual el acuarelista peruano representó el escudio de la universidad e hizo mención al nombre coloquial usado por la institución hasta mediados del siglo XX: Universidad de Lima.
- La pintura El viejo San Carlos (1912) de Teófilo Castillo, actualmente bajo custodia del Museo de Arte de Lima, en la cual el pintor peruano representa el interior de la Casona de la Universidad de San Marcos, manteniendo una influencia impresionista en su obra.
- La edificación Roosevelt Tower (1937) de Rafael Carmoega y William Schimmelpfenning, ubicada en la Universidad de Puerto Rico. En ella, alrededor del escudo de la Universidad de Puerto Ricos, los arquitectos incluyeron los escudos de la Universidad de San Marcos y la Universidad de Harvard, en representación de las universidades más antiguas y en continuo funcionamiento de las Américas y de Estados Unidos, respectivamente. La torre fue incorporada al Registro Nacional de Lugares Históricos de Estados Unidos en 1984.[319]

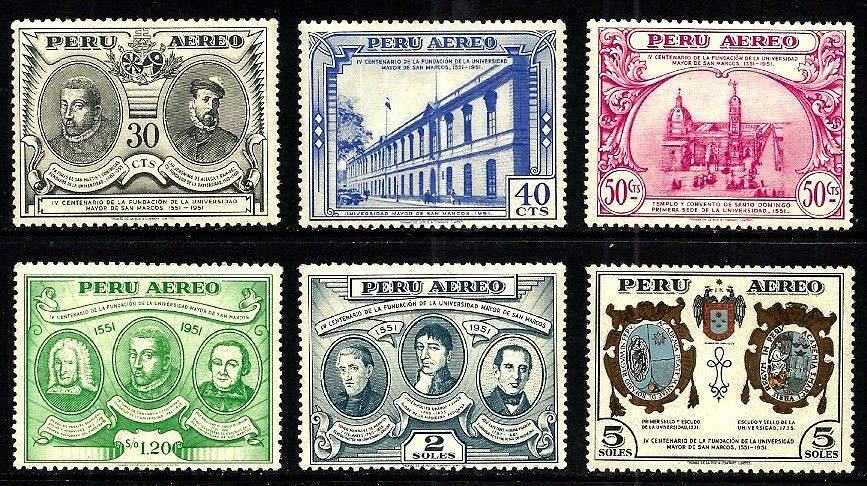
Estampillas de 1951 referentes a la Universidad Nacional Mayor de San Marcos, en conmemoración de los 400 años su fundación.

- La marinera San Marcos (siglo XX) de Luis Abanto Morales, en la cual el cantante y compositor folclórico peruano hace mención a la historia cuatricentenaria de la casa de estudios.[320]
- La marinera norteña San Marcos, La Decana (siglo XXI) del compositor peruano Omar Cuaresma Espinoza.

Adicionalmente, los símbolos, edificios históricos y personajes de la Universidad de San Marcos han sido representados en múltiples oportunidades en billetes, monedas, postales y estampillas peruanas conmemorativas, especialmente en el contexto de su 400° y 450° aniversarios, acontecidos en 1951 y 2011, respectivamente. Una de dichas representaciones más reconocidas es la versión de 1991 del billete de 20 nuevos soles —actualmente aún en circulación junto con nuevas versiones— donde se observa al catedrático y diplomático sanmarquino Raúl Porras Barrenechea y el patio principal de la Casona de la Universidad de San Marcos.

#### Literatura y cómics
La universidad ha sido también tema o locación de algunas obras de ficción y no ficción de autores peruanos como Ricardo Palma, Alfredo Bryce Echenique y Mario Vargas Llosa, premio Nobel de Literatura del 2010; entre estas:

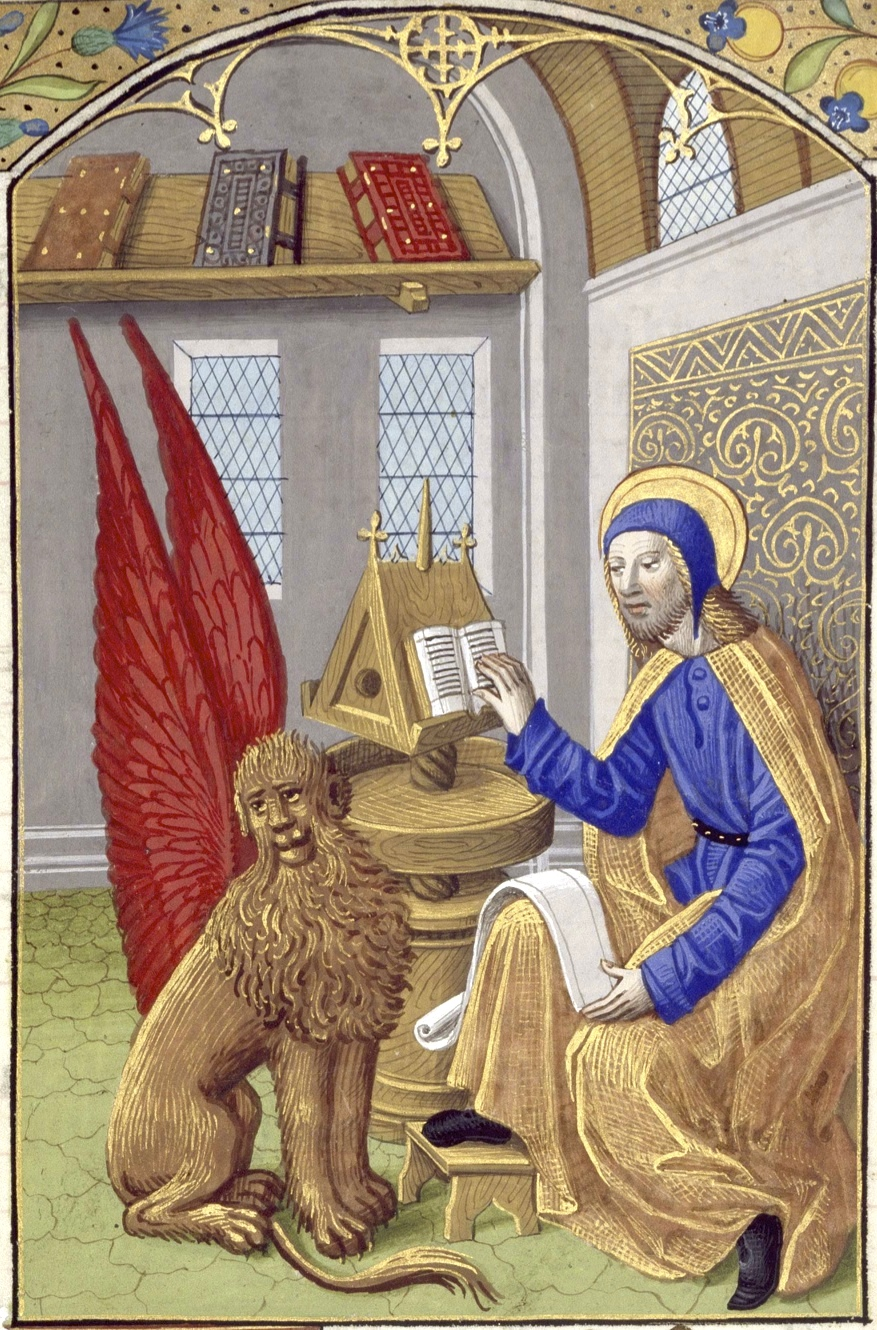
La tradición sanmarquina recogida por Ricardo Palma indica que a fines del se eligió al evangelista San Marcos como patrono y nombre oficial de la universidad.

- La tradición El patronato de San Marcos (1896) de Ricardo Palma, perteneciente a la octava serie de sus Tradiciones peruanas. En esta narración el autor cuenta cómo la institución adquirió su nombre actual y al evangelista como su patrono —además de, por extensión, al León de San Marcos como su mascota. Para esto hace referencia un sorteo realizado el 6 de septiembre de 1574, en el segundo local de la universidad —la iglesia de San Marcelo—, por medio del cual se eligió la denominación oficial de la universidad, siendo las opciones fueron los cuatro evangelistas católicos: Mateo, Marcos, Lucas y Juan.[322]
- La novela Conversación en La Catedral (1969) de Mario Vargas Llosa, la cual tiene como protagonista a Santiago Zavala, quien narra a través de la novela diversos acontecimientos de su vida, uno de los cuales es su paso por la Universidad de San Marcos durante la dictadura de Manuel Odría.[323] La obra fue incluida en la lista de las 100 mejores novelas en español del siglo XX elaborada por el periódico español El Mundo.[324]
- La novela El hablador (1987) de Mario Vargas Llosa, en la cual tanto el primer narrador como Saúl Zuratas —personaje que desarrolla una profunda apreciación y conexión con la etnia Machiguenga— son ex estudiantes de la Universidad de San Marcos.[325]
- La autobiografía El pez en el agua (1993) de Mario Vargas Llosa. En esta, el entonces reciente candidato a la Presidencia del Perú, relata varios episodios significativos en su vida, entre ellos su época como estudiante de derecho y literatura en la Universidad de San Marcos, así como el inicio de su activismo político allí.[323]
- La novela El huerto de mi amada (2002) de Alfredo Bryce Echenique, una comedia romántica en la cual se narra la preparación, admisión y estudios de uno de los protagonistas en la Facultad de Medicina de la Universidad de San Marcos. La obra fue ganadora del premio Planeta en el 2002.[326]

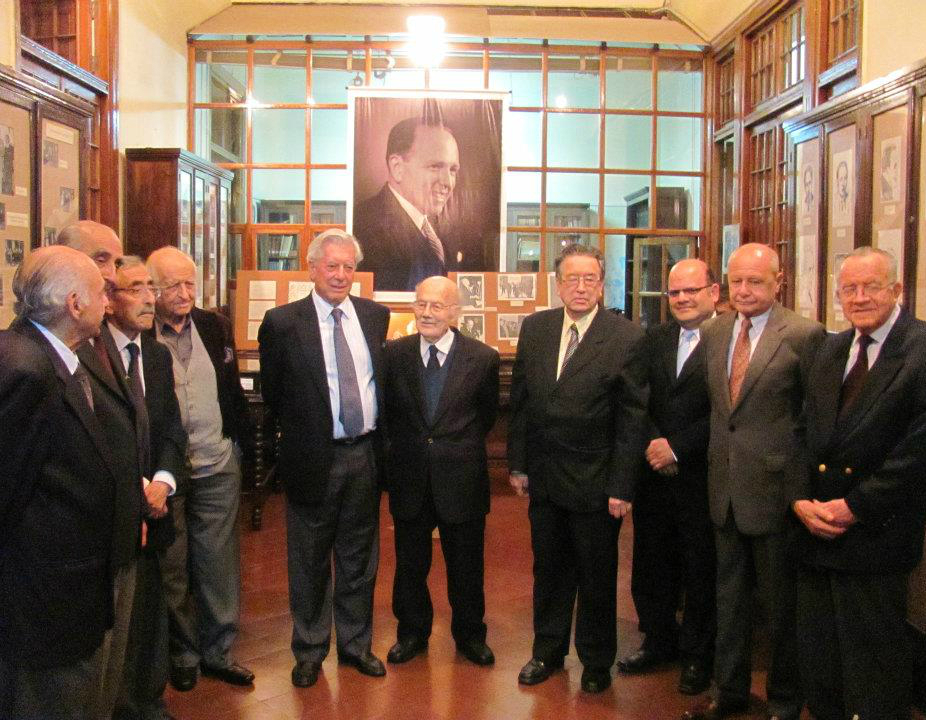
Vargas Llosa, acompañado por varios académicos peruanos y miembros de la Academia Peruana de la Lengua, en su visita al Instituto Raúl Porras Barrenechea de la Universidad de San Marcos, 2011.

- La novela Le dedico mi silencio (2023) de Mario Vargas Llosa, en la que el escritor presenta la vida y pasión por la música criolla y afroperuana de Toño Azpilcueta, inicialmente un aspirante a ser docente en la Universidad de San Marcos, pese a no contar con la experiencia ni conocimientos necesarios. Vargas Llosa ha referido a esta como su última novela, marcando así su retiro de la literatura de ficción.[327]

Así también, otros autores extranjeros, como los estadounidenses Thornton Wilder y August Derleth, han hecho referencia a la universidad en sus obras; principalmente en relatos de aventura, misterio y terror:
- La novela El puente de San Luis Rey (1927) de Thornton Wilder. En esta la Universidad de San Marcos preserva la última copia sobreviviente de los escritos del desaparecido hermano franciscano Juniper, único testigo de la caída de un antiguo puente de cuerda inca en el camino entre Lima y Cusco. La existencia de esta copia le permite al narrador reconstruir gradualmente los hechos alrededor de dicho misterioso caso. La obra fue ganadora del premio Pulitzer en 1928 siendo la novela de ficción más vendida de dicho año; desde entonces ha sido adaptada en varias oportunidades al cine, televisión, teatro y ópera.[328]
- La novela El que acecha en el umbral (1945) de August Derleth, basada en fragmentos escritos previamente por H. P. Lovecraft, menciona a la Universidad de San Marcos como una de las pocas ubicaciones donde actualmente se guardan fragmentos del Necronomicón, un libro mágico ficticio del universo lovecraftiano. Las otras locaciones mencionadas de fragmentos del grimorio son el Museo Británico, la Biblioteca Nacional de Francia, la Universidad de Harvard, la Universidad de Buenos Aires y la ficticia Universidad de Miskatonic.[329][330]
- La serie de cómics Indiana Jones and the Arms of Gold (1994) publicada por Dark Horse Comics, en la que un joven Indiana Jones conoce al doctor Julio Huertas en su viaje a Perú. Huertas es presentado como un reconocido ex profesor de la Universidad de San Marcos, de la que fue despedido por ser un activista del APRA, lo cual provocó también su posterior exilio en Buenos Aires, Argentina. El doctor ayuda a Indiana Jones en su búsqueda de «El Dedo de Oro» —artefacto que según dicha ficción formaba «Los brazos de Chimu Taya de Cuzco», parte de la armadura de oro del gran emperador inca Pachacútec.[331]

#### Cine y televisión

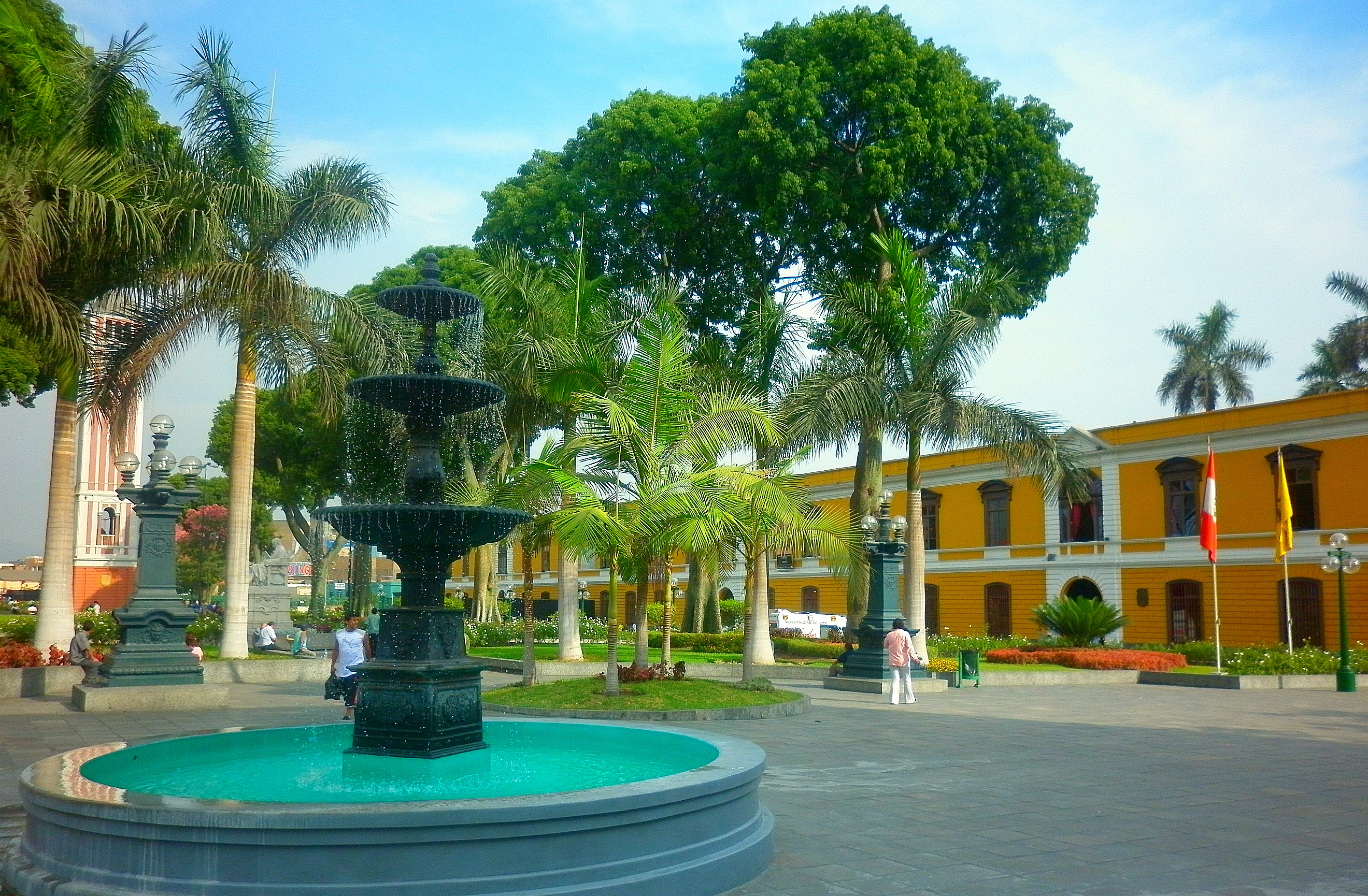
Casona de la Universidad de San Marcos, centro histórico de la universidad, es actualmente el local de su centro cultural, museos, unidades culturales y otras dependencias.

- El documental estadounidense sobre Lima (1944) de la Oficina del Coordinador de Asuntos Interamericanos de Estados Unidos, incluyó una visita a la Universidad de San Marcos, que en aquel entonces se localizada en la Casona del Parque universitario. En la grabación se puede observar el antiguo proceso de admisión consistente en un examen oral; así como al historiador y diplomático sanmarquino Raúl Porras Barrenechea, como uno de los maestros evaluadores.[332][333][334][335]
- El episodio «¡Shaka! El hombre más cercano a un dios» (シャカ! もっとも神に近い男 Shaka! Mottomo kami ni chikai otoko?) (1987) de la serie de animación japonesa —anime— Saint Seiya (聖闘士星矢 Seinto Seiya?), llamada también en Hispanoamérica: Los caballeros del Zodiaco, muestra el combate del caballero de oro Shaka de Virgo contra el caballero de bronce Ikki de Fénix. Durante la batalla, Shaka hace uso de una técnica especial para enviar a su adversario a través de seis mundos de la metempsicosis —basado en el samsara o «rueda de reencarnaciones»—. Es entonces que una de las principales imágenes de fondo usadas para representar el infierno —uno de dichos mundos— es la foto del expresidente estadounnidense Richard Nixon siendo abucheado e insultado por estudiantes sanmarquinos en su visita a la Casona de la Universidad de San Marcos en 1958.[336]
- El episodio The Treasure of Manco (1990) de la serie de televisión estadounidense MacGyver escenifica a la Universidad de San Marcos. En dicho episodio MacGyver, el protagonista, viaja a Perú y visita San Marcos para entrevistarse con María, hija de un reconocido arqueólogo sanmarquino, con quien indaga sobre un supuesto tesoro inca escondido en los Andes.[337]
- La serie de televisión peruana Hombres de bronce (1997-1999), conducida por Alejandro Guerrero y producida por Panamericana Televisión, emitió varios episodios dedicados a destacados sanmarquinos de inicios y mediados del siglo XX, tales como: César Vallejo, Julio César Tello, Augusto Weberbauer, Daniel Alcides Carrión, José María Arguedas, Santiago Antúnez de Mayolo, entre otros. En dichos episodios, diversos patios de la Casona de la Universidad de San Marcos fueron utilizados en las representaciones de las épocas universitarias de los personajes.
- La película estadounidense El puente de San Luis Rey (2004), ganadora de un premio Goya y basada en la novela homónina de Thornton Wilder, hace mención al «día de San Marcos», en el cual el virrey del Perú debía visitar la referida universidad en la ocasión de la graduación de veintidós nuevos doctores.
- La película peruana ¡Asu mare! (2013), la cual se convirtió en la producción cinematográfica más taquillera del país, incluye una representación del examen de admisión a la Universidad de San Marcos de 1982. Carlos Alcántara Vilar, el narrador y protagonista de la historia se presenta, pero no consigue ingresar al ser descalificado por intento de plagio.
- El episodio Universidad San Marcos: La más antigua de América (2009) del programa de televisión peruano A la vuelta de la esquina, conducido por Gonzalo Torres y producido por Plus TV. En este se narra el origen de la universidad y la significancia que ha tenido en el desarrollo histórico de Latinoamérica y el Perú.[42]

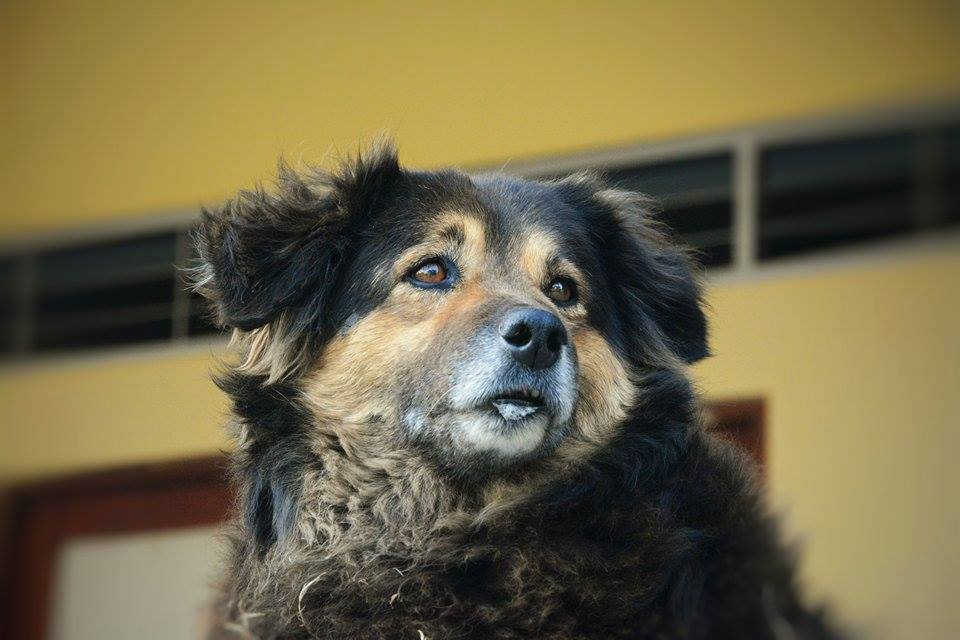
La popular «Perrovaca» —de nombre real «Olga»— fue la mascota más emblemática de la Universidad de San Marcos. En 2014 —siendo uno de los pocos animales participantes— resultó el personaje urbano más votado en un concurso organizado por la marca de galletas Soda Field en Perú.

- El episodio Universidad de San Marcos (2017) del programa de televisión peruano Sucedió en el Perú, conducido por Norma Martínez y producido por TV Perú. En este se narra se narró la historia e importancia que ha tenido la institución sanmarquina en el desarrollo académico universitario de América Latina y el Perú. En uno de los videos promocionales del episodio apareció una de las figuras más famosas de la cultura popular sanmarquina: «Perrovaca».[41]
- La película estadounidense Dora y la ciudad perdida (2019), versión en acción real de la serie Dora, la exploradora de Nickelodeon. En ella, el antagonista Alejandro Gutiérrez, personaje es interpretado por el actor y comediante mexicano Eugenio Derbez, se presenta inicialmente como amigo, explorador y profesor de la Universidad Nacional Mayor de San Marcos de Lima.[338][339] Posteriormente, Dora, sus amigos, y el profesor Gutiérrez emprenden una aventura para ubicar un tesoro perdido de los incas en las alturas de Perú. Adicionalmente, Isabela Moner, actriz peruana-estadounidense que interpretó a Dora, declaró haber aprendido para la película un poco de quechua a partir de grabaciones de audio brindadas directamente por el profesor Américo Mendoza Mori de la Universidad de San Marcos de Perú, quien actualmente es docente de quechua y estudios latinos en la Universidad de Harvard.[340]
- La película peruana La pasión de Javier (2019) representa en algunas escenas a la Universidad de San Marcos durante los años de 1960, época de un importante activismo político en la institución. La película narra la vida del joven poeta peruano Javier Heraud, incluyendo su ingreso a la Universidad de San Marcos para estudiar derecho, al sentirse cada vez más comprometido con las problemáticas sociales del Perú. Adicionalmente, la obra incluyó también algunas tomas del Patio de Ciencias de la Casona de la Universidad de San Marcos para representar el antiguo local de la Universidad Católica, donde Heraud estudió además literatura.
- El documental peruano El viaje de Javier Heraud (2019) incluye escenas en el Patio de Letras de la Casona de la Universidad de San Marcos donde Ariarca Otero, sobrina nieta del poeta sanmarquino desaparecido, conversa con Arturo Corcuera, también poeta sanmarquino y amigo de Heraud en su juventud.
- La película peruana Acuérdate de mí (2022) narra un romance entre dos estudiantes universitarios de diferentes estratos sociales, el cual se desarrolla en varias escenas en los alrededores del bosque de la Facultad de Letras y Ciencias Humanas de la Universidad de San Marcos, al ser la institución educativa de uno de los protagonistas.[341]

## Academia

### Personas destacadas
Tanto formalmente como coloquialmente los personajes que han formado parte de la Universidad Nacional Mayor de San Marcos; alumnos, catedráticos, investigadores, e incluso a quienes se les ha conferido la distinción de profesor honorífico o de doctor honoris causa, han recibido el título de sanmarquinos. El vocablo ha sido de común uso por la población peruana a lo largo de su historia para referirse a los personajes allegados y destacados de esta casa de estudios, e incluso a las mascotas y animales adoptados por la comunidad universitaria.

#### Alumnos, catedráticos e investigadores
En sus más 470 años de historia la Universidad Nacional Mayor de San Marcos ha visto transitar en sus instalaciones a numerosos alumnos, catedráticos, investigadores, decanos y rectores que han destacado en el ámbito local, nacional, latinoamericano y mundial. La Universidad de San Marcos ha tenido una influencia muy significativa en el desarrollo de materias de ciencias, medicina, ingenierías, derecho, política, sociales, letras, humanidades, artes y deportes, a lo largo de la historia del Perú, logrando destacar los alumnos y catedráticos en épocas decisivas para la realidad nacional como: a lo largo del Virreinato —siglos XVI, XVII y XVIII—; durante el proceso de la Independencia —siglos XVIII y XIX—; y en la actual época republicana —siglos XIX, XX y XXI. Entre los sanmarquinos más destacados se puede mencionar a científicos e ingenieros como Pedro Peralta y Barnuevo, Santiago Antúnez de Mayolo —candidato al premio Nobel de Física en 1943—, Federico Villarreal, Antonio Raimondi, Alfred Rosenblatt, Eduardo de Habich, Carlos Bustamante Monteverde y Harald Helfgott; médicos como Hipólito Unanue, Cayetano Heredia, Daniel Alcides Carrión, Laura Rodríguez Dulanto, Honorio Delgado y Alberto Barton; escritores y artistas como Mario Vargas Llosa —premio Nobel de Literatura del 2010, único Nobel peruano hasta la fecha—, César Vallejo, Alfredo Bryce Echenique, José María Arguedas —candidato póstumo al premio Nobel de Literatura en 1971—, Ricardo Palma, Manuel González Prada, José Santos Chocano, Abraham Valdelomar, Javier Heraud, Blanca Varela, Ventura García Calderón —candidato al premio Nobel de Literatura en 1934— y Alberto Hidalgo —candidato al premio Nobel de Literatura en 1966—; investigadores sociales como Julio César Tello, María Rostworowski, Ruth Shady, Federico Kauffmann, José de la Riva Agüero y Osma, Javier Prado y Ugarteche, Alberto Tauro del Pino, Luis Valcárcel, Raúl Porras Barrenechea y Jorge Basadre; abogados y políticos como Francisco García-Calderón Landa —candidato al premio Nobel de Literatura en 1934—, Mariano H. Cornejo Zenteno —candidato al premio Nobel de la Paz desde 1931 hasta 1939—, José Bernardo de Tagle, Víctor Raúl Haya de la Torre, Víctor Andrés Belaúnde y Beatriz Merino; economistas como Javier Silva Ruete, Manuel Ulloa, Pedro Beltrán y Daniel Schydlowsky Rosenberg; líderes independentistas y héroes nacionales como Túpac Amaru II, José Joaquín de Olmedo y Bernardo O'Higgins; veintiún Presidentes de la República del Perú; entre muchos otros.

#### Doctoreshonoris causa
El doctorado honoris causa es, junto con la «Medalla de honor sanmarquina» y la «Medalla sanmarquina del bicentenario», una de las más altas distinciones que confiere esta casa superior de estudios. La Universidad de San Marcos comenzó a entregar este reconocimiento en el siglo XIX, brindándoselo entonces a los dos principales libertadores de Sudamérica: José de San Martín y Simón Bolívar. Además de ellos, entre las principales figuras que han recibido este reconocimiento sanmarquino durante los siglos XX y XXI destacan el papa Juan Pablo II, el presidente francés Charles de Gaulle, el escritor argentino Jorge Luis Borges, los investigadores Alberto Barton, Germán Berríos, y Maria Reiche, los secretarios generales de Naciones Unidas Javier Pérez de Cuéllar y Ban Ki-moon, y los laureados con el Premio Nobel: Albert Einstein, Peter Agre, Peter C. Doherty, Pablo Neruda, Camilo José Cela, Mario Vargas Llosa, Muhammad Yunus, Adolfo Pérez Esquivel, Peter Diamond, Robert C. Merton, Eric Maskin, Cristóbal Pissarides, entre otros.

### Rankings académicos
En los últimos años se ha generalizado el uso de rankings universitarios para evaluar el desempeño de las universidades a nivel nacional y mundial; siendo estos rankings clasificaciones académicas que ubican a las instituciones de acuerdo a una metodología del tipo bibliométrica que incluye criterios objetivos, medibles y reproducibles como la producción científica, y/o también tomando en cuenta, por ejemplo, las percepciones sobre la reputación académica, empleabilidad de los egresados, impacto en la web, entre otros. En 2007, la entonces Asamblea Nacional de Rectores, con el auspicio de la UNESCO, elaboró un estudio que concluyó con un ranking universitario peruano en el cual la Universidad de San Marcos ocupó la 1.era posición. Posteriormente, conforme a la expansión de los rankings universitarios internacionales en los años de 2010, estos gradualmente fueron incorporando en su evaluación a diversas universidades peruanas. En la actualidad, del total de 92 universidades licenciadas en el Perú, la Universidad de San Marcos se ha ubicado usualmente dentro de los tres primeros lugares a nivel nacional en los principales rankings universitarios internacionales. Junto a la Universidad Peruana Cayetano Heredia y la Pontificia Universidad Católica del Perú, es una de las tres únicas universidades peruanas que han llegado a ocupar la 1.era posición a nivel nacional en determinadas ediciones de las clasificaciones académicas internacionales, tales como en los QS World University Rankings de Quacquarelli Simonds, el University Ranking by Academic Performance del URAP Research Laboratory, el Webometrics Ranking of World Universities del Consejo Superior de Investigaciones Científicas y el University Web Ranking de 4 International Colleges & Universities; siendo a la fecha la única universidad pública peruana en haber alcanzado en determinadas ocasiones dicha ubicación. Asimismo, en cuanto a producción científica, la Universidad de San Marcos se ha ubicado en los últimos años y en el acumulado histórico en la 1.era posición a nivel nacional.
| Ranking                                                                     | 2010    | 2011     | 2012              | 2013     | 2014     | 2015     | 2016     | 2017     | 2018         | 2019         | 2020     | 2021                | 2022         | 2023         | 2024        |
| --------------------------------------------------------------------------- | ------- | -------- | ----------------- | -------- | -------- | -------- | -------- | -------- | ------------ | ------------ | -------- | ------------------- | ------------ | ------------ | ----------- |
| Academic Ranking of World Universities: puesto en Perú (puesto mundial)     | —       | —        | —                 | —        | —        | —        | —        | —        | —            | —            | —        | —                   | —            | —            | —           |
| QS World University Rankings: puesto en Perú (puesto mundial)               | —       | 1 (601+) | 1 (601+)          | —        | 3 (701+) | 3 (701+) | 2 (701+) | 2 (701+) | 2 (801-1000) | 2 (801-1000) | —        | 3 (801-1000)        | 3 (801-1000) | 3 (801-1000) | 2 (901-950) |
| SCImago Institutions Rankings: puesto en Perú                               | —       | —        | 3                 | 3        | 3        | 3        | 3        | 4        | 3            | 3            | 2        | 4                   | 4            | 4            | —           |
| THE World University Rankings: puesto en Perú (puesto mundial)              | —       | —        | —                 | —        | —        | —        | —        | —        | —            | —            | —        | —                   | 3 (1201+)    | 3 (1501+)    | —           |
| University Ranking by Academic Performance: puesto en Perú (puesto mundial) | —       | 1 (1557) | 1 (1669)          | 1 (1704) | 2 (1790) | 3 (1850) | 3 (1866) | —        | 3 (1966)     | 3 (2032)     | 3 (2060) | 3 (2161)            | 3 (2160)     | 3 (2090)     | 3 (2060)    |
| Webometrics Ranking of World Universities: puesto en Perú (puesto mundial)  | 2 (932) | 1 (643)  | 1 (810) y 2 (997) | 2 (1534) | 2 (1339) | 2 (1316) | 2 (1386) | 2 (1535) | 2 (1581)     | 2 (1470)     | 2 (1419) | 1 (1524) y 1 (1331) | 2 (1288)     | 2 (1304)     | 2 (1242)    |

## Deporte
La Universidad de San Marcos ha tenido mucha importancia en la actividad deportiva universitaria del Perú. El 7 de agosto de 1924, alumnos sanmarquinos fundaron la Federación Deportiva Universitaria del Perú. Esta federación organiza desde 1936 los Juegos deportivos universitarios nacionales, los Juegos deportivos universitarios regionales y los Campeonatos nacionales universitarios. Además, desde 1963 es partícipe de los Juegos mundiales universitarios que se denominan Universiadas.
La mayoría de actividades deportivas universitarias se desarrollan en el Gimnasio y en el Estadio de San Marcos. Entre los deportes y disciplinas se encuentran: fútbol, futsal, vóley, rugby, tiro, tenis de mesa, básquet, atletismo, fondismo ―carrera de media distancia y carrera de larga distancia―, balonmano, natación olímpica, lucha grecorromana, karate, judo, kung fu tradicional, sanda, taekwondo, aikido, capoeira, wing chun, taichí, xingyi quan, pa kua chang, chi kung, powerlifting, levantamiento de pesas, aeróbicos, esgrima, entre otros. Paralelo a esto, la universidad cuenta con varios equipos que participan en las ligas nacionales y regionales de distintos deportes. En este ámbito destaca el equipo de básquet de la Universidad de San Marcos que participa en la Liga de baloncesto de Lima, tanto en la división varones como en la división superior damas; como el equipo de fútbol Club Deportivo Universidad Nacional Mayor de San Marcos que llegó a participar en la Segunda División del Perú.
Algunos atletas sanmarquinos destacados son: Gladys Tejeda, maratonista peruana con récord panamericano y ganadora del oro en los Juegos Panamericanos de 2019; Andy Martínez, estudiante de Administración de Negocios Internacionales en la universidad cuando obtuvo el récord nacional de 100 m planos; entre otros.

### Eventos deportivos

#### Universiadas
| Edición  | Año  | Sede               | Campeón |
| -------- | ---- | ------------------ | ------- |
| I        | 1936 | Lima (UNMSM)       | —       |
| II       | 1940 | Lima (UNMSM)       | —       |
| III      | 1942 | Lima (UNMSM)       | —       |
| IV       | 1946 | Lima (UNMSM)       | —       |
| Especial | 1951 | Lima (UNMSM)       | —       |
| V        | 1955 | Lima (UNMSM)       | —       |
| VI       | 1964 | Arequipa (UNSA)    | —       |
| VII      | 1983 | Lima (UNMSM)       | —       |
| VIII     | 1985 | Cusco (UNSAAC)     | —       |
| IX       | 1991 | Huancayo (UNC)     | —       |
| X        | 1992 | Lima (UNI)         | —       |
| XI       | 1994 | Trujillo (UPAO)    | USMP    |
| XII      | 1997 | Arequipa (UNSA)    | UNMSM   |
| XIII     | 1998 | Lambayeque (UNPRG) | UNMSM   |
| XIV      | 2000 | Huancayo (FEDUP)   | UNMSM   |
| XV       | 2002 | Trujillo (UPAO)    | UNMSM   |
| XVI      | 2004 | Arequipa (UNSA)    | UNMSM   |
| XVII     | 2006 | Trujillo (UNT)     | UNMSM   |
| XVIII    | 2008 | Tacna (UNJBG)      | ULIMA   |
| XIX      | 2010 | Arequipa (UNSA)    | ULIMA   |
| XX       | 2012 | Trujillo (UPAO)    | UNMSM   |
| XXI      | 2014 | Cusco (UAC)        | UNMSM   |
| XXII     | 2016 | Chiclayo (UDL)     | ULIMA   |
| XXIII    | 2018 | Tacna (UNJBG)      | ULIMA   |
| XXIV     | 2022 | Lima               | UPC     |

Los primeros Juegos Universitarios Nacionales, conocidos popularmente como «Universiadas», se realizaron en 1936 en la ciudad de Lima. En aquella ocasión participaron, entre otras instituciones: la Universidad Nacional Agraria La Molina, la Universidad Nacional de Ingeniería, la Universidad Nacional San Agustín de Arequipa, la Universidad Nacional San Antonio Abad del Cuzco y la Universidad Nacional Mayor de San Marcos, que fue la primera universidad sede del evento. Desde entonces se marcó la distancia de cuatro años entre cada Juego —recientemente se vienen desarrollando cada 2 años—, habiendo una edición especial al conmemorarse los cuatrocientos años de fundación de la Universidad Nacional Mayor de San Marcos en 1951. Ese mismo año, como parte del desarrollo urbano de Lima y de incentivo al deporte universitario, fue inaugurado el estadio de la Universidad de San Marcos en el centro del campus principal.
La Universidad de San Marcos posee equipos para las diferentes disciplinas deportivas con los cuales ha sido campeón nacional en la mayoría de ediciones de las Universiadas, específicamente en 8 de las 14 ediciones donde se declaró un campeón, siendo así la universidad más exitosa en este evento deportivo nacional.

#### Juegos Panamericanos
Para la celebración de los Juegos Panamericanos de 2019, el Comité Organizador de Lima 2019 eligió a diversas instalaciones deportivas situadas entre la ciudad de Lima, así como en el Callao, como sedes panamericana. Entre ellas, la Universidad Nacional Mayor de San Marcos, la cual tuvo la remodelación de su estadio para acoger todos los encuentros de fútbol tanto masculino como femenino.

#### Campeonato Sudamericano de Fútbol Sub-17
El estadio de la Universidad de San Marcos fue sede única del Campeonato Sudamericano de Fútbol Sub-17 de 2019 que se desarrolló en Perú. El campeón del torneo fue Argentina, que logró su cuarto título en esta categoría. Perú quedó en quinto lugar.

### Fútbol
El fútbol, el deporte más popular en el Perú, ha tenido siempre especial significancia para el alumnado sanmarquino. A lo largo de su historia la Universidad de San Marcos ha contado con diversos equipos profesionales de fútbol, destacando entre ellos la Federación Universitaria de Fútbol —hoy Club Universitario de Deportes— y el Club Deportivo Universidad Nacional Mayor de San Marcos.

«A inicios de la década de los 20 existía un marcado interés en las autoridades de la Universidad Nacional Mayor de San Marcos de incentivar el deporte entre los estudiantes. Los jóvenes también mostraban gran predisposición para practicarlo, pero existía una disciplina que predominaba en el gusto de los muchachos frente a todas las demás: el fútbol. Los maestros de aquella época no veían con buenos ojos que los jóvenes alumnos dediquen varias horas de su tiempo en hacer deporte, pues consideraban que ello iba a ir en desmedro de su rendimiento académico. Sin embargo, la historia estaba escrita y los jóvenes de las diversas facultades se organizaron para ir dándole cuerpo a la que llamaron Federación Universitaria —hoy Club Universitario de Deportes—».
Luciano Rico Molina

#### Origen del Club Universitario de Deportes

El escudo de la Federación Universitaria de Fútbol —actualmente Club Universitario de Deportes— fue diseñado por el arequipeño Luis Málaga Arenas, estudiante y delegado de la Facultad de Medicina «San Fernando» de la Universidad Nacional Mayor de San Marcos en 1924.

A inicios de la década de 1920, José Rubio Galindo, estudiante de la Facultad de Letras, y Luis Málaga Arenas, estudiante de la Facultad de Medicina, buscaron «conformar una gran institución» para la práctica de fútbol en el país. A esta iniciativa, se unieron luego Plácido Galindo, Eduardo Astengo, Rafael Quirós, Mario de las Casas, Alberto Denegri, Luis de Souza Ferreira —quien anotó el primer gol peruano en una Copa Mundial de Fútbol—, Andrés Rotta, Carlos Galindo, Francisco Sabroso, Jorge Góngora, Pablo Pacheco, Carlos Lassus y Carlos Cillóniz entre otros. En este contexto, el 7 de agosto de 1924, a las 19:00 UTC-5, los estudiantes universitarios se reunieron en la sede de la Federación de Estudiantes del Perú ubicada en la calle Juan de la Coba 106, en la ciudad de Lima, y dieron origen a la Federación Universitaria de Fútbol, siendo esta una asociación de los equipos representativos de las Facultades de la Universidad de San Marcos y las Escuelas Especiales de Ingeniería, Agronomía y Normal Central.
En el acta de fundación del club, se determinó instituir como escudo una letra «U» de color granate encerrada en un círculo del mismo color con fondo blanco albo. El diseño estuvo a cargo del arequipeño Luis Málaga Arenas, en ese entonces delegado de la Facultad de Medicina «San Fernando» y uno de los gestores más activos de la formación de la Federación Universitaria de Fútbol. Los primeros escudos fueron de gran tamaño y de un acabado muy rústico, utilizándose en el lado izquierdo del pecho y en algunos casos al centro del uniforme. En aquel entonces, el Comité Nacional de Deportes, máximo organismo del deporte peruano en aquella época, reconoció a la Federación Universitaria como si fuese también una liga. Es por ello que, conjuntamente con la Liga Peruana de Fútbol, la Asociación Amateur, la Liga Chalaca, el Circolo Sportivo Italiano y el Lima Cricket and Football Club, estas instituciones conformaron la Federación de Fútbol.

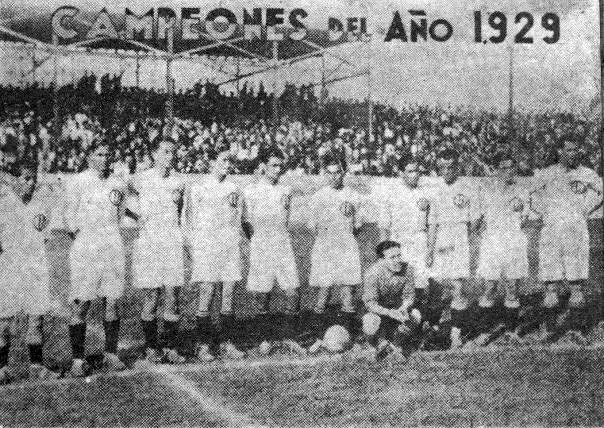
El primer Campeonato Nacional de Fútbol obtenido por el actual Club Universitario de Deportes fue el de 1929, cuando aún mantenía su denominación original como Federación Universitaria y su vínculo con la Universidad de San Marcos.

Tras participar en diferentes torneos interuniversitarios y partidos amistosos entre 1924 y 1927, la Federación Peruana de Fútbol invitó a la Federación Universitaria a participar en el Campeonato Peruano de Fútbol de 1928. El equipo debutó oficialmente en el campeonato nacional el 27 de mayo ante el Club José Olaya de Chorrillos, al que venció por 7:1. Al finalizar dicha edición, la Federación Universitaria ocupó el segundo lugar detrás de Alianza Lima, por lo cual disputó con este el título en tres encuentros obteniendo los resultados de: victoria 1:0, empate 1:1 y derrota 2:0. Al año siguiente, el Campeonato Peruano de Fútbol de 1929 no contó con la participación de Alianza Lima, al ser suspendido por negarse a ceder a sus futbolistas a la selección. En dicho torneo, la Federación Universitaria obtuvo su primer título nacional, al finalizar el campeonato con siete victorias, tres empates y una derrota, alcanzando diecisiete puntos. Carlos Cillóniz, futbolista de Universitario, anotó ocho goles, convirtiéndose en el máximo goleador del campeonato. Dicha ocasión sería también el único campeonato obtenido por el club bajo su denominación original y manteniendo su vínculo con la Universidad de San Marcos.

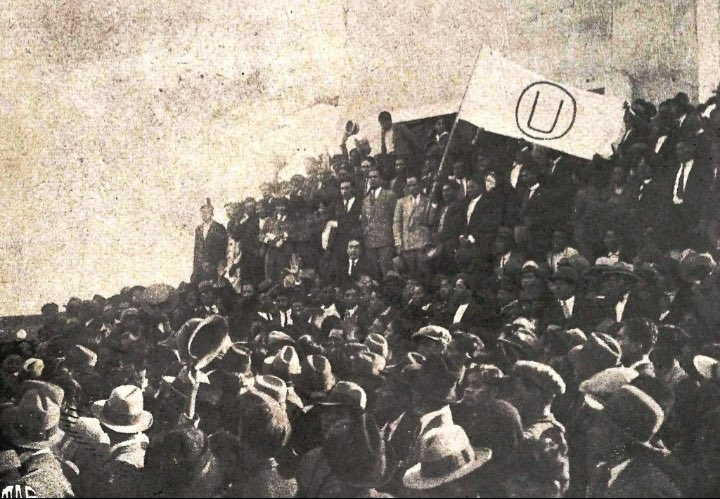
Manifestación de estudiantes sanmarquinos, miembros de la Federación de Estudiantes Universitarios (FEU), enarbolando en 1930 la bandera usada para representar tanto a su organización como a la emergente Federación Universitaria de Fútbol.

En 1930 se llevó a cabo la primera Copa del Mundo en Montevideo, Uruguay, y la selección peruana asistió a dicho acontecimiento con una plantilla en la que destacaba la presencia de ocho futbolistas del cuadro universitario: Eduardo Astengo, Carlos Cillóniz, Luis de Souza Ferreira, Alberto Denegri, Arturo Fernández, Plácido Galindo, Jorge Góngora y Pablo Pacheco. Luego del mundial se realizó la primera gira oficial del club, en la cual este viajó para jugar en provincias y participó en la Copa Gubbins. Ese mismo año, formó parte del grupo 2 del Campeonato Peruano de Fútbol de 1930, consiguiendo dos victorias y un empate, con lo cual avanzó a la liguilla final, donde ocupó el tercer lugar. Al año siguiente, internamente surgieron discrepancias con las autoridades de la Universidad Nacional Mayor de San Marcos, pues el rector José Antonio Encinas prohibió la utilización del nombre Federación Universitaria de Fútbol. Debido a ello el equipo cambió su nombre al de Club Universitario de Deportes, independizándose también de la universidad. Pese a ello, debido a su origen e historia en común, el club mantiene un vínculo amistoso con la universidad, lo cual se ha visto expresado a través de diversos saludos institucionales mutuos y acciones conjuntas a lo largo de los años. En la actualidad, Universitario es el equipo con más campeonatos nacionales en la historia del fútbol peruano, con 28 títulos.

#### Club Deportivo Universidad de San Marcos
En el verano del 2001 la universidad creó el Club Deportivo Universidad Nacional Mayor de San Marcos, teniendo este como su sede de local al estadio de San Marcos. Al cabo de unos años, el naciente equipo ascendería rápidamente en las ligas distritales y regionales hasta alcanzar la Segunda División del Perú. En esta instancia, el equipo de los «Los Leones» —apodado así por ser este animal el símbolo del evangelista San Marcos, el cual da nombre a la universidad— alcanzaría el subcampeonato en el año 2006, siendo esta su mejor participación histórica. El club se mantendría activo de forma continua hasta el 2011, dado que al año siguiente sería inhabilitado por diez años por la Asociación Deportiva de Fútbol Profesional debido al impago de deudas.
Posteriormente, la universidad creó diversas filiaes, siendo las más destacadas: el Club Deportivo San Marcos, el cual participó desde el 2013 hasta el 2019 en la primera división de Cercado de Lima, donde resultó subcampeón en varias ocasiones, clasificando así al torneo de Interligas de Lima en diversas oportunidades; y el Club Deportivo Leones de San Marcos, establecido en el 2017 y que reemplaza desde el 2023 a la filial anterior en la actual liga de Cercado de Lima. Otros equipos derivados de la universidad incluyen a la Asociación Deportiva Cultural San Marcos y los Estudiantes de San Marcos. Así también, destaca la Selección de la Universidad Nacional Mayor de San Marcos —la cual representa desde el 2008 a la institución en la Liga Universitaria de Fútbol—, la División de Menores, y el equipo de futsal F.C. Estudiantes de San Marcos.